# Соцгород

Афиша документального фильма
«» 1995 года

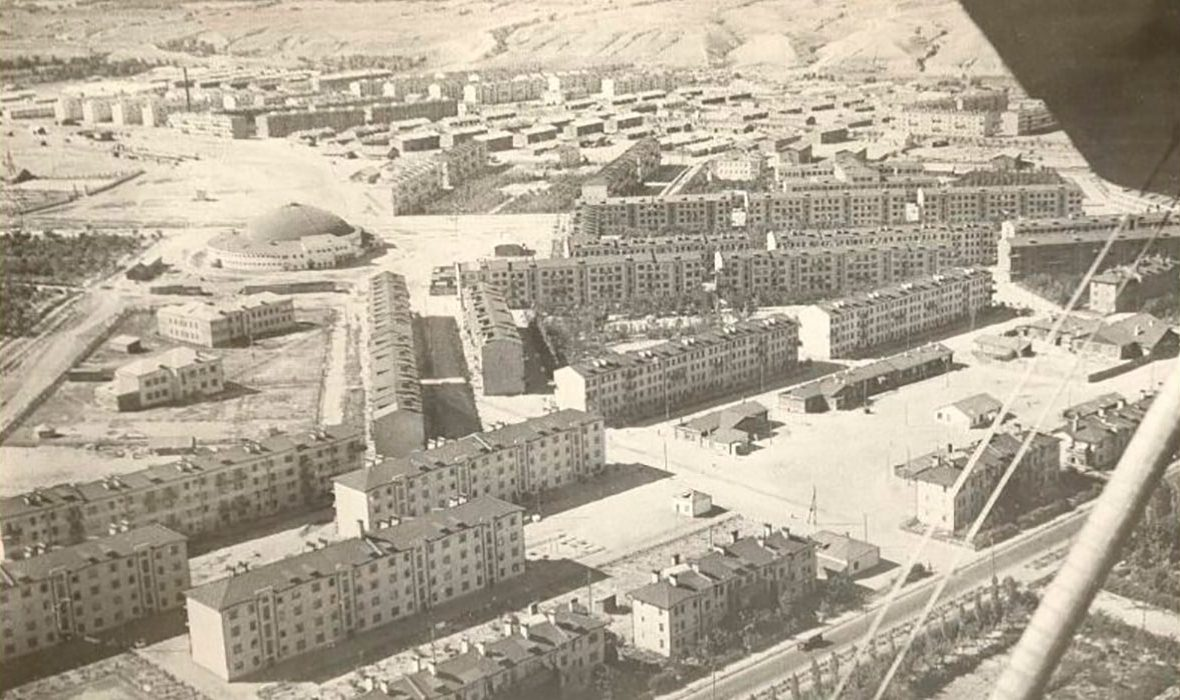
Вид на соцгород Сталинградского тракторного завода из самолёта

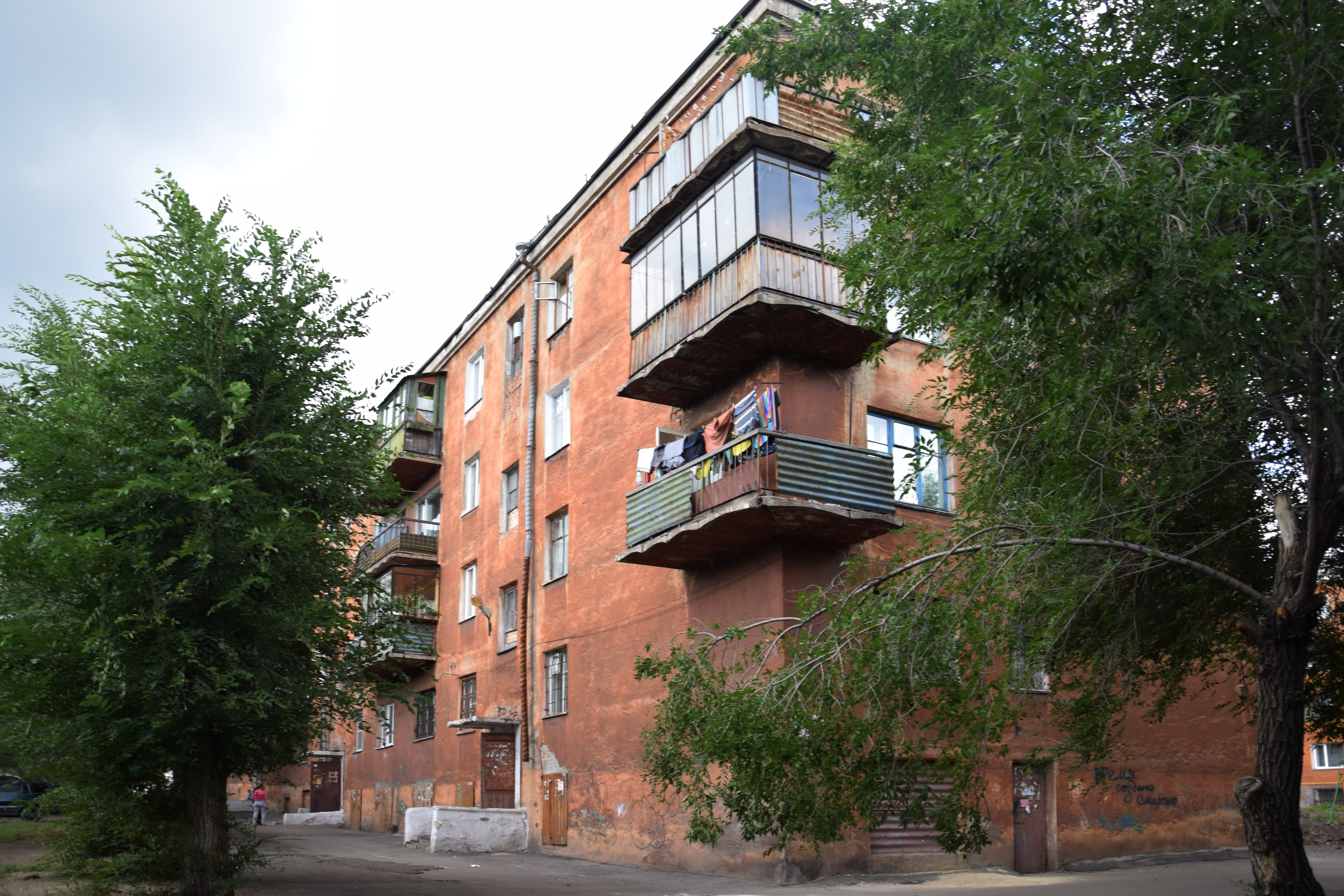
Первый капитальный жилой дом
первого соцгорода — Магнитогорска.
Заложен 5 июля 1930 года по проекту С. Е. Чернышёва в присутствии 14 тыс. строителей

Соцго́род (сокр. от социалистический город, также соцпосёлок) — советская градостроительная концепция 1920—1930-х годов, представлявшая собой замкнутое самостоятельное селитебное образование (поселение) с фиксированным количеством населения при новой промышленности, которая создавалась в рамках программы индустриализации. Соцгорода рассматриваются как ценный в мировом масштабе пример утопической архитектуры.
Концепции нового города социалистического типа сформировались в условиях культурной революции, развития архитектуры авангарда, а также под влиянием установок, спускаемых властью. С 1929 года в обсуждение и проектирование было вовлечено практически всё архитектурное сообщество страны, государственные и общественные деятели, учёные, врачи-гигиенисты и другие специалисты, а также иностранные архитекторы левых убеждений. Осуществлялась также разработка системы расселения страны («соцрасселение»). Перед проектировщиками стояли вопросы преодоления противоположностей между городом и деревней, реконструкции и обобществления быта, раскрепощения женщин, формирования человека-коллективиста, обеспечения индустриализации трудовыми ресурсами.
Многие соцгорода создавались на слаборазвитых отдалённых территориях страны, некоторые — на периферии существовавших населённых пунктов. Приоритет промышленного строительства над гражданским привёл к тому, что первоначально соцгорода застраивались бараками и трущобами. Капитальные дома отличались низким качеством строительства. Рабочее жильё было преимущественно коммунального заселения. Более комфортное жильё, иногда индивидуальные дома, предназначалось для руководящего аппарата, иностранных специалистов, рабочих-ударников. Концепция соцгорода предполагала реализацию всеохватывающей системы общественного обслуживания: фабрики-кухни, столовые, прачечные и бани, больничные городки, ясли и детские сады, школы-семилетки и школы фабрично-заводского ученичества, втузы, клубы и дворцы культуры, парки культуры и отдыха и т. д. Соцгорода отличались «привязанностью» к предприятию, регулярностью и стандартизацией планировки, чётким зонированием территории, покомнатно-посемейным заселением, обширным озеленением, стиранием различий между центром и периферией. С отказом от леворадикальных градостроительных идей и сменой политической конъюнктуры замысел соцгорода не был реализован в полной мере. Построенные в 1930-е годы соцгорода несут в своём облике смешение практик модернизма и ретроспективизма.

## Истоки утопии
Феномен соцгородов рассматривают как пример утопической архитектуры. Они наследуют утопиям эпохи Возрождения: «Базилиада» Э. Г. Морелли, «Город Солнца» Т. Кампанеллы, «История севарамбов» Д. Вераса, фаланстеры Ш. Фурье, «Утопия» Т. Мора, «коммунистические колонии» Р. Оуэна. Многие утопии такого рода были известны деятелям советского авангарда. Для иностранных архитекторов, работавших над соцгородами, был характерен более прагматичный подход, в их документах 1930-х годов слово «утопия» не встречается. Большое влияние на идеи соцгорода оказал фордизм иностранных проектировщиков.
Для многих утопистов прошлого характерны «казарменность» организации жизни будущего идеального общества, тщательная регламентация жизнедеятельности, культ труда и презрение к корысти, борьба с социальной несправедливостью и с индивидуализмом, которому порой противопоставлялся вульгаризированный коллективизм, ущемлявший личную свободу. «Нового человека» с новыми запросами и потребностями необходимо было формировать. Эта идея нашла отражение и в марксистской модели социализма СССР.
Утописты видели причины неудач «коммунистических» поселений в том, что чуждое им капиталистическое общество их отторгало. Масштабный практический эксперимент стал возможным после создания РСФСР. Наиболее радикальное понимание «нового быта» основывалось на следующих положениях:
- Новый тип семейных отношений, отрицание функций семьи как хозяйственно-экономической единицы. Для архитектуры это означало освобождение жилой ячейки от многих хозяйственных функций.
- Первичная ячейка общества — не семья, а бытовой коллектив. Для архитектуры это означало, что вместо создания домов из автономных жилых ячеек нужно было формировать жилые комплексы и города из автономных жилых единиц, рассчитанных на коллектив с более сложным набором функциональных процессов.
- Принципиально иные взаимоотношения внутри нового бытового коллектива: самообслуживание, потребительская кооперация, обобществление быта, формы общения в ином масштабе.

Поначалу, во время первой градостроительной дискуссии, на первый план выдвинулась концепция городов-садов с индивидуальными домами. К концу 1920-х годов в проектной мысли преобладали более радикальные идеи, которые пытались реализовывать в домах с развитой общественной частью (так называемые многоквартирные дома «переходного типа» и дома-коммуны).

## Задачи первой пятилетки

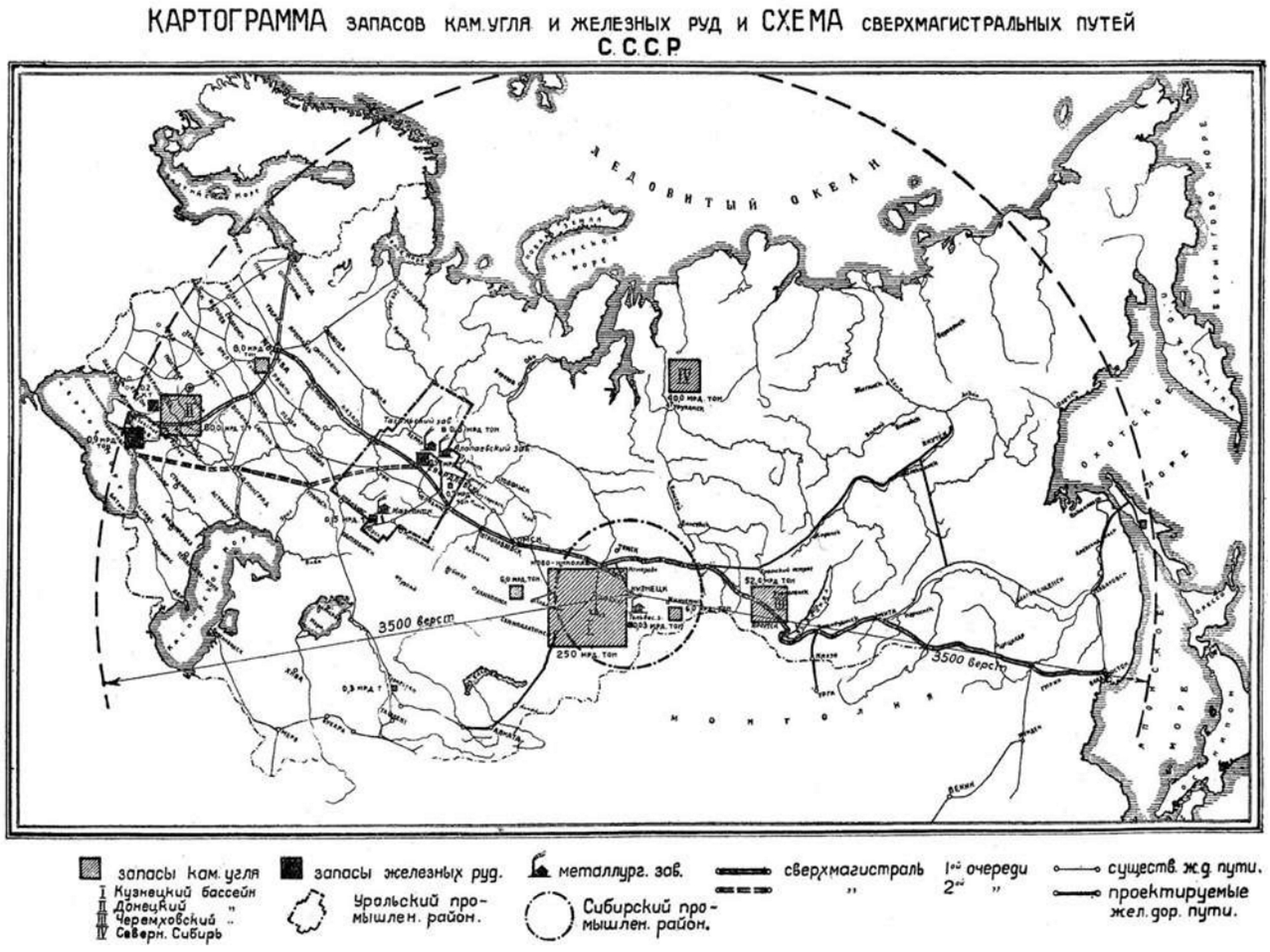
Картограмма запасов каменного угля, железных руд и проект сверхмагистральных путей СССР. 1925 г.

К концу 1920-х годов был взят курс на ускоренную индустриализацию СССР. При разработке «Пятилетнего народнохозяйственного плана на период 1928/29—1932/33 гг.» Госплан руководствовался «телеологическим подходом» к планированию, то есть исходил из примата целей, а не из традиционной экстраполяции существующих статистических данных об экономических тенденциях. Эти сложившиеся при капитализме тенденции, как считалось, в условиях плановой экономики стали не актуальны. На основании этого подхода Госплан принял решение о выносе промышленной базы СССР на Урал, Сибирь, Дальний Восток. Причины решения были следующими:
- стремление в условиях надвигающейся войны отдалить промышленность от границ вероятного противника;
- вызванное подготовкой к войне решение руководства СССР о переходе к автаркии, которая делала бессмысленным размещение предприятий вблизи портов;
- экономическая нецелесообразность реконструкции старых предприятий в сложившейся застройке;
- новая энергетическо-производственная доктрина, основанная на энергии крупных сибирских рек и запасах полезных ископаемых Урала и Сибири.

Проблема заключалась в отсутствии нужного количества и качества трудовых ресурсов на этих территориях. Решением стало принудительное перемещение туда масс людей и создание при новой промышленности новых населённых пунктов.
В политическом аспекте новые населённые пункты рассматривались как административно-хозяйственные центры опролетаривания населения:

Если построить новый завод в крупном рабочем центре и прибавить 5000 новых рабочих, это не даст серьёзного увеличения политического веса данного рабочего центра, но дайте один такой завод Борисоглебску, Козлову или другому крестьянскому округу из 5000 рабочих, и это будет иметь громадное значение. Это создаст прочную пролетарскую опору в гуще крестьянских масс, укрепит руководящее влияние пролетариата над крестьянством…— А. И. Микоян на пленуме ЦК ВКП(б) в 1929 г.
Таким образом, концепция соцгорода — не только социальная утопия архитекторов и градостроителей, но и партийная установка, которая была связана с выполнением стратегических экономических планов государства. С точки зрения исследователей соцгородов М. Г. Мееровича и Д. С. Хмельницкого, новые населённые пункты рассматривались властью как более приспособленные для контроля над населением, а также как менее затратные: все ресурсы должны были направляться на скорейшее создание военно-промышленного комплекса.

## Вторая градостроительная дискуссия

### Участники дискуссии
Это будет город простой и светлый,

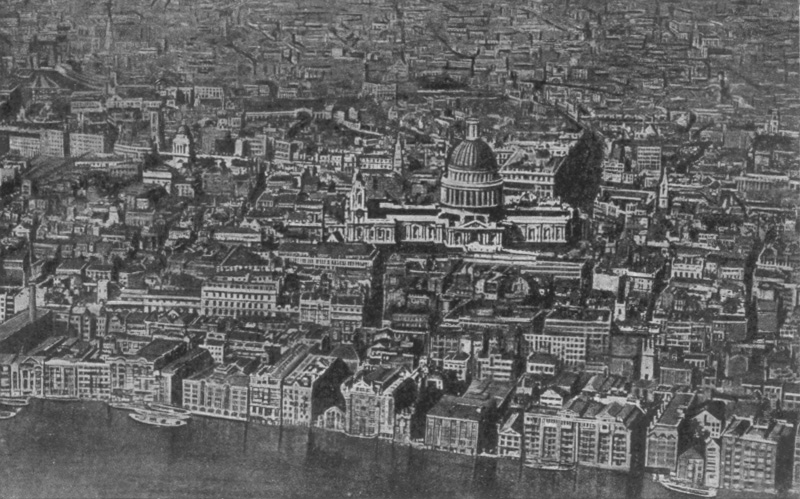
Иллюстрация Лондона из книги Н. А. Милютина «Соцгород. Проблема строительства социалистических городов».
Пример «кошмара современного крупного города», на смену которому должны прийти новые города

где дома и вся окружающая обстановка, работа и отдых

рождают бодрость и жизнерадостность.
Историк советской архитектуры С. О. Хан-Магомедов отмечал, что годы первой пятилетки — время наиболее интенсивных градостроительных поисков, так как проектировщикам впервые в мире приходилось в таком масштабе проектировать новые промышленные города.
Необходимость решения конкретных планировочных вопросов в 1929 году потребовала выработки общегосударственных подходов и установок в проектном деле. Государственные, общественные деятели, архитекторы, социологи, инженеры, экономисты, врачи-гигиенисты, журналисты, специалисты всех смежных с градостроительством областей были призваны в ходе дискуссии увязать воедино все уровни от жилой ячейки до системы расселения в масштабах страны.
Концепция Л. М. Сабсовича («соцгород»; её сторонники наиболее известны как «урбанисты»; по мнению С. О. Хан-Магомедова, более правильно было бы говорить — сторонники компактного расселения) была наиболее проработанной и известной. М. А. Охитович разработал вторую по влиятельности концепцию («новое расселение»; её сторонники наиболее известны как «дезурбанисты»; по мнению С. О. Хан-Магомедова, более правильно было бы говорить — сторонники линейного расселения). Третья концепция была связана с воззрениями Н. А. Ладовского и его последователей из АРУ. Принимал участие Н. А. Милютин — ведущая фигура градостроительного истеблишмента этих лет.

### Начало публичной дискуссии
26 октября 1929 года в стенах Госплана прошло рабочее совещание, на котором обсуждалось содержание получивших широкую известность работ Л. М. Сабсовича. Незамедлительно подключились Коммунистическая академия ЦК ВКП(б) и всесоюзная пресса. 31 октября по инициативе Комакадемии в её помещениях прошло заседание по докладу М. А. Охитовича — главного оппонента Л. М. Сабсовича.
В течение нескольких месяцев прошло несколько заседаний, посвящённых градостроительной дискуссии о расселении. Одно лишь заседание в Комакадемии 20—21 мая 1930 года посетило более тысячи человек. Дискуссии посвящались отдельные книги и номера журналов. Обсуждались первые конкурсные проекты.
Практически все участники дискуссии сходились на том, что новые поселения должны быть совершенно иного вида, нежели существующие, иметь пролетарско-индустриальный характер (в отношении аграрных городов преобладало отрицательное мнение), при помощи особых обобществлённых форм быта формировать «человека нового типа». Особый акцент делался на санитарно-гигиенических требованиях и здоровье жителей нового города. Большинство участников разделяло тезис о равномерности и равноценности расселения вместо иерархической системы. В первую очередь в дискуссии пытались дать ответы на вопросы о пространственно-планировочном облике будущих городов. Согласно идеологии, новые поселения должны были базироваться не на учёте культурно-исторических, эмоционально-чувственных и прочих особенностях духа места, как в городах-садах, а на механизмах «индустриально-производственного обустройства среды».

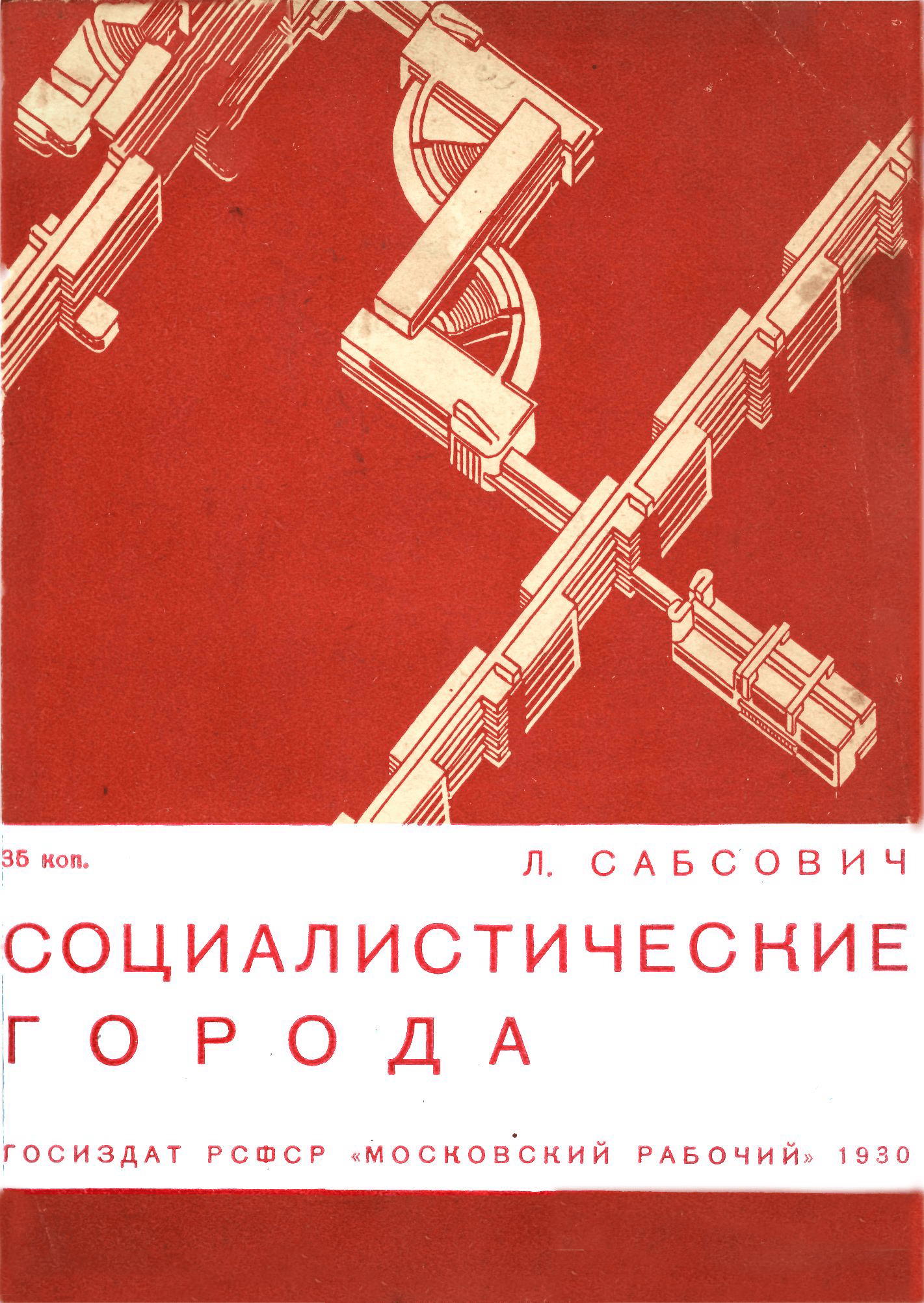
Л. М. Сабсович. «Социалистические города». 1930 г.
На обложке — проект жилкомбината ВОПРА для Сталинграда

### «Урбанисты» или сторонники компактного «соцгорода»
За экономистом Л. М. Сабсовичем и его единомышленниками закрепилось обозначение «урбанисты», хотя оно довольно условно: на более последовательно-урбанистических позициях стояли, например, члены АРУ. Сам термин «соцгород» в 1929 году применялся в первую очередь к концепции Л. М. Сабсовича. Она сформировалась под влиянием работ Ле Корбюзье, идей фаланстеров и домов-коммун, в том числе идей Н. С. Кузьмина, концепции города-сада, проектов братьев Весниных и т. д.
В отличие от многих теоретиков Л. М. Сабсович подходил к проблеме как автор труда «СССР через 15 лет. Гипотеза построения социализма в СССР», находившегося в русле борьбы И. В. Сталина за увеличение показателей плана первой пятилетки и, возможно, выполненного по заказу сторонников Сталина. «Гипотеза…» многими была встречена как утопическая. Но после появления предварительных (завышенных) данных о выполнении первой пятилетки эти прогнозы стали казаться реалистичными. В такой обстановке массового энтузиазма разрабатывалась эта концепция, в 1930 году представленная в книге «Социалистические города».
Сторонники этой концепции негативно относились к росту больших городов, считая, что они характерны для капитализма и приводят к ухудшению санитарно-гигиенических условий жизни. В социалистическом государстве прогресс (развитие транспорта и связи, численное увеличение высококвалифицированных кадров) должен был лишить крупные города их уникальных преимуществ. Деревня, наоборот, должна была стремиться к укрупнению ради повышения эффективности сельского хозяйства. Благодаря этим тенденциям различия между городом и деревней, о которых так много говорилось после Революции, постепенно стирались бы. Отсюда Л. М. Сабсович пришёл к необходимости изначально создавать поселения нового типа, в которых эти различия сошли бы на нет: такими ему виделись соцгорода на 40—100 тыс. человек при крупных промышленных предприятиях и совхозах. Концепция Сабсовича предполагала огромный масштаб преобразований: следовало за 20 лет «снести с лица земли» все существующие города, сёла и деревни страны, возводя им на смену соцгорода. Но его план заключался не просто в строительстве новых городов, а в программе преобразования пространства всей страны и поиске формы новой социально-пространственной организации общества.
Стихийности основанных на мелкобуржуазном индивидуалистичном быте капиталистических городов противопоставлялось научно обоснованное проектирование и развитие в соответствии с планом. Труд, быт, отдых следовало организовывать целенаправленно на основе расчётов, чтобы сформировать новые типы межличностных отношений и исключить любые неконтролируемые процессы жизнедеятельности. В эпоху веры в безграничные возможности стремительно развивающейся техники соцгород виделся своего рода «одним большим сложным производством».
Л. М. Сабсович писал, что в его соцгороде нет улиц и кварталов. Это «единое» утопающее в зелени пространство, где задуманы многоэтажные (до 25 этажей) жилые дома, огромные парки, стадионы, станции водного спорта, удобные пути сообщения с промышленными территориями. В духе утопистов прошлого он предлагал разместить город на «компактной территории, представляющей собой неполные квадрат, круг, прямоугольник». Это замкнутая территория с хорошо ясными границами.
Структурной единицей соцгорода в этой концепции является большой дом-коммуна или «жилой комбинат» (из домов и корпусов меньших размеров с крытыми переходами) на 2-3 тысячи человек взрослого населения. Квартир, приспособленных для индивидуального хозяйства с собственной кухней, в нём не предусмотрено. Жилая часть — это комнаты на одного человека площадью 5—9 м² с умывальником. Супруги должны проживать каждый в своей комнате, но по их желанию их комнаты могут соединяться между собой дверью. Маленькую площадь комнат Л. М. Сабсович объяснял тем, что жильцы будут большую часть времени проводить в помещениях общественной части. В каждом доме есть библиотека, читальня, клубные комнаты, кабинеты для занятий, спортзалы, столовые и т. д. Удельный вес жилой площади снижен в пользу мест общего пользования.
Много внимания Л. М. Сабсович уделил планируемой перестройке быта в сторону максимального обобществления:

Нужна ещё культурная революция, — нужно совершенно переделать человека, а для этого необходимо совершенно изменить бытовые условия и формы существования человечества. Условия быта должны быть изменены прежде всего в том направлении, что должно быть уничтожено индивидуальное домашнее хозяйство, тот «домашний очаг», который всегда являлся и является источником рабства женщины.— Л. М. Сабсович. Культурная революция и обобществление быта // СССР через 15 лет: Гипотеза генерального плана как плана построения социализма в СССР. — М. : «Плановое хозяйство» Госплан СССР, 1929. — 159 с.

Л. 3. Чериковер. План комнаты в 8 м^{2} на одного трудящегося. Из материалов Сталинградстроя

Уничтожение «домашнего очага» выглядело следующим образом:
- Развитая сеть общественного обслуживания. Приготовление пищи осуществляется на фабриках-кухнях, а питание в общественных столовых. Предусмотрено полное обеспечение нужд лиц пенсионного возраста.
- Обобществление жилищ и системы обслуживания изымает из индивидуального распределения бо́льшую часть предметов мебели, домашнего обихода. Мебель и постельное бельё — принадлежность комнат, предоставляемых трудящимся для жилья и т. д. Часть товаров народного потребления распределяется индивидуально.
- По мере сокращения рабочего дня, возрастают потребности в культурном развитии. Освободившееся время жители соцгорода посвящают науке, искусству, развлечениям. Понятие «профессия» перестаёт являться основной характеристикой человека.
- Семья в её традиционном понимании исчезает. Её место занимает общий коллектив трудящихся. Дети, ставшие общественной «собственностью», воспитываются коллективом. А. Склонский обосновывал это так[39]: человеческий организм и психика — сложный аппарат, а родители далеко не все — врачи и педагоги. Сразу после рождения детей нужно помещать в «дома ребёнка», затем — в «детские городки» и «школьные городки», расположенные в «наиболее здоровых местах». Воспитание школьников наиболее тесно увязано с производственными процессами и наукой.
- Благодаря обобществлению быта, механизации уборки помещений, уничтожению семьи становится возможным полное раскрепощение женщины от «домашнего кухонного рабства», от воспитания детей. Женщина — полноправный работник наравне с мужчиной. Раскрепощение женщины несло и экономический смысл. Выполнение грандиозных планов индустриализации требовало привлечения максимального количество трудовых ресурсов. Вовлечение женщин в производство и обслуживание, по подсчётам Ю. Ларина, добавляло стране 75 млн пар рабочих рук[40].

В 1929 году ЦК ВКП(б), обсуждая концепции Л. М. Сабсовича, Н. А. Ладовского, Н. А. Милютина, отдало своё предпочтение городу Сабсовича.
Концепция оказала ключевое влияние на проектирование и строительство на рубеже десятилетий. Архитектурную поддержку Л. М. Сабсовичу оказали В. Н. Семёнов, члены ВОПРА с А. Г. Мордвиновым, ОСА, и особенно — братья Веснины в проектах Кузнецка и Сталинграда.
В концепции «урбанистов», как подмечал С. О. Хан-Магомедов, проявилось характерное для тех лет наивное упрощение сложной взаимосвязи социального и планировочного. Неперспективна была сама идея жилкомбината с жёстко закреплённой социальной структурой в пространственно-планировочной структуре; не учитывалась социальная мобильность. Искусствоведка В. Э. Хазанова подчёркивала фантастичность планов Л. М. Сабсовича: режим работы его соцгорода напоминал скорее городок отдыха, где работа занимает минимум времени. Д. С. Хмельницкому соцгорода Л. М. Сабсовича напоминают лагерную систему, где личное пространство сведено к минимуму, а казарменный быт продвигался властью как возможность сократить расходы на жилой фонд и инфраструктуру. Однако практика строительства домов-коммун показала, что реализация развитых общественных зон весьма затратна. Д. С. Хмельницкий пишет, что Л. М. Сабсович в своих работах проработал правительственные установки (отказ от индивидуальных квартир и т. д.). Но его деятельность не была попыткой ухудшить положение советских рабочих. В 1920-е годы в результате жилищного кризиса они уже и так жили в коммунальном жилище, но крайне низкого качества и без развитой системы обслуживания.

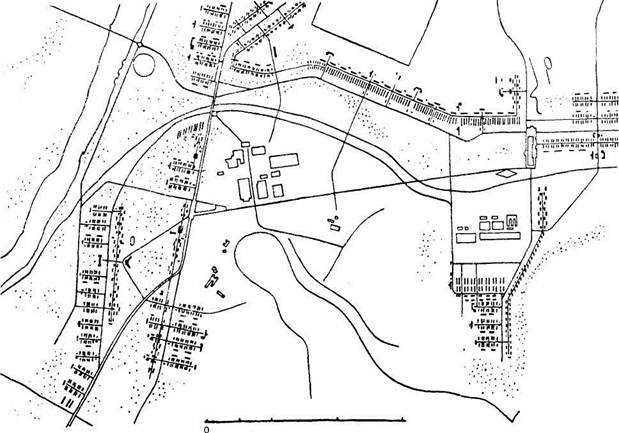
М. Я. Гинзбург. Проект Черниковского промышленного узла (север Уфы), созданный под влиянием идей дезурбанизма. 1932 г.

### «Дезурбанисты» или сторонники «нового расселения»
Если Л. М. Сабсович хотя бы применял традиционные термины («город», «общественное здание»), то социолог М. А. Охитович со своими единомышленниками из Секции типизации Стройкома РСФСР (члены ОСА М. Я. Гинзбург, М. О. Барщ и др.) представляли принципиально новую, революционную теорию расселения, в которой полностью отказывались от города и от компактных поселений. Слово «город» в докладе М. А. Охитовича наделяется совершенно новым значением — это сам процесс дезурбанизации или «общественное человеческое единство» — «город Красной планеты коммунизма».
По мысли «дезурбанистов», новые возможности транспорта и связи позволили бы рассредоточено размещать отдельные процессы производства и жилища. Пространство человеческого общения, как и пространство расселения, станет беспредельным. Радио и телефон заменят живое общение, связывая человека со всем миром, а личный автомобиль и мобильное жилище позволят легко менять место проживания.
В отличие от концепции города-сада «новое расселение» предполагало не коттеджную застройку, а индивидуальные сборные стандартизированные жилые ячейки (компактные и мобильные «кабины для сна») посреди природы. Ячейки могут блокироваться (соединяться) по согласию товарищества. Предусматривается замена центров обслуживания сетью обслуживания, максимально приближенной к потребителю. Женщина должна быть освобождена от домашнего хозяйства, предусматривается общественное воспитание детей. Однако в отличие от концепции соцгорода здесь не предполагается полное уничтожение института семьи и дети проживают рядом с родителями. Фрагмент застройки линейного расселения отчасти напоминает жилкомбинат, распавшийся на отдельные ячейки и здания и распластанный по территории вдоль энергетических и транспортных путей, отвергая принудительную близость между людьми. М. А. Охитович критиковал оппонентов именно за скученность и ущемление свободы личности, недопустимое, как он считал, в социализме:

Социалистический город, о котором писал тов. Сабсович, строится на основе этого старого способа передвижения [то есть устаревших типов транспорта]… Социалистическое расселение — это и не город, и не деревня… Рабочих новых промышленных комбинатов, заводов, фабрик, так же, как и совхозов, мы расселяем по-новому и на одних и тех же основаниях. На место городской концентрации людей, зданий, вещей — внегородское, безгородское децентрическое расселение. На место принудительной близости людей в городских условиях — максимальная отдалённость жилищ друг от друга, основанная на автотранспорте. На место отдельной комнаты рабочему — отдельное строение. Разумеется, это возможно лишь на основе полного вытеснения социалистической индустрией элементов домашнего хозяйства, это возможно лишь после предоставления всем иждивенцам и членам семьи… работы и, следовательно, отдельного для них жилого строения… Средства социализма — лишь работникам социализма!.. Это средство — автомобиль, а не «социалистическая» толкучка Л. Сабсовича.— М. А. Охитович. Не город, а новый тип расселения // Экономическая жизнь. — 1929. — № 282
Доклады М. А. Охитовича критиковали за слабое освещение реконструкции быта и непроработанность вопроса преодоления противоположностей между городом и деревней. «Урбанисты» критиковали «дезурбанистов» за фетишизацию природы, индивидуальное жилище, «перепрыгивание» через реальные условия, но в то же время они признавали, что с «дезурбанистами» их позиции по ключевым вопросам сходятся.
Помимо единомышленников, М. А. Охитовича поддержали руководители жилищной кооперации, которые не были ригористичны и позитивно относились к идее индивидуального жилья. П. М. Кожаный мечтал об антитезе проектам казарменного жилья с «клетками» в 5 м² — больших домах, пронизанных солнцем и воздухом. Он призывал учитывать, что через 30 лет их придётся разрушить ради ещё более совершенных зданий.
Сторонниками «нового расселения» были разработаны общая схема расселения и конкурсный проект Магнитогорска.

### Проекты АРУ
На последовательно-урбанистических позициях стояли архитектор Н. А. Ладовский и его последователи из АРУ. Н. А. Ладовский признавал за крупными городами право на существование и развитие как центров науки, культуры и общественной жизни. В отличие от Ле Корбюзье он не считал, что процесс урбанизации обязательно приведёт к застраиванию городов небоскрёбами.
Н. А. Ладовский рассматривал здания лишь как «частицы целого города». Значительное внимание он уделял не только функционально-техническим и санитарно-гигиеническим проблемам градостроительства, но и художественным вопросам, которые считал «могущественным средством организации психики масс». Сторонники АРУ, как считал С. О. Хан-Магомедов, ставили проблемы градостроительства более широко, чем последователи Л. М. Сабсовича и М. А. Охитовича, не ограничиваясь одним типом поселения и одним типом жилья. Существенное внимание в проектах Н. А. Ладовского уделено роли центра города.
Сторонники АРУ активно участвовали в конкурсах на планировку и застройку новых городов. Н. А. Ладовский о ситуации конца 1920-х — начала 1930-х годов высказывался так: «жизнь давала заказы — архитекторы выполняли; кто-то высказывался об идеологии городов — архитекторы следовали за „жизнью“, за этими идеологами».

### Поточно-функциональная схема планировки соцгорода Н. А. Милютина

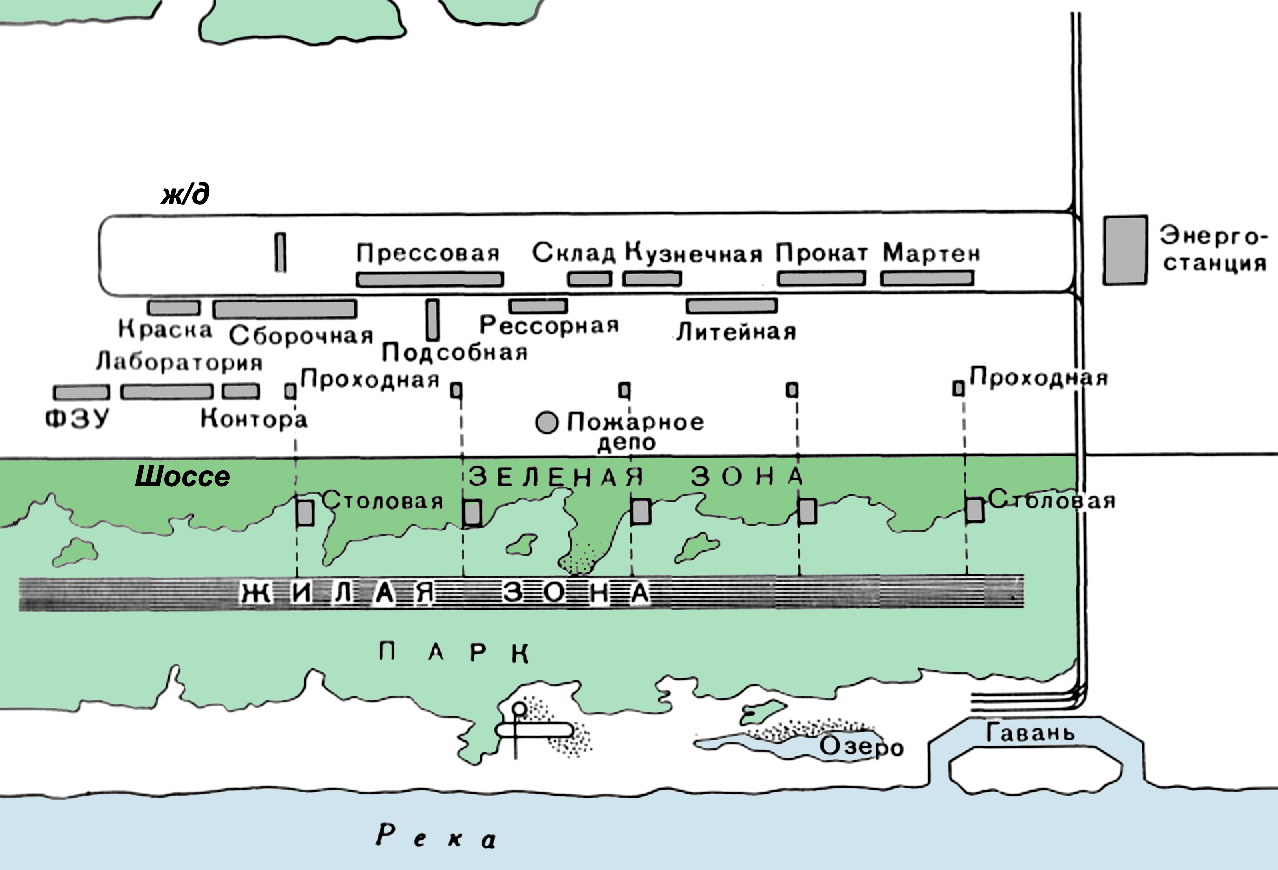
Н. А. Милютин. Поточно-функциональная схема планировки

Архитектор и государственный деятель Н. А. Милютин под влиянием самых разных идей эпохи, стремясь избежать крайностей, создал поточно-функциональную схему планировки города. Эту концепцию он изложил в книге 1930 года «Соцгород. Проблема строительства социалистических городов». Одним из определяющих факторов планировки стал прогрессивный поточный принцип производства. Н. А. Милютин зонировал город параллельными полосами:
- территория железнодорожных путей (полоса отчуждения);
- зона производственных и коммунальных предприятий, связанных с ними учебных заведений;
- защитная зелёная полоса с шоссейной магистралью;
- селитебная зона, включающая:

полосу учреждений общественного пользования;
полосу жилых зданий;
полосу детских учреждений;
- парковая зона;
- зона садовых и молочно-огородных хозяйств.

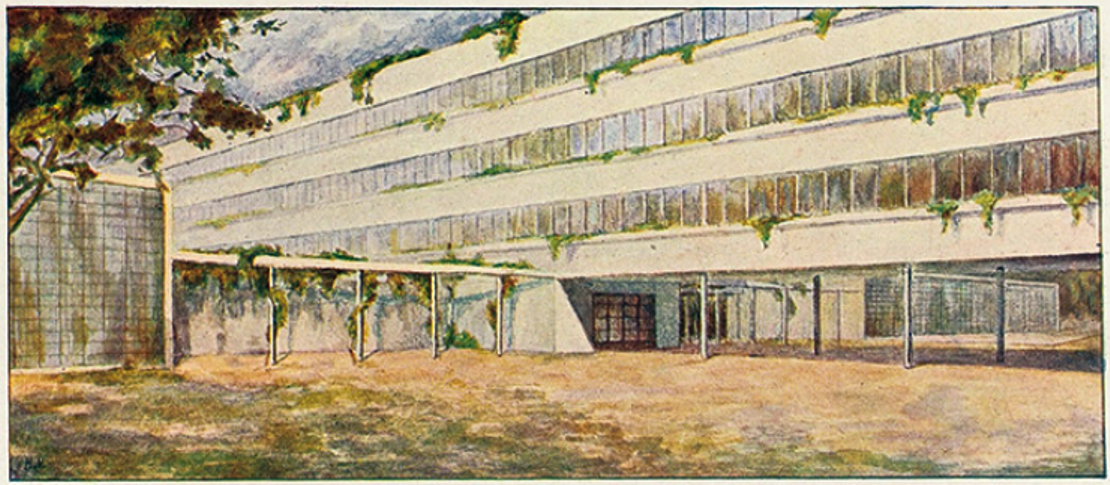
Н. А. Милютин. Проект жилого блока

Со стороны селитебной зоны желательным было бы примыкание к городу крупного водоёма. Разместив промышленные предприятия параллельно селитебной зоне, Милютин не только сблизил места работы и жильё, но и дал возможность линейному городу развиваться в двух направлениях, не требуя коренной реконструкции.
Главной задачей расселения Н. А. Милютин считал рациональное размещение промышленности. Отказ от излишней концентрации промышленности и механизация сельского хозяйства должны были стать главными инструментами преодоления разрыва между городом и деревней.
Будучи наркомом финансов РСФСР, Н. А. Милютин осторожнее, чем многие теоретики, подходил к вопросу перестройки быта. Он был против принудительного насаждения новых порядков, понимал, что одновременно развивать сеть бытового обслуживания и улучшать квартирные условия государство не сможет, и поэтому считал правильным сначала сосредоточиться на создании учреждений обобществлённого обслуживания. Он оценивал обобществление быта не только с позиции социальных преобразований, но и в аспекте экономии средств.

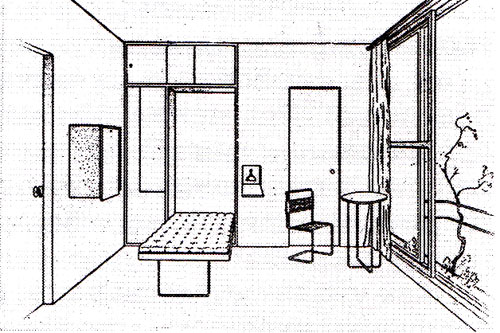
Н. А. Милютин. Интерьер жилой ячейки на одного человека

Основная структурная единица жилой зоны — жилой блок. Он состоит из соединённых крытыми переходами жилого корпуса, детских учреждений, коммунального или общественного корпуса. Жилые ячейки — на одного человека, но с возможностью блокировки. В ячейке имеются: убирающаяся на день кровать или трансформируемый диван, рабочее место, стулья или кресло, переносной столик, встроенные шкафы. Для каждых двух смежных комнат предусмотрена кабина с душем и раковиной. Дети малого возраста в рамках этой концепции проживают вблизи от родителей, а с возрастом переселяются ближе к предприятиям. Вместо стандартизации домов Милютин предлагал стандартизацию частей жилья, что позволило бы избежать монотонности застройки.
Идеи Н. А. Милютина оказали существенное влияние на советское и европейское градостроительство.

### Прочие участники
Архитектор И. И. Леонидов, взяв за основу общую схему расселения «дезурбанистов», вычленил из неё фрагмент, который рассматривал как самостоятельный город-линию, растущий вдоль одной или двух-четырёх магистралей, отходящих от компактно размещённой промышленной зоны.
Архитектор А. У. Зеленко в своей концепции на переходный период попытался планировочно и структурно разделить промышленный город и агрогород, хотя на перспективу предсказывал стирание разницы между ними. Критически к такому разделению отнёсся экономист, один из разработчиков плана индустриализации С. Г. Струмилин. Он предложил рассматривать промышленный и сельскохозяйственный труд как сменяющие друг друга виды деятельности одних и тех же трудящихся.
Архитектор А. Г. Мордвинов выдвинул свой идеал расселения, вобравший в себя основные элементы Л. М. Сабсовича, но без крайностей в вопросах обобществления.

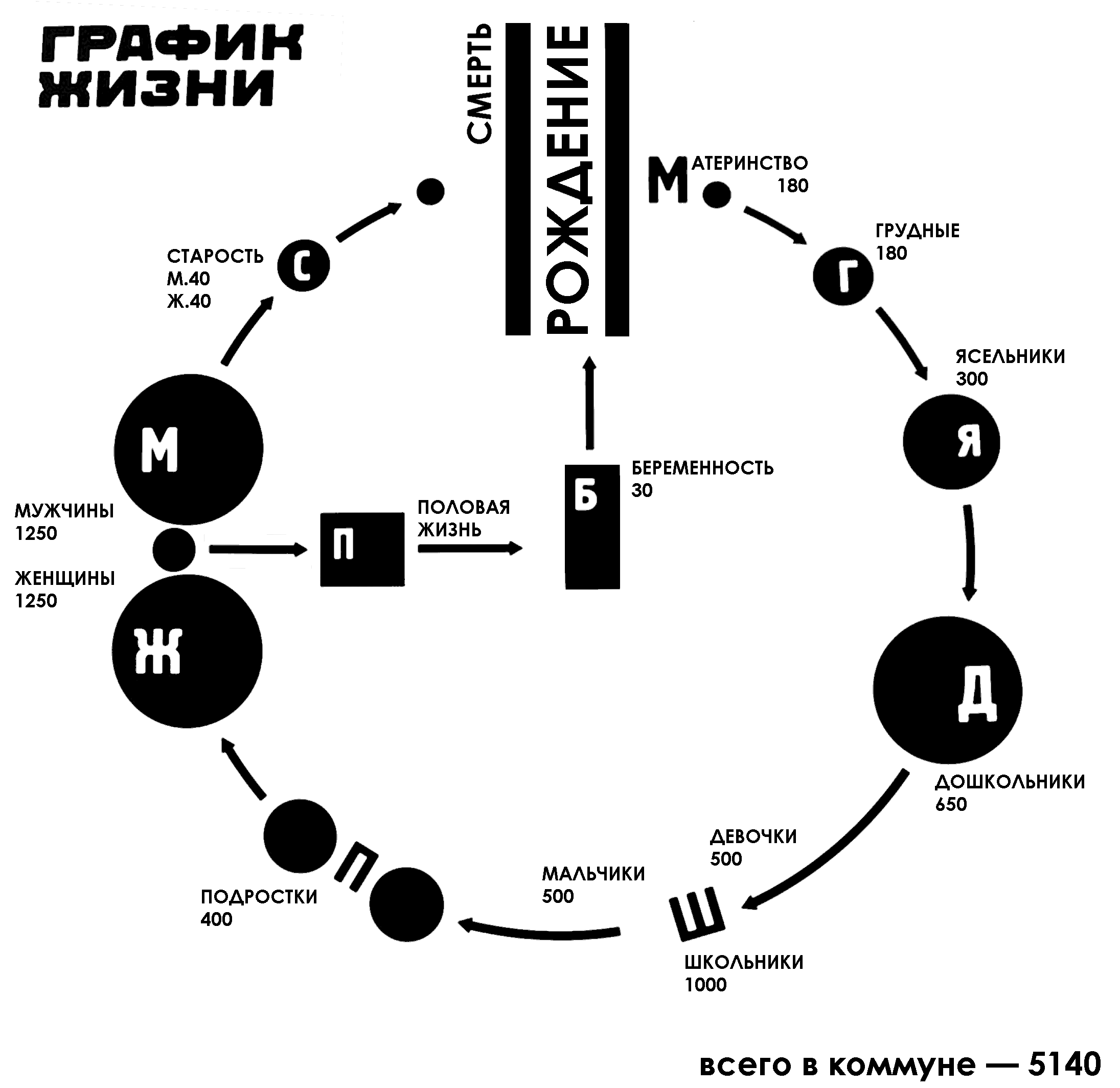
Н. С. Кузьмин. «График жизни» жилкомбината Анжеро-Судженского каменноугольного района. 1928—1929 гг.

Сотрудники Госплана говорили прежде всего об общих духовных проблемах строительства городов, о необходимости обеспечить в них гармоничное развитие человека, «приобщение к ценностям природы и ценностям труда». Жизнь такого города противопоставлялась мещанскому уюту с его «кисейными занавесками на окнах, геранью в горшке и канарейкой в клетке». Сотрудники Госплана не отставали в своих смелых прогнозах от архитекторов: вредность производства в будущем будет нейтрализована, что позволит придать промышленности центральное положение в городе («фабричный кремль»); в ближайшем времени обыденностью станут личные автомобили, а затем их вытеснят «аэропланы, которые смогут подниматься вверх без разбега». Выступавшие и слушатели сходились во мнении, что обобществлённые быт и обслуживание высвободят миллионы рабочих рук. Однако они предостерегали всех от перегибов: «социализм враждебен индивидуализму, но отнюдь не индивидуальности».

### Закрытие публичной дискуссии
В феврале 1930 года на Всесоюзном совещании плановых и статистических органов председатель Госплана Г. М. Кржижановский критически высказался о попытках «заглянуть в утопистов», отдельно коснулся Л. М. Сабсовича, заключив, что его концепция технико-экономически необоснованна.
Заседание в Комакадемии 20-21 мая открылось докладом Н. А. Милютина, тогдашнего председателя Правительственной комиссии по строительству новых городов, который «поставил на место» «урбанистов» и «дезурбанистов», выразив складывавшуюся во власти точку зрения, что планировка соцгорода должна быть полностью зависима от требований организации производства (по выражению Г. Пузиса, «перенос экономического плана, разработанного Госпланом, на территорию»). А. Г. Мордвинов с критикой обрушился не только на консерваторов, которые почти не выступали и отстаивали «старинку», но и на утопистов с их «левофразёрством». Последователей Л. М. Сабсовича, в числе которых совсем недавно был и он сам, Мордвинов упрекал за чрезмерное забегание вперёд, предложения насаждать новый быт административным путём и обобществление воспитания в условиях нехватки кадров. Концепцию «дезурбанистов» он называл «сплошной маниловщиной». Мордвинов и другие участники майского диспута призвали активнее привлекать к обсуждению рабочего жилья самих рабочих.
29 мая 1930 года, когда уже проводились первые конкурсы на проекты новых городов, было опубликовано постановление ЦК ВКП(б) «О работе по перестройке быта». Постановление принудительно сворачивало публичную градостроительную дискуссию, но не давало однозначных ответов на поднимавшиеся в ней вопросы. Немедленное и радикальное обобществление всех сторон быта более не поддерживалось властью. Оно было объявлено утопической и вредной попыткой «перескочить через те преграды на пути к социалистическому переустройству быта, которые коренятся, с одной стороны, в экономической и культурной отсталости страны, а с другой — в необходимости в данный момент сосредоточить максимум ресурсов на быстрейшей индустриализации». В постановлении признавалось, что проведение этих начинаний среди неподготовленного населения привело бы к «громадной растрате средств и жестокой дискредитации самой идеи социалистического переустройства быта». В этом документе ЦК также дало ряд конкретных указаний государственным органам.
Основные положения концепции «соцрасселения»:
- плановое распределение благ;
- «искусственно-техническая» организация процессов функционирования;
- реформа административно-территориального деления — создание укрупнённых областей, соответствующих экономическим районам;
- исключение неконтролируемых миграций и принудительное перемещение сельского населения либо сначала в старые города, где оно опролетаривалось в уже существующих коллективах, а затем — в соцгорода-новостройки, подчиняющие крестьянскую округу, либо сразу в соцгорода-новостройки.

М. Г. Меерович считает, что эти положения были утверждены руководством страны почти за год до дискуссии. Но затем в разных слоях общества стала распространяться совершенно иная картина будущего. По Мееровичу, это было вызвано неверным пониманием проектировщиками постулатов расселенческой политики: например, «стирание различий между городом и деревней» вовсе не означало того «сельско-пролетарского» образа жизни, который рисовали некоторые архитекторы. Д. С. Хмельницкий также считает, что установки по перестройке быта исходили из недр партгосаппарата, но поскольку в нём в 1929—1930 годах ещё не оформилась одна линия, это «привело к серии казусов, обогативших историю советской архитектуры». С. О. Хан-Магомедов отмечал, что выходу постановления предшествовала растерянность партийно-государственного руководства, которое пришло к пониманию, что провозглашённые им грандиозные социальные программы слишком затруднительно, затратно и опасно осуществлять. Несбывшаяся картина будущего могла бы вызвать недовольство трудящихся политикой партии. Постановление же заранее назначило виновниками проектировщиков.
«Дезурбанизм» слишком расширительно трактовал лозунг о равномерном расселении. Вместо того, чтобы создавать опорные пункты диктатуры пролетариата, «дезурбанисты» предлагали, как писал А. Г. Мордвинов, распылять пролетарские кадры. Позиция «урбанистов» была куда ближе к стратегии власти, но она слишком радикализировала обобществление и предполагала наличие широких прав и свобод у рабочих коммун, что было уже неприемлемо в политическом климате 1930-х годов.
В начале 1930-х годов проблемой градостроительства занялся Л. М. Каганович. В его докладах, постановлении «О работе по перестройке быта», постановлении «О Московском городском хозяйстве и о развитии городского хозяйства СССР» 1931 года (оно раскритиковало не только «левых фразёров», но и «правых оппортунистов, выступающих против большевистских темпов развития») заметны пренебрежительный тон, политико-идеологические ярлыки, назидательность по отношению к профессионалам. Им дали понять, что социальные проблемы — прерогатива власти.
С 1931 года о проблемах градостроительства в прессе говорили в духе комментирования указаний власти. От проектировщиков требовалось сконцентрироваться не на концептуальном проектировании и теоретических рассуждениях, а на выполнении указаний власти и решении прагматичных задач быстрейшей индустриализации. Дискуссии стали делать упор на облике зданий.

## Проектирование

### Охват проектных работ

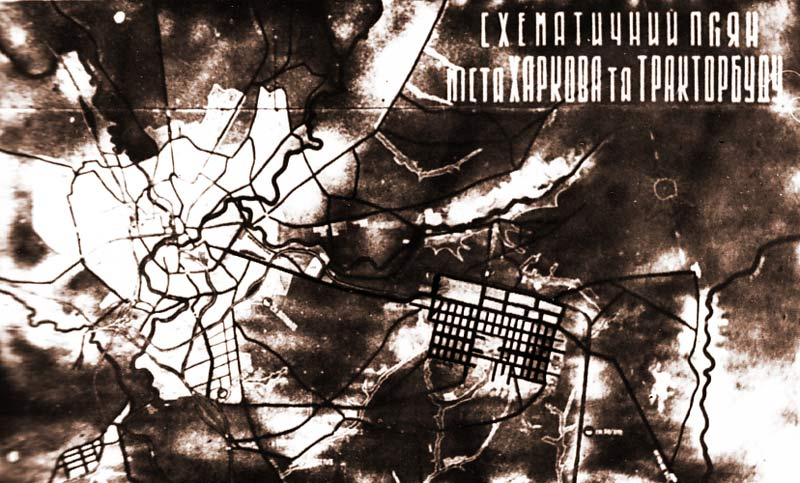
План Харькова и Нового Харькова (справа). 1930 г.

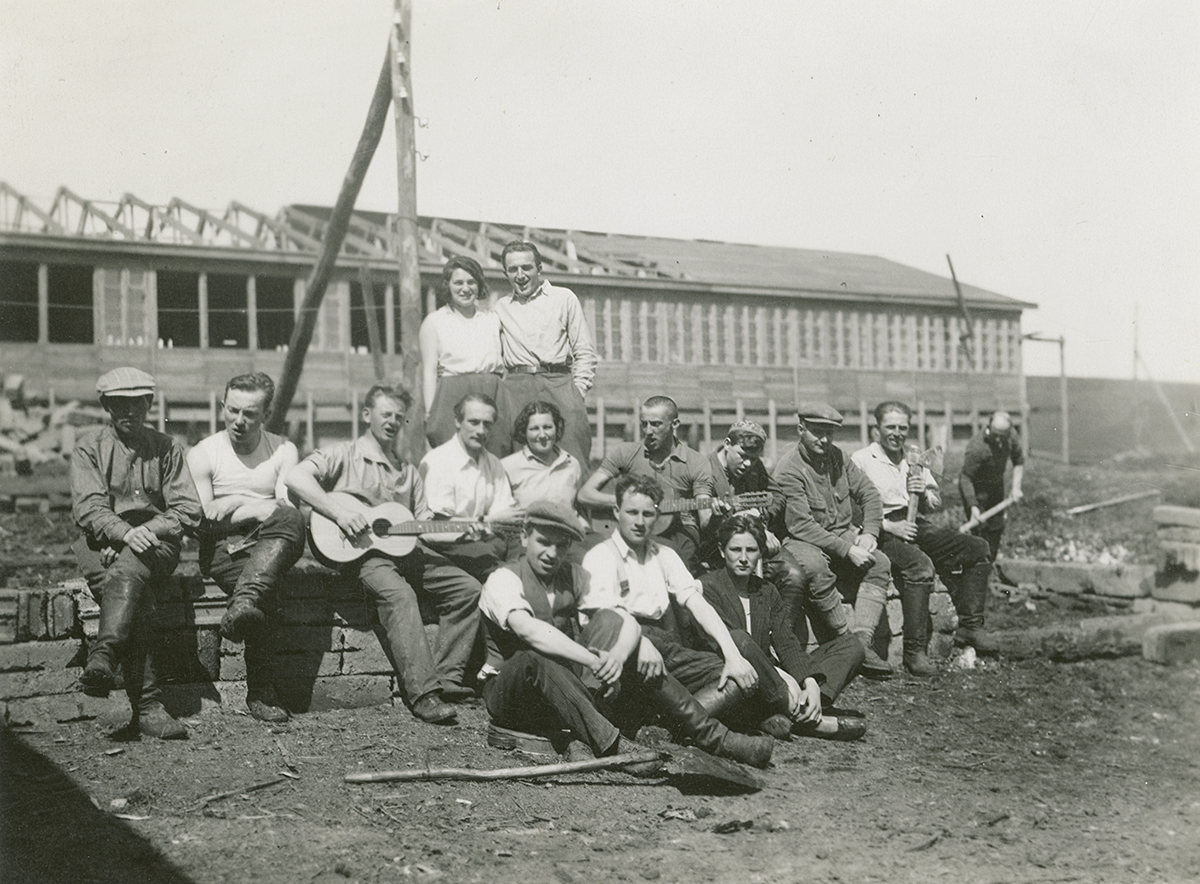
Магнитогорск. Нидерландские архитекторы. 1932 г.

Проектирование конца 1920-х — 1930-х годов затрагивало все уровни от жилой ячейки до системы расселения. За годы первых двух пятилеток планировалось возвести более 100 соцгородов и соцпосёлков на 13 млн человек. Однако даже эти цифры оказались заниженными. Например, численность рабочей части Магниогорска поначалу была определена в 11 400 человек. Но вскоре проектирование стало вестись на 200 000. К концу первой пятилетки насчитывалось 150 крупных поселений, для которых создавались генпланы.
Накануне старта индустриализации комплексная программа её обеспечения проектами планировок отсутствовала. Внеконкурсные проекты 1928—1929 годов не отличались оригинальностью, представляли собой расширенные малоэтажные рабочие посёлки.
С конца 1929 по начало 1930 года прошла череда конкурсов на проектирование полноценных соцгородов Магнитогорска (Магнитогорского металлургического комбината), Автостроя (Нижегородского автомобильного завода), Кузнецка (Кузнецкого металлургического комбината), Коминтерновска (при угольных шахтах близ города Шахты), Чарджуя (различных предприятий лёгкой промышленности), Челябинска (Челябинского тракторного завода) и других.
Не все новостройки проектировались в новаторском духе. Львиная доля заказов выпадала не на «элитарное» и конкурсное проектирование, а на «рутинное» проектирование с использованием индивидуальной или барачной застройки без обобществления быта.

### Специфика проектных работ
Направленность, объёмы и содержание жилищной и градостроительной политики определялись политическими решениями и предписанными свыше нормативами, на основе потребностей промышленности. Проектирование и строительство селитебных зон курировали ВСНХ СССР и наркоматы, строившие предприятия.
В проектировании новостроек принимало участие почти всё архитектурное сообщество СССР. Масштабы и сроки строительства, а также отсталость советского проектирования, потребовали привлечения иностранных специалистов. Советская сторона уже была ознакомлена с опытом социального жилья в Германии. По приглашению советского правительства в начале 1930-х годов в СССР приехало несколько групп проектировщиков из Западной Европы и США. Среди них были Э. Май, Х. Майер, М. Стам, Й. Нигеман, М. Шютте-Лихоцки, Г. Шмидт
Строительство в рамках первой пятилетки в СССР развёртывалось на фоне Великой депрессии на Западе, оставившей специалистов без заказов. Сыграли свою роль левые убеждения многих архитекторов-выпускников Баухауса. К. Юнгханс писал, что «число специалистов, стремившихся попасть в его [Э. Мая] группу, достигло почти фантастической цифры — 1400».
Один из пионеров индустриального домостроения швейцарец Г. Шмидт в 1934 году писал:

В Советском Союзе все проблемы архитектуры — это, в первую очередь, проблемы градостроительства…

Итак, если я должен конкретно определить, чему я научился как архитектор в СССР, то прежде всего следует сказать о той области советской архитектуры, которая получила наиболее сильный импульс от социалистического строительства и пробудила сильнейший интерес на Западе. Это планирование новых городов на основе единой социальной, технической и архитектурной программы— Schmidt Hans. Beitrage zur Architektur. 1924—1964. — Berlin, 1965. — С. 103-104
Преуспевая в оригинальности архитектурных форм, советские проектировщики не имели должного опыта рациональных планировочных решений, с чем помогали иностранцы.
Эффективность работы над конкурсными проектами на рубеже десятилетий оказалась невысокой в силу оторванности от ситуации на местах.
Историки архитектуры С. С. Духанов и Ю. Л. Косенкова отмечают проблемы «ведомственного подхода»: несогласованность планов различных ведомств, отстаивавших свои интересы, препятствовала целостному проектированию и развитию города как единой системы. Негативно на работе проектировщиков сказывались недостаточная вовлечённость плановых органов в их работу, постоянные изменения техзаданий.

### Проектная типология жилищ
Во всех программах 1929—1930 годов предписывалось проектировать «жилищные коммуны на основе полного обобществления культурно-просветительной и бытовой жизни». Они понимались как комплекс корпусов, рассчитанный на 1—5 тыс. человек. Жилые ячейки — спальные помещения для 2-3 человек или для одиноких (7—9 м²), с умывальником и трансформируемой мебелью. Для коллективного времяпрепровождения — спортзалы, помещения для занятий, библиотеки-читальни. Необходимы были различные бытовые службы, хозяйственный центр с продажей товаров, информационно-обслуживающий центр, бытовой центр. Воспитание детей на коллективных началах должно было вестись в яслях, детских садах и интернатах.
В 1930—1931 годах в конкурсных программах жилкоммуны заменены термином «жилкомбинат». Однако теперь под ним понимался не комплекс корпусов, соединённых переходами, а отдельные дома, сгруппированные вблизи объектов развитой системы общественного обслуживания, то есть, по сути, жилой квартал.
Для программ с 1930 года характерно следующее соотношение типов жилья (данное распределение касается вольной части населения):
- 70—80 % — секционные дома для семейных (коммунальное жилище покомнатно-посемейного заселения или дома с посемейно-поквартирным заселением)
- 15—20 % — жильё для одиноких (общежития коридорного типа, казармы, бараки, дома-коммуны, палатки и т. п.)
- иногда 2—5 % составляло жильё повышенной комфортности для иностранных специалистов и советского партийно-административного начальства (коттеджи, блокированные дома, квартирные дома улучшенной планировки)

Нормативно специальные зоны для индивидуального жилища при проектировании городов были запрещены в 1929 году, что было на тот момент уникальным случаем в практике мирового градостроительства. Однако после 1930 года в условиях необходимости расселения огромных масс людей участки для индивидуальных застройщиков вновь вернулись в конкурсные программы. По этой же причине в программах доля посемейно-поквартирного заселения имела тенденцию к уменьшению. Предлагались проекты «развивающихся бараков»: строений, которые по мере поступления материала и средств могли достраиваться в полноценное жильё.

### Проектная система обслуживания

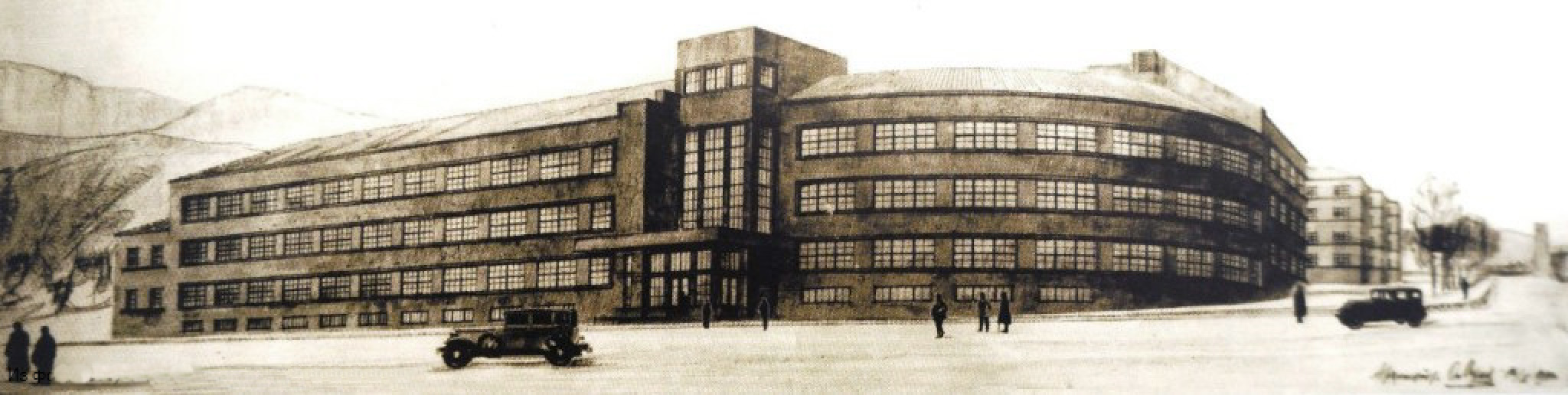
О. Р. Мунц. Проект здания треста «Апатит» в Хибиногорске (Кировск). 1932 г.

К началу 1930-х в стране существовали три типа снабжения товарами народного потребления: обобществлённый быт в форме инициатив населения, объединившегося в бытовые коммуны; государственное распределение на основе карточной системы; общественное обслуживание, возвращавшее товарно-денеженые отношения.
После 1931 года практика обобществления быта в программах была заменена общественным обслуживанием, допускавшим как индивидуальные формы самообеспечения, так и коллективное / государственное обслуживание, хотя термин «обобществление» также периодически использовался. Общественное обслуживание рассчитывалось на охват 100 % населения. В условиях запрета частнопредпринимательских форм услуг градостроители были вынуждены учиться вырабатывать правила рационального размещения объектов обслуживания. Соцгород превратился в территорию тотального нормативного регулирования всех процессов.

### Проектная объёмно-планировочная структура
В отличие от либерального подхода советское градостроительство рассматривало население не как автономное явление, а как фактор производства, элемент системы тотального планирования. Поскольку не предусматривалось неконтролируемых перемещений людей, до минимума сокращалась доля нетрудящихся, формула расчёта численности населения приобрела довольно простой вид:

где:

{\displaystyle \sum N} — требуемая численность населения;
{\displaystyle N_{1}} — расчётное число рабочих и служащих градообразующего предприятия;
{\displaystyle N_{2}} — расчётное число сотрудников предприятий обслуживания;
{\displaystyle {a}} — коэффициент семейности, учитывающий долю нетрудоспособных (детей, стариков и инвалидов).
Установки, которых придерживались при реальном проектировании, были близки оптимальным размерам города «урбанистов».
Решить проблему недостаточной увязки друг с другом близких поселений разных предприятий пытались проектами агломераций. Так появились проекты Большого Свердловска, Большого Запорожья, Большого Харькова, Большого Сталинграда, Большой Перми. В них рассредоточенные соцгорода и соцпосёлки объединены транспортными магистралями, рекреационными зонами, единым административно-культурным центром. 
Наиболее благоприятные участки отводились для градообразующего предприятия. Расположение и структура селитебной зоны полностью подчинялись промышленной зоне. Предприятие должно было быть важнейшим композиционным ориентиром соцгорода, а его силуэт — определять видовые точки. С. Г. Струмилин писал, что «фабрики и заводы — эти вырастающие на смену старых храмин гигантские храмы современности». Но были и более практические соображения: градостроители стремились разместить жильё на доступном для пешехода расстоянии от места работы. Промышленная зона отделялась от селитьбы зелёной зоной. В 1930-е годы уже создавались целые цепочки производств, образующие многокилометровую промышленную полосу. Селитьбу с крупными и/или «вредными» предприятиями увязывали, особенно иностранные градостроители, при помощи схемы Н. А. Милютина.
К началу 1930-х годов членение селитебной зоны жилой дом — жилой квартал — жилой район было закреплено нормативно. Могли предусматриваться также больничный, культурно-просветительный кварталы и т. д. Жилой квартал имел внутреннюю зелёную зону и объекты первичного общественного обслуживания. Типовые формы и размеры кварталов (10—20 га, на 2,5—5 тыс. человек) ускоряли проектирование, позволяли легко расширять селитьбу по мере увеличения расчётной мощности предприятия в техзадании. В начале 1930-х годов нормы рекомендовали преимущественно прямолинейные улицы, строчную застройку и стандартизацию структурных элементов застройки. Некоторые градостроители предлагали более разнообразную планировку.
В проекте Соцгорода Бакальского стального завода площадь застройки квартала составляла 18,2 %, она включала жилой сектор (41,3 %), детский сектор (37,6 %), сектор бытового обслуживания (9,2 %), физкультурный сектор (8 %).
Осознание условий реального строительства вынудило с 1933 года предусматривать в генеральных планах особые участки для барачных городков. В отдельные зоны группировалось жильё повышенной комфортности. В прессе оно либо не афишировалось, либо подавалось как жильё для рабочих.
Перед заводоуправлением предусматривалась призаводская площадь. В общественном центре (административная площадь) следовало располагать органы власти, объекты культуры и т. д. Например, в проекте Большого Запорожья это были горсовет, дом промышленности, дом кооперации, дворец земледелия, дворец труда, библиотека. Иногда призаводская площадь совмещала функции общественного центра. Оптимальной считалась композиция, когда удавалось разместить застроенные крупными зданиями призаводскую и административную площади, вокзал или пристань на одной оси-магистрали, прорезающей жилую застройку.
В 1-й половине 1930-х годов происходил переход от функционалистской планировки с более-менее равноценными общественными пространствами к иерархически выстроенной системе общественных пространств, в которой проблема размещения главной площади — крайне важный идеологический аспект. Был «необходим стержень, способный направить и удержать энергию масс, связать пространство сегрегированных ячеек», — пишет архитектуроведка Ю. В. Янушкина.
Спортивные и клубные учреждения зачастую увязывались с парками в систему, ядро которой получило название центрального парка культуры и отдыха (ЦПКиО). Установка о неразрывной связи производства и образования выражалась в размещении вблизи предприятия высших технических учебных заведений (втузы), фабрично-заводских семилеток (ФЗС) и школ фабрично-заводского ученичества (ФЗУ).

### Наиболее заметные проекты

#### Магнитогорск
Характерная черта времени — разработка проектов целых промышленных районов, основанных на кооперации производств. Межрегиональное объединение производственных процессов металлургических предприятий Урала и угольных предприятий Кузбасса получило название «Урало-Кузнецкий комбинат».
Расположенный на Урале Магнитогорск считается первым опытом строительства соцгорода. Селитьбу вместе с комбинатом предполагалось расположить на левом (восточном) берегу Урала. В 1929 году проект С. Е. Чернышёва был сурово раскритикован Н. А. Милютиным за традиционность подхода и отсутствие социалистической организации быта. Был объявлен всесоюзный конкурс, завершившийся в марте 1930 года.
Жюри конкурса отметило проект Ф. Я. Белостоцкой и 3. М. Розенфельда и проект Р. Е. Бриллинга, Н. И. Гайгарова, В. С. Арманд и М. Н. Семёнова. В них использовались жилкомбинаты в духе «урбанистической» концепции.
В конкурсе также приняли участие члены ОСА: бригада под руководством И. И. Леонидова и бригада Стройкома вместе с М. А. Охитовичем.
В городе-линии И. И. Леонидова в полосу жилых кварталов включены участки детских учреждений. По обе стороны от этой полосы размещались отдельно стоящие общественные и коммунально-бытовые сооружения, парки, на периферии — транспортные магистрали, связывающие комбинат и совхоз. Жилая застройка представлена домами разной этажности. И. И. Леонидов отказался от популярных тогда крытых переходов между корпусами, подчёркивая оздоровительный эффект пребывания человека на свежем воздухе. Нетронутые ландшафты, пронизанные воздухом и светом дома из стекла и дерева, бассейны в зелёных зонах, пешеходные мосты над скоростными магистралями определяли облик, по выражению В. Э. Хазановой, «зелёного города-сада». По её оценке, выразительность объёмно-пространственной композиции города-линии была так же важна, как и комфорт жизни в нём. Проблема концепции заключалась в том, что по мере роста города новые кварталы слишком удалялись от места работы.
Линейное расселение, мобильность и вечность связи человека с природой характерны и для проекта бригады Стройкома с М. А. Охитовичем («Магнитогорье»). В нём от комбината отходило 8 лент, связывающих промышленность с совхозами и рудниками. Ось ленты — шоссе, вдоль него разрастаются защитные зелёные полосы, за ними посреди природы живописно разбросаны компактные домики («кабины для сна»), по краям ленты — спортивные площадки. Через определённое расстояние по шоссе расставлены местные культурно-бытовые центры, школы и ясли. Всё необходимое заказывается по каталогу и доставляется на дом. Запроектирован единый для всей системы административно-общественный центр. В. Э. Хазанова писала, что культура в этом проекте преследует человека, «почти насильно пробуждая тягу к сокровищам искусства и науки».
Оторванные от реальных условий конкурсные проекты не смогли решить проблем Магнитогорска, который к этому времени уже фактически был основан. Проектированием снова занялся С. Е. Чернышёв, а с осени 1930 года к работе приступили иностранцы под руководством Э. Мая. По мнению исследовательницы И. С. Черединой, причиной постоянных перестановок была межведомственная борьба за государственный заказ. Май, бывший главный архитектор Франкфурта-на-Майне, в своём генплане использовал опробованную ещё на родине строчную застройку. Дома располагались по оси север-юг. Такая застройка была экономичной, обеспечивала необходимую гигиеничность и инсоляцию. Проект критиковали за монотонный облик. Сам Э. Май на это возражал, что восприятие пешеходом «даёт совершенно иную игру». Иностранцы, не знакомые со второй градостроительной дискуссией, поначалу слабо прорабатывали ставившиеся ей вопросы, но в ходе работы усвоили задачи. Май встроил в свой генплан дома, начавшие строиться по проекту Чернышёва.
Даже во время строительства на левом берегу продолжались споры о том, на каком берегу всё-таки правильнее строить селитьбу. После долгих колебаний в 1933 году под влиянием микроклиматических условий и в силу необходимости предусмотреть задел для роста города было решено перенести строительство на правый берег. Проектирование по новому плану снова вели советские архитекторы.

#### Кузнецк
В обсуждениях будущих западносибирских строек, которые проходили в ведомствах и местных органах власти, можно выделить два подхода. Часть участников считала необходимой размещать предприятия у существующих городов; сторонники приоритета эксплуатационных факторов производства настаивали на приближении производства к сырьевой базе. Итогом стало размещение части предприятий в Щегловске (ныне Кемерово) и Новосибирске близ транспортных путей, а металлургического комбината Кузнецка (затем Сталинск, ныне Новокузнецк) — в малообжитом Южном Кузбассе.
В 1929 году В. Н. Талепоровский разработал генплан рабочего посёлка Сад-город со сходящимися к заводоуправлению улицами-лучами. Весной 1930 года подведены итоги конкурса на проект соцгорода и типового жилкомбината. Лучшими были названы работы братьев Весниных и архитекторов из Госпроекта (Д. С. Меерсон и др.). Веснины предложили компактную планировку с чётко выявленным общественно-бытовым центром. Жилкомбинаты на 1110—2100 человек состояли из соединённых переходами жилых корпусов, детских и общественного корпусов и интерната. В генплане Госпроекта основной осью соцгорода служит магистраль, соединяющая вокзал с заводом. На неё нанизаны три основные площади, к ней примыкают жилые кварталы и зелёная зона. Типовой жилкомбинат включает в себя расположенный в центре развитый общественный центр и соединённые с ним переходами жилые корпуса.
В 1931 году разработка проекта передана группе Э. Мая. Немецкий градостроитель разместил основную магистраль с общественным центром на торцевой стороне жилой застройки. Это нарушало принцип, по которому производство служило композиционным ориентиром планировки и, соединяясь с общественным центром и вокзалом, минимизировало людские потоки. Впоследствии данный недостаток был исправлен.

#### Сталинград
В 1929 году В. Н. Семёнов, В. С. Попов, Д. М. Соболев из Гипрогора разработали проект Большого Сталинграда. Каждый из его расположенных вдоль Волги соцгородов рассчитывался на 50 тыс. человек: Центральный город, Город транспортников, Лесной город, Электрохимгород (посёлок при ВолгоГРЭС), Металлгород (соцгород тракторного завода). В центре каждого соцгорода размещались парк и культурно-общественные здания. В Центральном городе — издалека видимая группа небоскрёбов: дома советов, трестов, банков, профсоюзов. На периферии располагались городские совхозы. Наиболее ценную историческую часть В. Н. Семёнов предлагал сохранить.
Проекты жилкомбинатов разрабатывались братьями Весниными, членами ВОПРА, АСНОВА, И. А. Голосовым, Л. З. Чериковером.
В 1931 году В. Н. Семёнов представил обновлённый генплан, в котором жилые зоны «свернулись» в «подковы» вокруг общественных центров. В концепции А. У. Зеленко вокруг расположенной в парке главной площади расставлены общественные здания. Эта планировка напоминает амфитеатр, «с уступов которого на плоских крышах тысячи людей могут смотреть вниз на новое театральное культурно-политическое „действо“ масс».

#### Автострой
В программе проведённого в 1930 году конкурса говорилось, что «город-коммуна» Автострой для автомобильного завода (ныне ГАЗ) близ Нижнего Новгорода должен быть рассчитан на 50 тыс. жителей. В обсуждение проектов активно включились рабочие.
В проекте МАО (Г. П. Гольц, С. Н. Кожин, И. Н. Соболев) 24 жилкомбината на 2000 человек каждый сгруппированы в шесть однотипных кварталов. Замкнутая центральная площадь была непригодна для уже традиционных на тот момент массовых шествий и митингов. По мнению В. Э. Хазановой, в проекте не было композиционного единства, традиционность структуры застройки не могла обеспечить МАО успех на конкурсе.
В более динамичной планировке бригады ОСА (М. С. Жиров, М. И. Синявский, Л. К. Комарова, Н. А. Красильников, Ф. И. Яловкин) задуманы две группы зданий, выставленных в линии под углом друг к другу. В первой — 6-этажные спальные корпуса, связанные с общественными помещениями и яслями. Во второй — 16-этажные корпуса, состоящие полностью из жилых комнат. Они предусматривались на более отдалённое будущее, когда вся общественная часть будет вынесена в «культурную зону».
«Мастерским воплощением манифеста всех градостроителей 1920—1930-х годов, мечтавших о создании идеальных промышленных городов по формуле „работа — отдых“», по мнению В. Э. Хазановой, был проект АРУ (Г. Т. Крутиков, В. А. Лавров и В. С. Попов). Они не скрывали своего стремления к художественной выразительности композиции. Три стадии общения жителей предопределили планировочную структуру: 6-этажные спальные корпуса, между которыми — ясли («групповое общение рядом живущих»); кольцевые общественные корпуса («общение значительных коллективов, объединяемых общественно-жилищными комплексами»); «пространственные плацдармы» главного общественного центра города («массовое общение всего городского коллектива»). Замкнуто-статичные объёмы кольцевых корпусов противопоставлены динамичной композиции жилых корпусов. Немногие высотные объёмы примыкают к парку культуры и отдыха. В этом месте расположена обширная площадь. Общественная зона, спускающаяся от ней к Оке, ориентирует весь город на реку. Этот проект АРУ стал популярным не только в СССР, но и на зарубежных выставках.
В проекте студентов МВТУ (членов ВОПРА) под руководством А. Г. Мордвинова выделены три магистрали: парадная улица и две транспортные, связывающие Автострой с окружающими поселениями и Окой. В центре — парк культуры и отдыха. Жилая зона разбита на прямоугольные участки, в каждом из которых по два жилкомбината. Короткие, выстроенные в строчки торцами к улице жилые корпуса соединены лёгкими переходами. В центре — корпус школьников пионерского возраста, связанный переходами с детским садом и культурно-хозяйственным центром. Сбоку от него — корпуса комсомольской молодёжи, далее — корпуса взрослых, связанные с яслями. В культурно-хозяйственном центре планировались холл, почта-телеграф, киоски, столовая, библиотека, помещения для индивидуальных и групповых занятий, зал собраний, физкультурный зал.
Несколько проектов Автостроя в 1929/30 учебном году выполнили студенты ВХУТЕИНа под руководством Н. А. Ладовского. Главное в замыслах этих соцгородов — личность рабочего, его «социально-политическая роль как строителя нового строя». Селитьба связывается с производством рядом общих культурных учреждений и общественным центром — парком культуры и отдыха. Один и тот же социальный тип жилья (будь то индивидуальное жилище или общежитие) может решаться в различных строительных типах (небоскрёб, строчка корпусов, «павильон-куст»). В проекте студента В. П. Калмыкова эти типы расставлены в зависимости от близости к центру.
Американцы из фирмы Austin & Co и архитектор А. Э. Зильберт, вдохновившись застройкой Детройта, и на основе проекта студентов МВТУ и А. Г. Мордвинова, выполнили окончательный проект Автостроя.

#### Чарджуй
Климатические условия Чарджуя и национальные туркменские традиции предопределили наличие в проектах внутренних двориков с бассейнами, ирригационных каналов, создающих тень виноградных аллей, отсутствие крытых переходов между корпусами. В проекте бригады АРУ (В. П. Калмыков, Л. О. Гриншпун) предложены четыре типа жилкомбината: с длинными корпусами и обобществлённым бытом, переходного типа с квартирами и общими кухнями, из стандартных жилых ячеек, кустовой застройки круглыми домами на два человека. В проекте бригады САСС (ОСА) (М. Кузнецов, Н. Красильников, С. Кибирев, Егоричев) предложены огромные жилкомбинаты по 1 км², состоящие из жилкомбинатов меньшего порядка. В проектах ВОПРА предусмотрены районные парки для сбора демонстрантов на первом этапе, затем массы по огромным бульварам до 100 м шириной направлялись бы к амфитеатру или «Массовому полю» парка культуры и отдыха. В проектах ВОПРА заметны тенденции, предложенные затем при реконструкции Москвы в районе Дворца Советов.

## Реализация
Мы жили в палатке с зелёным оконцем,

 Промытой дождями, просушенной солнцем,

 Да жгли у дверей золотые костры

 На рыжих каменьях Магнитной горы.

### Бараки и трущобы
Результатом приоритета промышленного строительства над гражданским стало возведение капитального жилья, которое было предусмотрено генпланом соцгорода, лишь спустя какое-то время после начала строительства промышленного предприятия. Многие руководители строек, сделавшие ставку на сезонников, не учли прибытие в соцгорода семей рабочих. Переориентация с романтических конкурсных проектов социалистических городов будущего на упрощённые практические решения проходила тяжело для профессионального менталитета архитектора. Неожиданным столкновение с реальностью стало и для ведомственного начальства, полагавшего, что для тружеников новых предприятий будут возводиться комфортные города-сады. Оказалось, что ни денег, ни ресурсов, ни времени на это у них нет. Действия тех руководителей, которые пытались вести жилищное строительство с опережением промышленного, пресекались сотрудниками ОГПУ, но, с другой стороны, недостаточное жилищное строительство приводило к оттоку кадров. Руководители, сумевшие найти необходимый баланс, вошли в элиту советских хозяйственников.

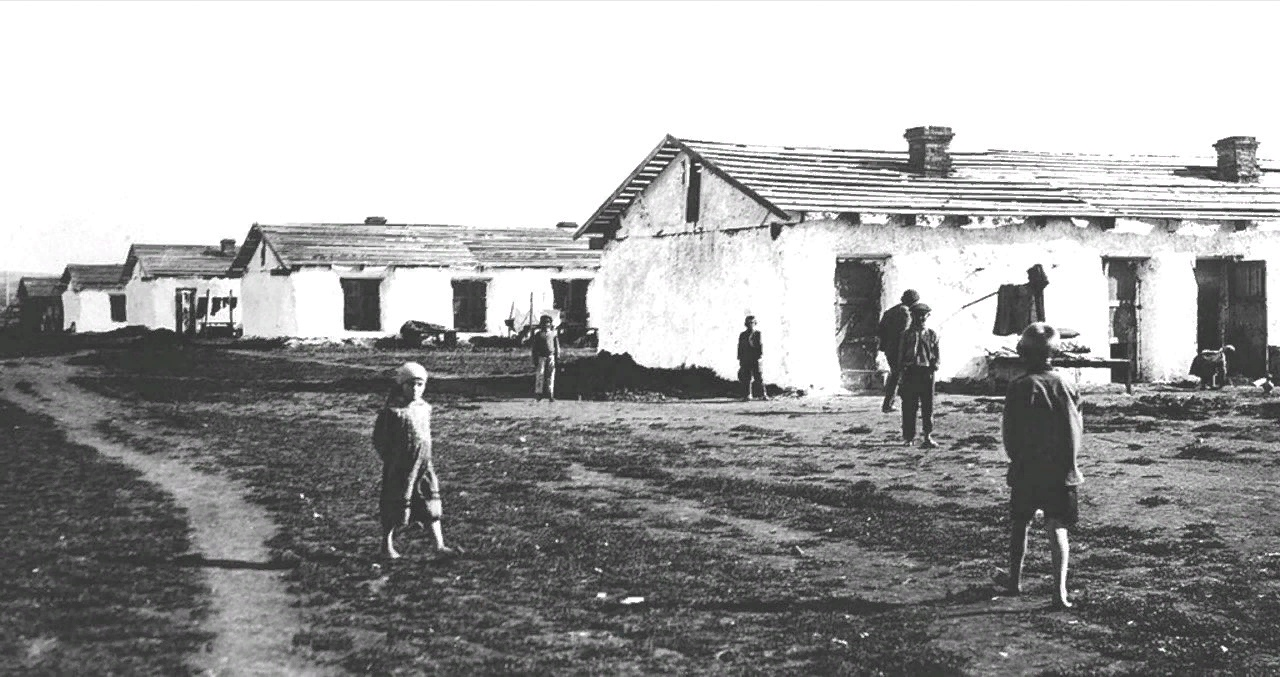
Магнитогорск. Бараки спецпереселенцев посёлка Центральный. 1932 г.

Спутником быстрой урбанизации всегда является трущобизация. Приезжающие на стройки люди селились в бараках, а при нехватке мест в них в различного вида самострое: балаганах, шатрах, юртах, хижинах, палатках, полуземлянках, землянках. Самовольно и беспорядочно возводившиеся посёлки из таких жилищ называли «нахаловками», «шанхаями». В советской историографии они представлены как «кратковременное» жильё. Однако в условиях катастрофической нехватки жилья они могли существовать годами. Так, в Магнитогорске первые жилища были возведены в 1929 году, среди них были и палатки, но палаточные городки существовали и в начале 1930-х годов. Тяжёлые условия жизни в них вызвали массовую смертность. Магнитогорская ситуация являлась экстремальной даже по меркам своего времени.
Бараки — самый распространённый тип жилища новых поселений в 1930-е годы. В начале десятилетия в них обитало 85—90 % населения. Они были соломитовыми (камышитовыми), «дуковыми» (что это такое, не выяснено), деревянными (дощатыми, фанерными, щитовыми), каменными. Как правило, это были одноэтажные здания коридорного типа. Отличившиеся труженики с семьями получали места в семейных бараках с изолированными помещениями, порой имевшими отдельные входы. Бараки размещались параллельно друг другу и формировали обособленные участки. Их возводили дирекции промышленных предприятий.
Я знаю —

                 город

                             будет,

Я знаю —

                 саду

                            цвесть,

когда

           такие люди

в стране

                в советской

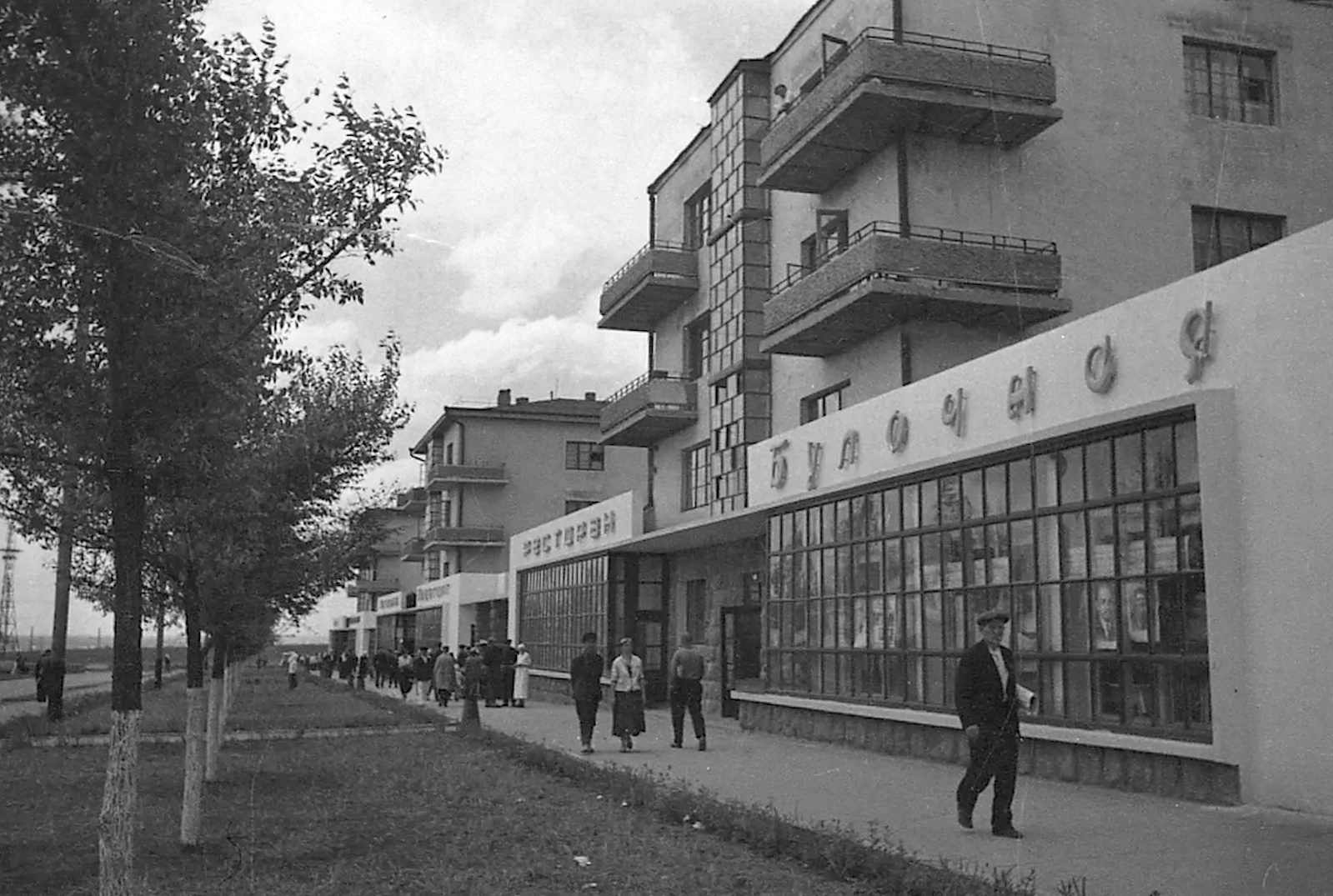
Соцгород Кривого Рога. Главный бульвар. 1937 г.

                                 есть!
Обитатели уральских бараков регулярно жаловались со страниц газет на ужасные бытовые условия: отсутствие кипятка, постельного белья, мебели и дров, скученность помещений, наличие клопов, низкое качество строительства.
Возникала ситуация двойного строительства города: на смену баракам и самострою нужно было создавать настоящий город. Промежуточным решением были попытки путём перестроек преобразовать бараки в полноценное жильё или общественные помещения.

### Капитальная застройка
Постепенно жители соцгородов переселялись в более комфортное и капитальное жильё, предусмотренное генпланом. Прежде всего в него заселяли передовиков производства и ударников. Капитальные дома сдавались с многочисленными недоделками, затягивалось или вовсе отменялось строительство объектов обслуживания. Покомнатно-посемейное заселение велось даже там, где его не предусматривали.
В 1930 году Президиум ВСНХ СССР запретил использование в гражданских зданиях профилированного железа, стальных и железобетонных каркасов и перекрытий. Железобетонные каркасы в проектах заменяли на несущие стены из кирпича. Распространённой практикой стало строительство из местных материалов облегчённой конструкции.
Не дождавшись утверждения генплана Магнитогорска, 5 июля 1930 года магнитогорцы в присутствии 14 тысяч строителей заложили первый капитальный дом соцгорода по проекту С. Е. Чернышёва. Капитальные дома Магнитогорска, предполагавшие наличие санузлов и кухонь, нередко сдавались в эксплуатацию без ванн, унитазов, кухонь, а в некоторых случаях даже без перегородок и труб отопления. Экономия на материалах привела к постоянным протечкам крыш и водопроводных труб, просадкам фундаментов. В 1932 году было отмечено, что многие застройщики возводят посёлки своими силами и по своим проектам, из-за чего проектирование Соцгорода группой Э. Мая давно оторвалось от реальной строительной ситуации. Дома функционалистской архитектуры С. Е. Чернышёва, Э. Мая, М. Стама и В. Хебебранда в квартале № 1, выходившие глухими торцами к улицам, «выключали» их жителей из «ауры» демонстраций. Идеологический фактор был учтён в квартале № 2, в котором строчная застройка сочетается с квартальной.

Магнитогорск. Дома из камышовых щитов. Сер. 1930-х гг. Фото 1980-х гг.

В Кузнецке ради выдерживания сроков пробовали вести различные фазы и виды строительных работ одновременно, что, по свидетельству С. М. Франкуфрта, привело к хаосу на стройплощадке. Несмотря на ошибки проектирования (селитьбу расположили на территории с высоким уровнем грунтовых вод), город быстро рос. Первые капитальные дома Кузнецка заложены в 1930 году. В 1932 году население стройплощадки составило 46 тысяч рабочих, живших в основном в бараках, на человека приходилось 2,6 м² жилой площади. В Новокузнецке в наиболее полном объёме были реализованы предложения группы Э. Мая. При разработке генплана градостроитель учёл заложенные до него дома. О размахе строительства Кузнецка В. В. Маяковскому рассказал коммунист И. П. Хренов, после чего впечатлённый поэт сообщил стране в стихах, что «через четыре года здесь будет город-сад!». Однако недостаточный учёт местных условий и неразвитые транспортные связи региона привели к тому, что часть объектов заложили лишь в 1950-е годы.
Реальное хаотичное строительство зачастую опережало проработку генплана. Особенно ужасной ситуация была в Комсомольске-на-Амуре: строительство города началось в 1932 году, но первый эскиз планировки появился через 5 лет после этого и понадобилось ещё несколько лет для утверждения генплана.
Лучше сложилась ситуация, например, на Уралмаше (ныне район Екатеринбурга). К открытию завода в 1933 году успели возвести 18 кварталов. Вскоре закончили огромный соединённый с фабрикой-кухней УЗТМ Торговый корпус по проекту Б. Шефлера. В нём размещался обеденный зал на почти 500 человек и закусочный зал на 220 человек. После появления столовых в цехах и домов с кухнями необходимость в централизованном производстве пищи за пределами завода отпала. Комплекс был реконструирован в Дворец культуры.
Частное индивидуальное жилищное строительство в соцгородах-новостройках и на периферии старых городов на деле никуда не исчезло. В условиях острейшего жилищного кризиса власть была вынуждена закрывать на него глаза. Кроме того, власти сами предусматривали строительство для иностранных специалистов и советского партийно-административного начальства посёлков с индивидуальным жильём, которые охранялись силами ОГПУ. Эти дома отличались порой поразительным для своего времени уровнем комфорта и благоустройства.

### Облик соцгородов к середине 1930-х годов
Основные градостроительные принципы по Л. Н. Мазур:
- «привязанность» поселения к предприятию;
- регулярность планировки с чётко выделенным общественным центром;
- зонирование территории: жилая зона с бытовыми и торговыми учреждениями вокруг центра; больницы, спортивные, детские учреждения в отдельной зелёной зоне;
- доминирование покомнатно-посемейного заселения, отсутствие рынка недвижимости, недвижимость в собственности государства и предприятий;
- создание прогyлочных бульварных и парковых зон.

Фактически созданная типология жилья соцгородов оказалась сильно отличной от изначальных проектных предложений и тем более от концепций теоретиков. Например, в Магнитогорске в 1938 году она представляла собой следующее:
- 50 % — «временное жильё» (бараки и т. д.);
- 25 % — землянки;
- 15 % — трёх-пятиэтажные дома с покомнатно-посемейными коммуналками (по 3-4 человека в комнате);
- 8 % — самострой «нахаловок»;
- 2 % — коттеджи обособленного посёлка Берёзки для высшего начальства и крупных специалистов, а также центральная гостиница.

Архитектурный облик соцгородов определили представители разных направлений авангарда и модернизма, в том числе конструктивисты (Нижнесалдинский дворец культуры, Комплекс ЦЖС в Каменск-Уральском, жилой массив в начале улицы Ильича в Уралмаше Екатеринбурга), функционалисты (квартал № 1 магнитогорского соцгорода и другие работы группы Э. Мая, соцгород ЧТЗ в Челябинске), в середине 1930-х годов усилились позиции постконструктивизма (соцгород УВЗ в Нижнем Тагиле, «Дворянское гнездо» в Уралмаше Екатеринбурга, квартал 2-27 в Каменск-Уральском), эклектики и мотивов древней архитектуры.

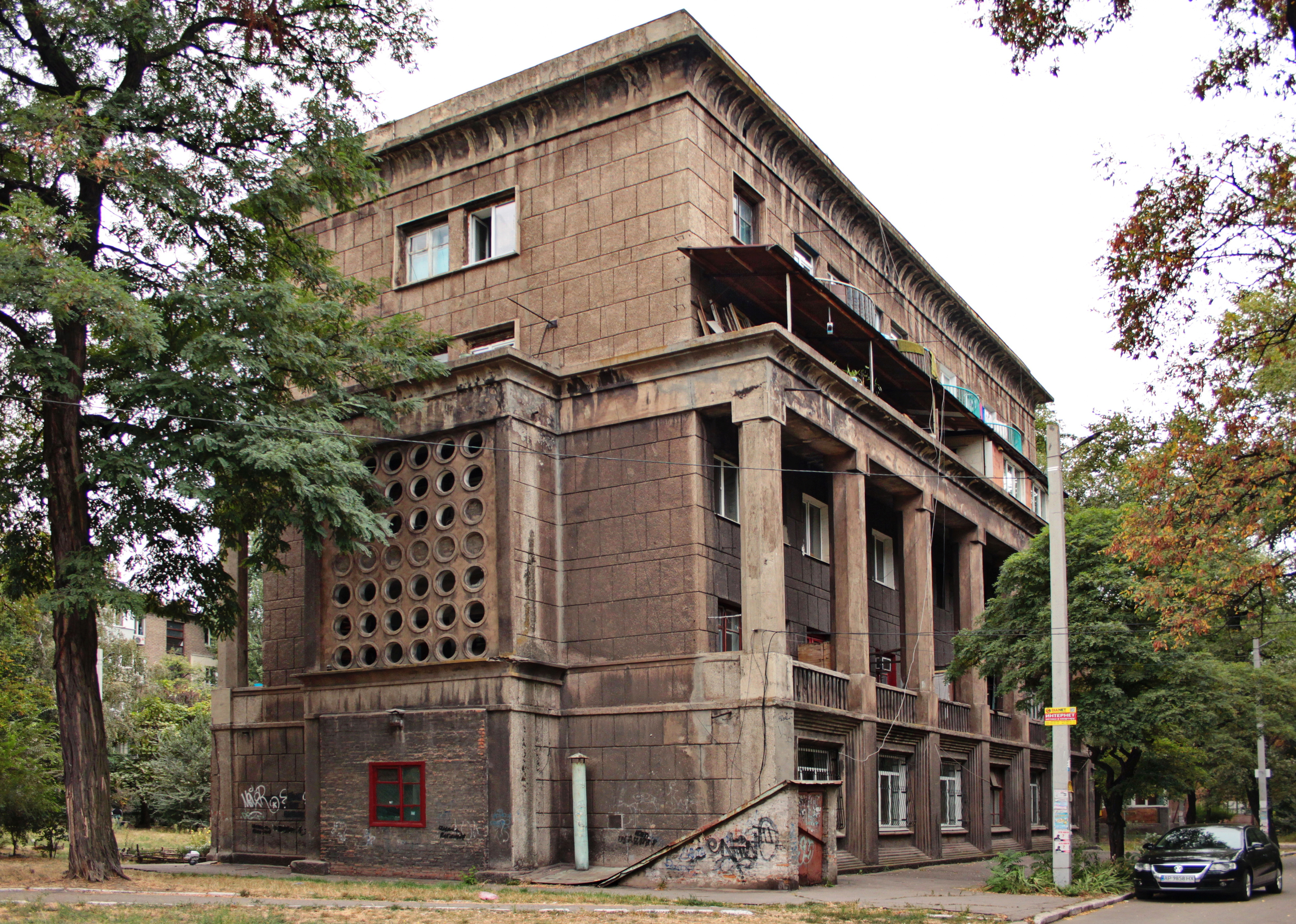
Соцгород Запорожья. 1938 г.

Время на стыке двух градостроительных парадигм, когда старые каноны уходили, а новые ещё не сформировались, давало возможность находить неожиданные решения. Облик довоенного соцгорода в Запорожье (В. А. Веснин, Г. М. Орлов, В. А. Лавров, П. М. Сталин и др.) определило неординарное толкование исторических мотивов (дома-вставки, напоминающие об архитектуре восточных деспотий; сочетание трансформированных античных и древнеегипетских форм), наложенных на конструктивистскую основу. Несмотря на это, облик соцгорода оказался удивительно цельным.
Некоторые архитекторы стремились к адаптации современной архитектуры к местным условиям. К ним относится сибирский зодчий А. Д. Крячков. Его уплощённая пластика фасадов и отсутствие активных горизонтальных членений, скатные кровли, простые объёмы минимизировали негативные воздействия западносибирского климата на здания. А. Д. Крячков критиковался конструктивистами за эклектизм. Однако плоские кровли, угловые балконы и протяжённые галереи конструктивистов в суровом климате в огромных количествах скапливали осадки, а большие площади остеклений приводили к неравномерному температурному воздействию на конструкции. Такие здания, как показал опыт эксплуатации, разрушались быстрее построек А. Д. Крячкова.
Особенно важным поиск регионального своеобразия признавался в условиях нациостроительства среднеазиатских республик (Чирчик, Небит-Даг). Архитекторы применяли различные подходы: прямое копирование пластики, орнамента и «восточных форм»; переработка этих форм путём адаптации пропорций или сочетания с приёмами авангарда; конструктивисты обращались к тем пространственно-планировочным и композиционным особенностям, которые решали практические задачи затенения жилища, проветривания. При этом сложившаяся планировочная структура не признавалась ценной и воспринималась как феодальный пережиток. Реализация генпланов здесь отставала от соцгородов РСФСР.
Привычные рыночные аспекты, определявшие различия между центром и периферией, отсутствовали. Центр крупных реализованных соцгородов (главный проспект, призаводская площадь) с крупной «столичной» застройкой носил презентационное, идеологическое значение. Однако далеко не все проекты высотных зданий были воплощены в жизнь. На Урале до войны 7-этажный рубеж был взят лишь в Свердловске, Челябинске, Магнитогорске. Часто строительство соцгорода вообще не приводило к возникновению какого-то единого центра, ограничиваясь одним жилым кварталом (Сатка, Верхняя Салда). Левобережная часть Магнитогорска 1930-х годов представляла собой, как и многие соцгорода, островки кирпичных 4-этажных домов посреди «моря рабочих площадок, спецпосёлков и барачных городков». В результате удешевления строительства массовым явлением стали кварталы 1-2-этажных деревянных и глиняно-деревянных домов облегчённой конструкции с печным отоплением и без удобств.
По мнению уральского историка соцгородов К. Д. Бугрова, для нового взгляда на город определяющим понятием в большей мере стало культурное обслуживание и благоустройство, а не реконструкция быта, что логичным образом совпало с ликвидацией карточной системы.
Таким образом, соцгород как концепция, так и не был реализован в полной мере. Это произошло не только из-за нехватки ресурсов, ошибок планирования, вмешательства в проектирование со стороны партийно-государственного руководства, но и из-за чрезмерной утопичности концепции, неготовности к ней общества.
Выбранный И. В. Сталиным курс привёл к ускоренной урбанизации. Городское население за первую пятилетку увеличилось даже не на 10 млн чел., как первоначально предполагалось, а на 13,9 млн чел. К 1940 году оно увеличилось по сравнению с 1926 годом более, чем вдвое, составив 33 % от общего числа жителей страны. Число городов выросло с 708 до 923. Имела место ложная урбанизация: часто города образовывались изменением статуса существующих сельских населённых пунктов.

Соцгород Новокузнецка
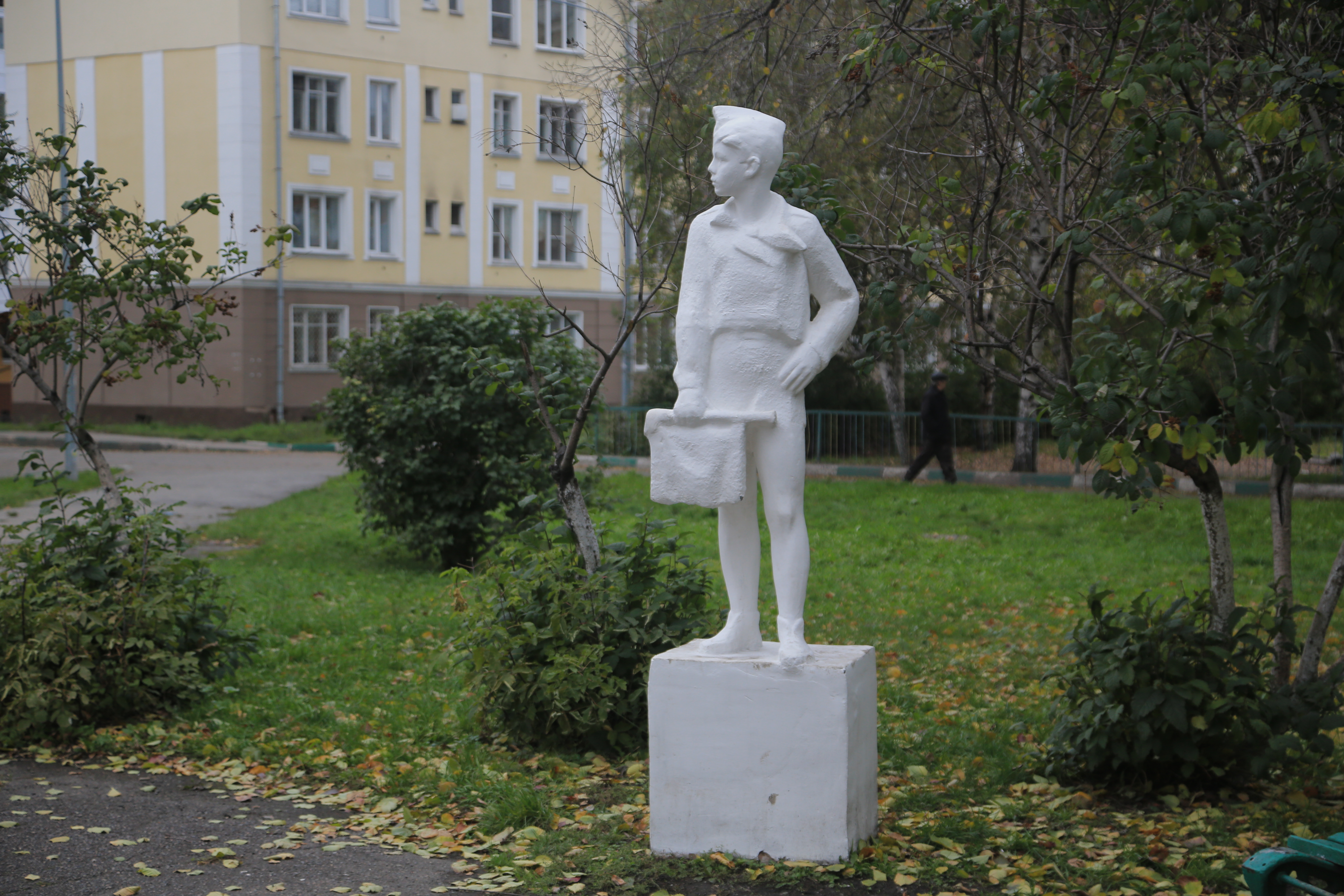
Скульптура Пионера
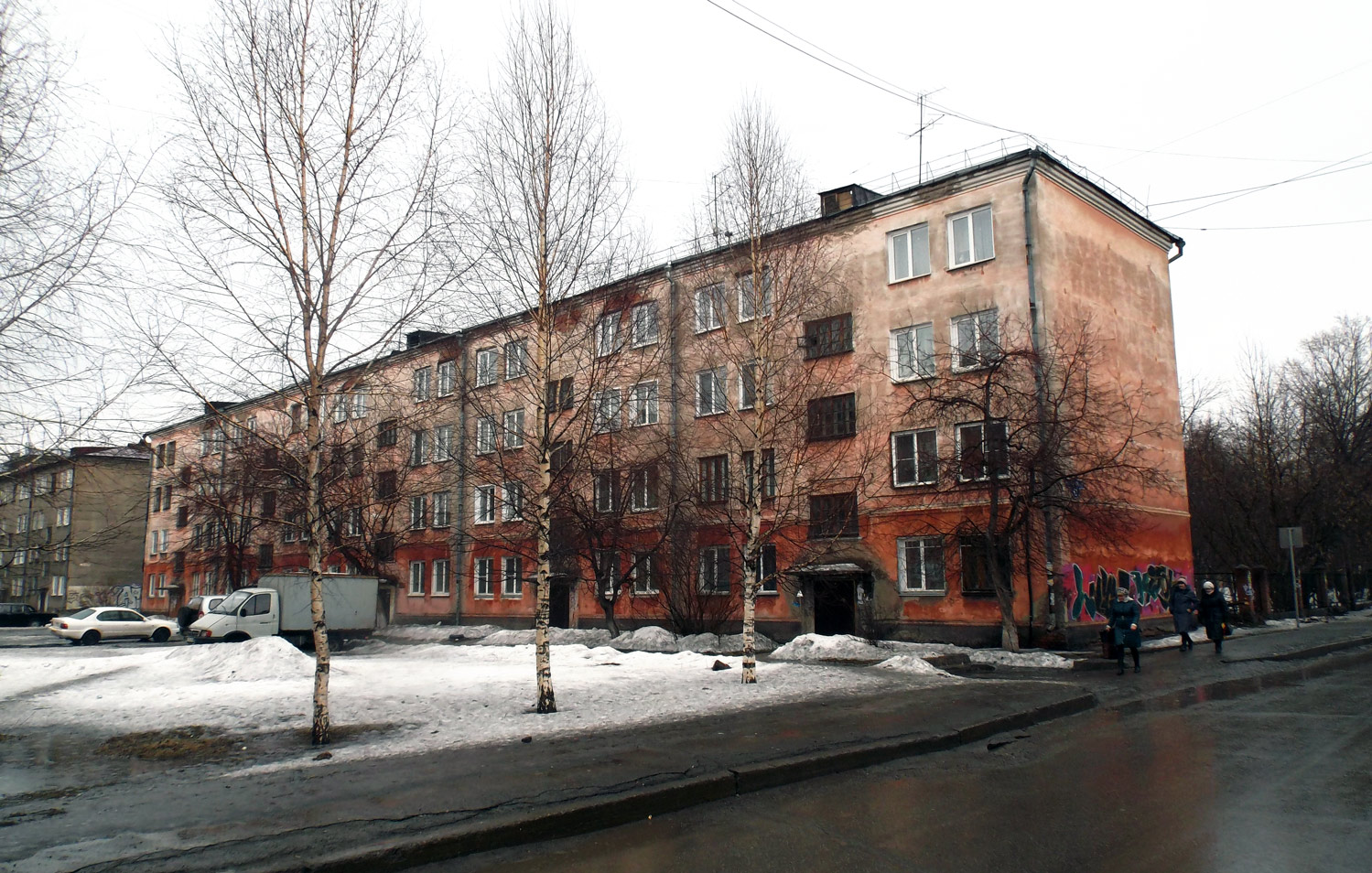
пр. Энтузиастов, д. 53. 1931 г.
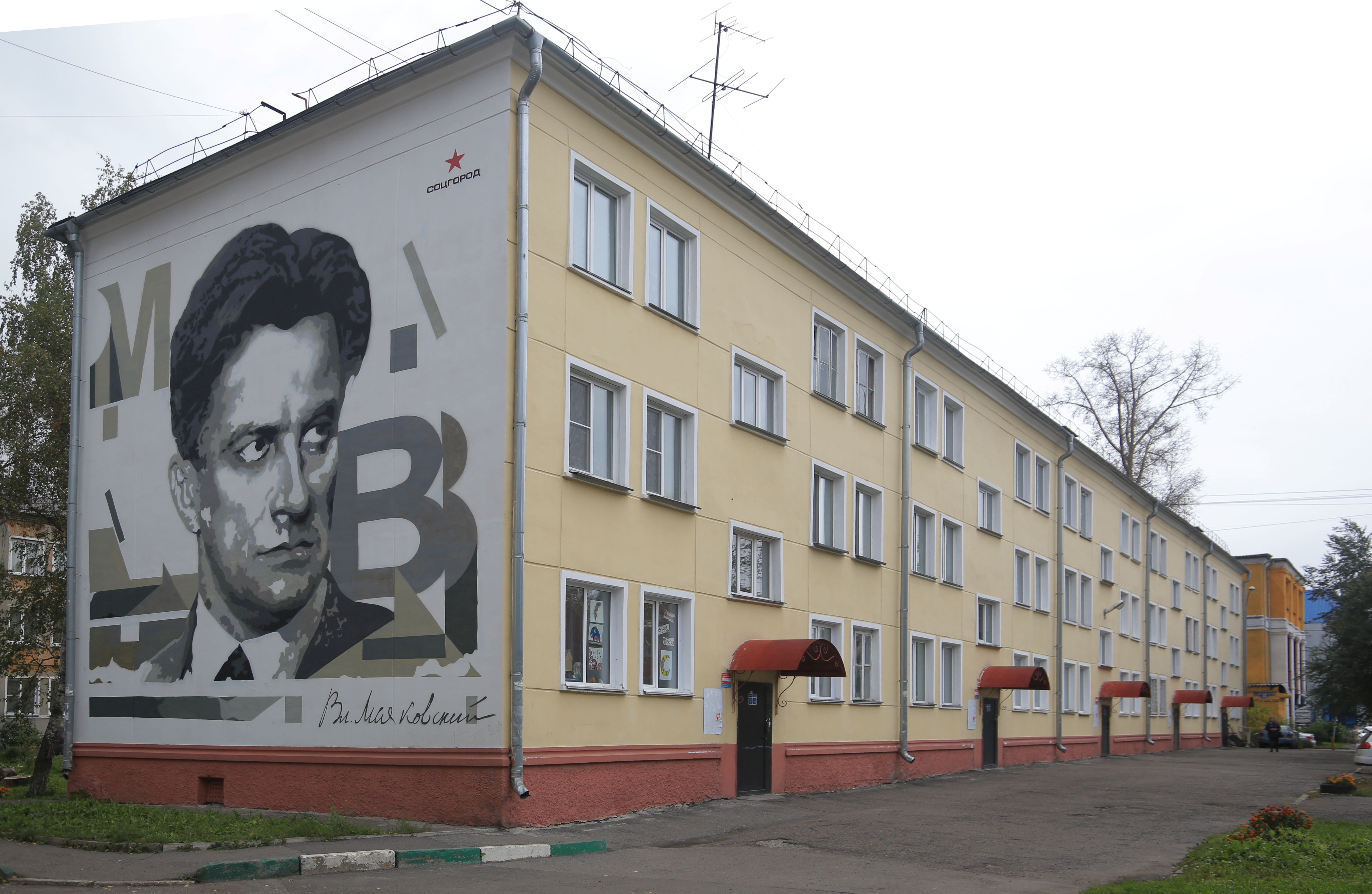
пр. Энтузиастов, д. 33. 1933 г.
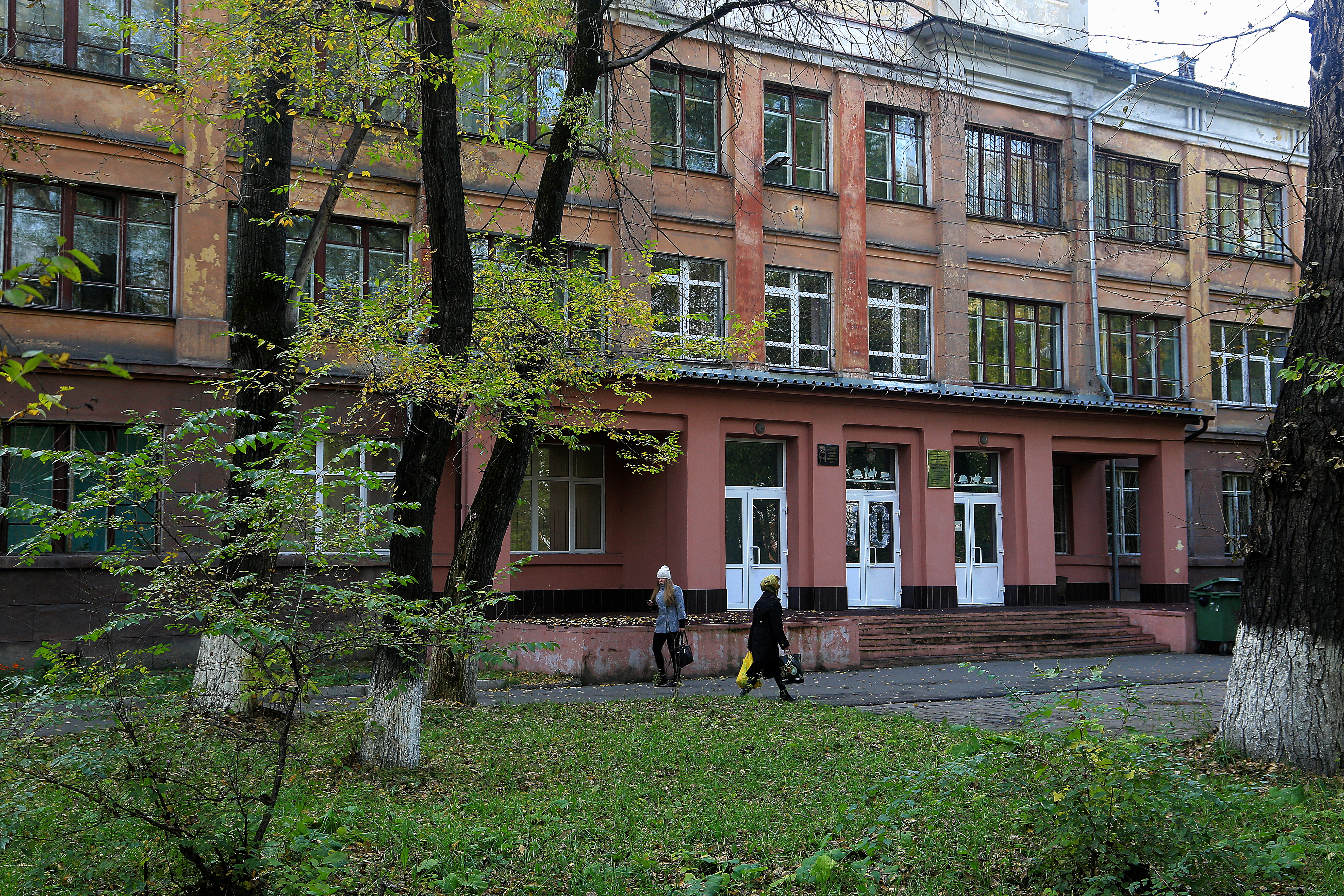
Школа № 17 (ныне педагогический колледж). 1935 г.
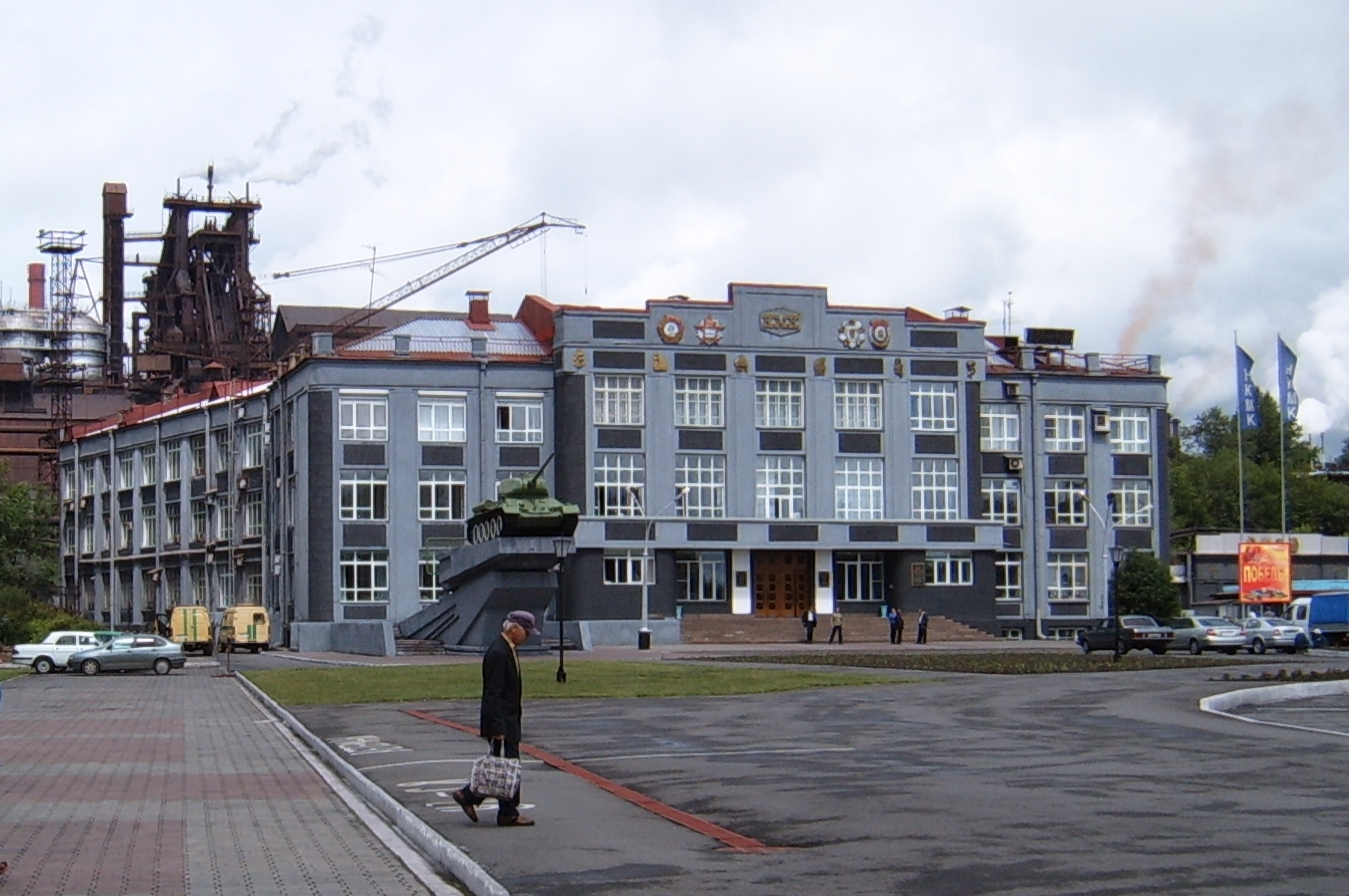
Заводоуправление на фоне Новокузнецкого металлургического комбината

## Переход к концепции «города-ансамбля» в середине 1930-х годов
Постановления 1930—1931 годов не ликвидировали работу по преобразованию быта полностью, но, закрыв радикальные её формы, стали одними из первых вмешательств власти в работу профессионального сообщества. В середине 1930-х годов проекты в духе архитектуры авангарда были запрещены и установился ретроспективизм.

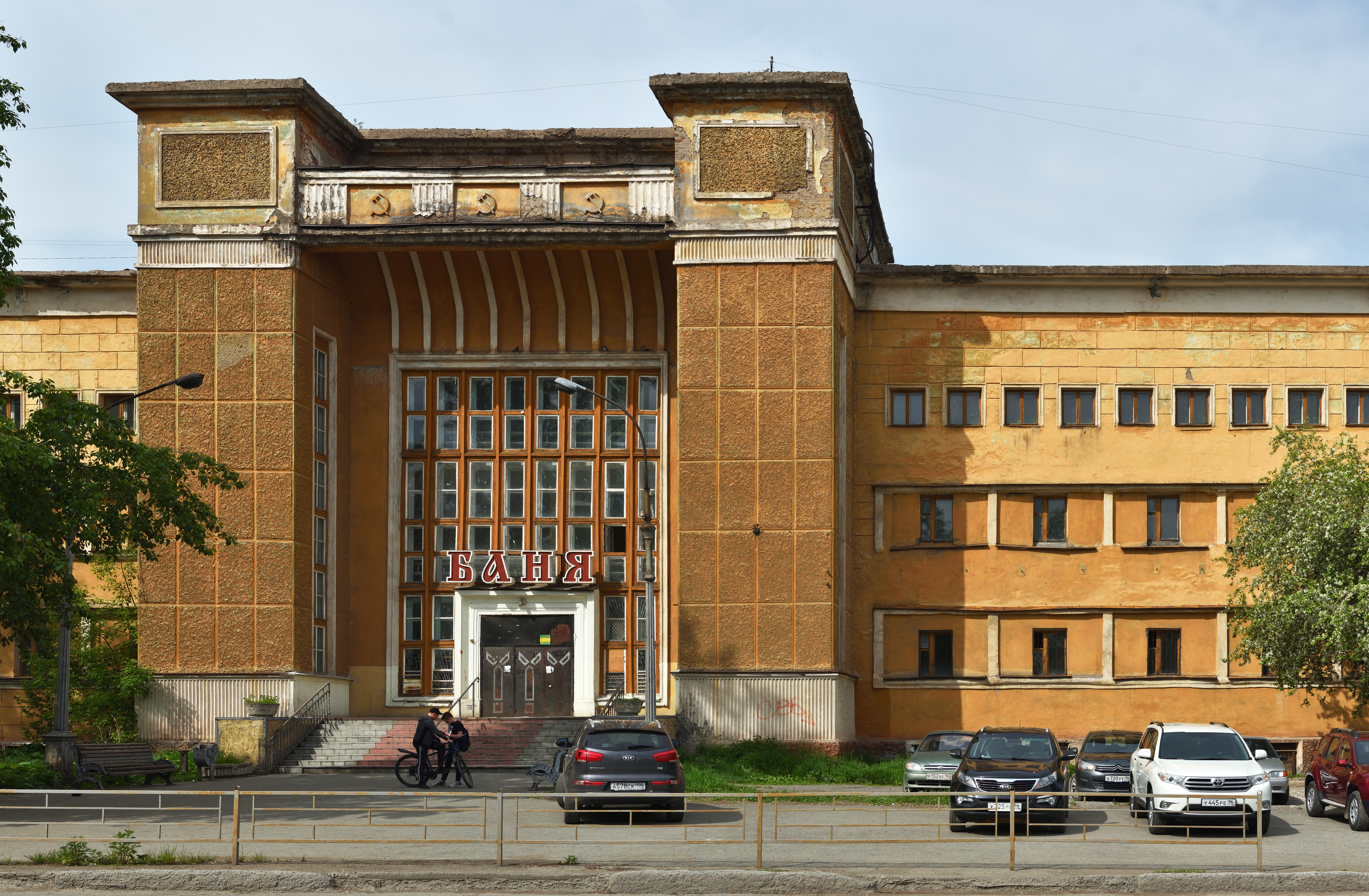
Баня соцгорода Уралвагонзавода (Нижний Тагил). 2-я пол. 1930-х гг.

Градостроительство переориентировалось, как выразился С. О. Хан-Магомедов, «с „первой“ (построение общества социальной справедливости) на „вторую“ (державно-эпический пафос) утопию».
Хотя термин «соцгород» продолжал употребляться, первоначальное его понимание вымывалось. Часто под ним понимали город, порождённый новым предприятием, а Л. М. Каганович и вовсе назвал соцгородом любой город в СССР.
Вместо социально-типологических поисков теперь предлагалось прежде всего сосредоточиться на архитектурно-художественном оформлении и разработке композиций «города-ансамбля». Несомненность становления «лучезарного будущего» выводилась из несомненной ценности прошлого. По мнению Ю. Л. Косенковой, существенную роль в эволюции концепций сыграла недостаточная эффективность проектно-плановой работы: проблема планового развития городов, не решаясь из года в год, во второй половине 1930-х годов «сублимировалась в проблему ансамбля, понимаемого как средство волевого планирования города». По мнению работавшего в Новосибирске Р. Волтерса, свою роль здесь сыграл консерватизм американских архитекторов из Гипрогора, которые не приняли европейскую градостроительную революцию. Историк экономики С. Кольер писал, что поворот в градостроительстве был не только капитуляцией перед репрессиями, но и попыткой приспособиться к требованиям новой экономики.
Фрагментарная застройка разрозненными ведомственными посёлками сменилась проектированием целостного города. Неоклассические мотивы стали сочетаться с множеством других стилей, в том числе с переосмысленным авангардным наследием (ограниченность города, плановое централизованное распределение, строгое функциональное зонирование).
Показательна эволюция проектов Сталинграда. Появление вместо амфитеатра для «действа масс» уменьшенной копии московского Дворца Советов со статуей вождя иллюстрирует то, как массы теряют свою власть. «У этого „действа“ остаётся единственный зритель — вождь», — пишет Ю. В. Янушкина.
Идея обобществления быта окончательно отвергнута к 1937 году. Был осуждён как «троцкист» Л. М. Сабсович, погибший вскоре в заключении, и расстрелян М. А. Охитович. Отношения советских властей с иностранными проектировщиками становились всё более прохладными. К середине 1930-х годов большинство из них покинуло страну, а оставшиеся в СССР разделили судьбу его населения.

## Жизнь в соцгороде

### Инфраструктура
Ты входишь в эпоху

Как город, который

Рвал, добывал, дробил.

Заново строил свою историю

И вырос в новый Тагил.

И нам не найти

Никаких аналогий — 

Их нет. И это совсем хорошо!

Тагил, прозябающий в сонной берлоге,

В сравнении с нынешним 

Просто смешон

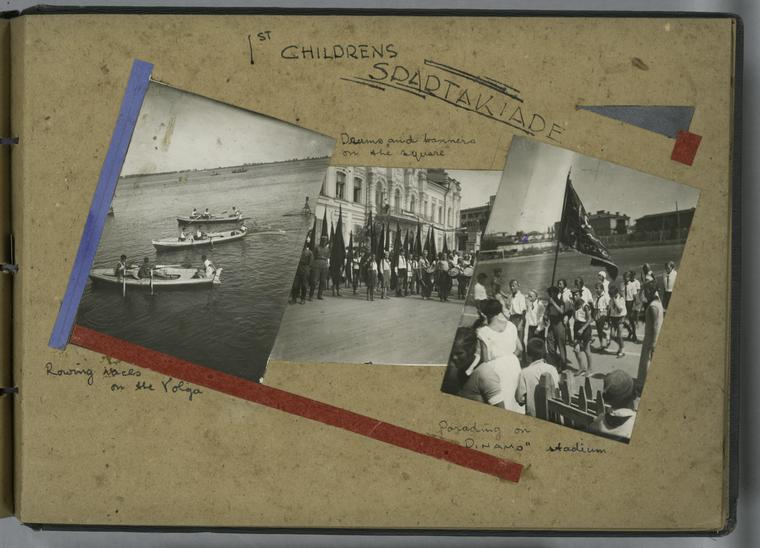
Сталинград. 1-я детская спартакиада. Гребные гонки на Волге. Парады на площади и на стадионе «Динамо». 1933 г.

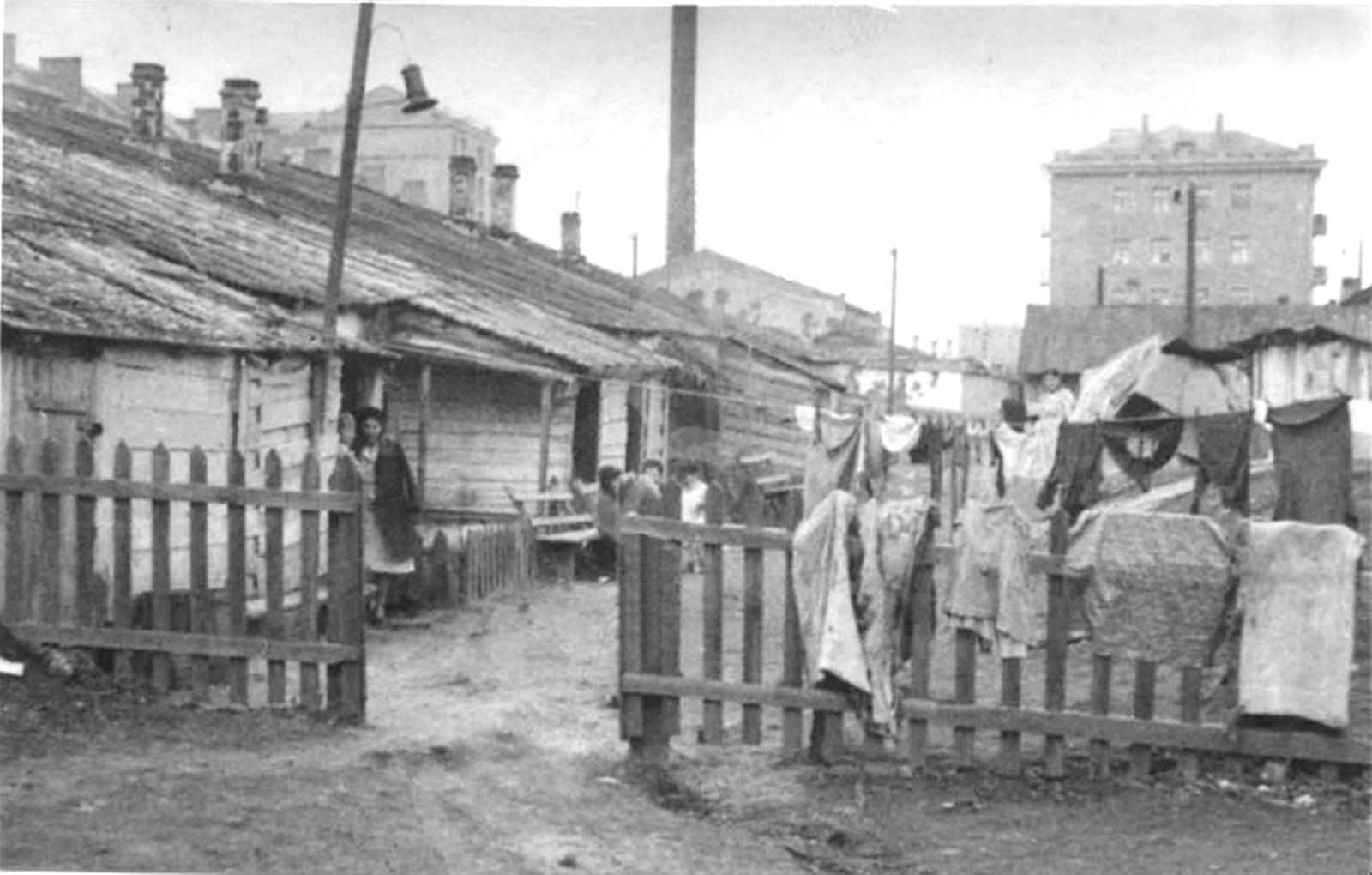
Сталино (Донецк). Двор бараков рабочих на фоне благоустроенных домов. 1941 г.

Система сетевого коммунально-бытового и социального обслуживания могла включать в себя:
- сеть питания

центральный пищевой комбинат
фабрика-кухня
столовые-распределители на предприятиях, в учреждениях и жилых комбинатах, территориальные столовые, столовые в бараках с длинными деревянными столами
- сеть санитарно-гигиенического обслуживания

бани
банно-прачечные комбинаты
- сеть «соцвоса» (детского дошкольного обслуживания)
- сеть политехнического обучения

школы I и II ступеней, со сложной планировкой, рассчитанные на организацию обучения лабораторно-бригадным методом; к 1934 году от них отказались, перейдя к традиционным школам
ремесленные школы
учебно-производственные мастерские
школы ФЗУ
«фабзавы-втузы»
вузы
- сеть культурного и общественно-политического обслуживания
- сеть медицинского обслуживания

фельдшерские пункты
диспансеры
больничные городки в глубине озеленённых кварталов
санатории
курорты
- сеть связи (почта, телеграф, радио)
- сеть санитарно-технического обслуживания
- сеть магазинов и распределителей продуктов широкого потребления
- сеть физкультурного обслуживания

квартальные спортивные площадки, площадки при комбинатах, площадки при школах и втузах
районные стадионы и стадионы при градообразующих предприятиях
центральный стадион с Дворцом физкультуры
общегородской физкультурный центр
- комплексы зданий заводской администрации и органов власти
- пожарные депо вблизи заводских администраций
- гостиницы в крупнейших соцгородах
- центральный парк культуры и отдыха

Необходимость всех этих элементов, ещё недавно считавшихся роскошью, была очевидна. Но развитие коммунально-бытового комплекса, как и жилищного строительства хронически отставало от базиса соцгорода — новых социально-экономических отношений. Обыкновением были огромные очереди во все учреждения. Зачастую эти учреждения размещались в не слишком приспособленных строениях (барачные ясли и детские сады).
Водоотведение либо отсутствовало, либо представляло собой локальную канализацию на несколько домов. Во дворах при бараках находились туалеты с неразделёнными местами. Воду в барачные посёлки доставляли с помощью водовозов или водоколонок. Теплоснабжение обеспечивали печки-буржуйки, местные котельные, реже имелась общегородская система. Инженерная инфраструктура увязывалась с инфраструктурой предприятия.
Компенсировать отставание в развитии инфраструктуры пытались силами самих жителей. На фоне продовольственного кризиса развернулась пропаганда огородничества и животноводства (особенно кролиководства, которое, впрочем, не нашло распространения). На грязь клали в качестве тротуаров дощатые настилы. Субботниками по благоустройству исправляли провалы хозяйственников. Особенный размах субботники приняли в Горловке: разрушение старых трущоб и дальнейшее озеленение было превращено в праздник, несколько халуп было накрыто стеклянным куполом как памятник старой эпохи. Основной вклад в эту кампанию внёс секретарь парткома В. Я. Фурер. До объявления его «врагом народа» Горловка презентовалась стране как образец благоустройства.

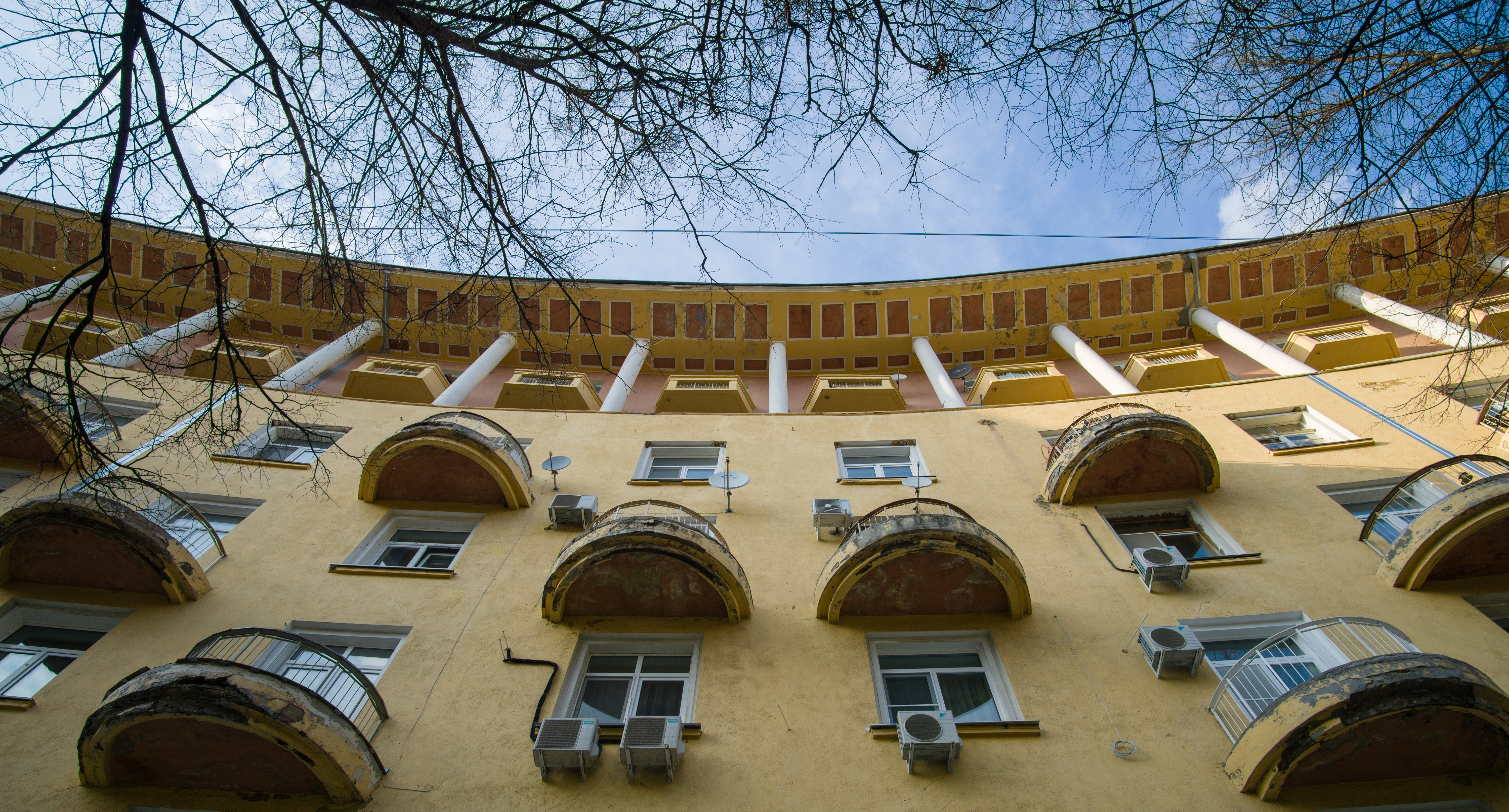
Автострой (Нижний Новгород). Радиусный дом. 1937 г.

### Социальная структура
Первостроителями соцгородов были:
- вынужденные покинуть пребывающую в бедственном положении деревню;
- спецпереселенцы-раскулаченные;
- «лишенцы»;
- заключённые;
- «социально-чуждые элементы»;
- бывшие спецпереселенцы и заключённые, которым после освобождения было некуда податься;
- представители кочевых народов, принуждённые к оседлому образу жизни;
- наёмные работники;
- командированные специалисты и руководители;
- энтузиасты строительства социализма, приезжавшие ради идеи[177][178].

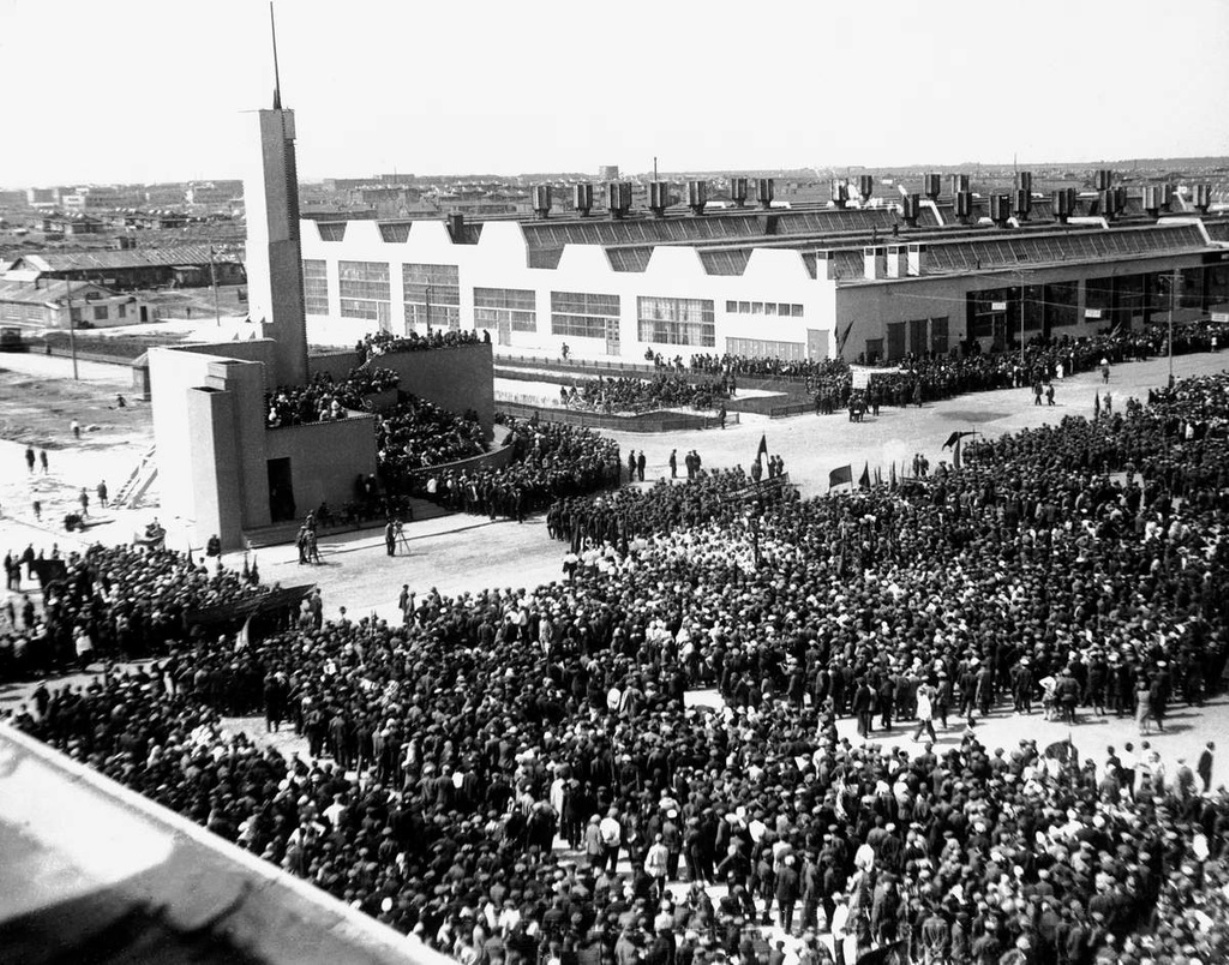
Соцгород Челябинского тракторного завода. Митинг в честь пуска завода. 1933 г.

Например, население Магнитогорска во время первой пятилетки составляли: руководство и иностранные специалисты (3 %), вольные (58,7 %), невольные (38,3 %). Для многих строек было характерно многонациональное население.
Сформировалась новая социальная элита: партийный аппарат, директорский корпус предприятия, ИТР, высококвалифицированные рабочие и ударники. В Автострое она заселяла благоустроенные многоквартирные дома (Бусыгинский дом, Радиусный дом) и коттеджи. У некоторых из этих людей уже в 1930-е годы были личные автомобили, тогда как обитатели расположенных напротив бараков могли о них лишь мечтать. Путём попадания на более высокий социальный уровень были личные трудовые показатели, стремление повышать образовательный уровень. А. А. Гордин, анализируя биографии инженеров, руководителей и ударников ГАЗа, делает вывод, что все они «вышли из народа».
В качестве героев, идеальных жителей соцгорода, пропаганда выдвигала энтузиастов, ударников (А. А. Стаханов, М. Д. Дюканов, А. Х. Бусыгин, П. Ф. Кривонос, Н. А. Изотов, Х. Галиуллин, В. Е. Калмыков, Д. А. Богатыренко, М. Ардуанов и другие «стахановцы» и «изотовцы»), соревнующихся на трудовом и финансовом фронтах, которые должны быть образованы и просвещены.
Вторая важнейшая категория населения — ИТР и «красные директора» предприятий (В. Е. Цифринович, И. И. Побережский, К. П. Ловин, А. П. Завенягин, Л. С. Владимиров, Л. М. Марьясин, И. А. Каттель, А. П. Банников, Я. С. Гугель). В отличие от почитания ударников, культа этих руководителей в соцгороде не было, несмотря на всё к ним уважение. Другим путём к славе была работа рабкором. Одним из таких примеров был Г. С. Быков, проделавший путь от беспризорника-хулигана до местного героя, в гибели которого обвинялись классовые враги.
Приезжающая на новостройки основная масса людей отличалась отсталостью, требовались большие усилия, чтобы поднять их образовательный и культурный уровень. М. Е. Кольцов в 1935 году писал:

Когда промышленность, добывающая и обрабатывающая, стала расти сотнями процентов, когда в открытые ворота заводов, в свежеотстроенные, ещё сырые цехи хлынул поток крестьянской рабочей силы — многим казалось, что эти люди сомнут, исковеркают машины, может быть, лягут на них костьми, но не освоят их. Громадную поправку на некультурность, отсталость, дикость нашего крестьянства при соприкосновении с новым оборудованием делали почти все и по традиции. Старая деревня, ведь она не шла, а пёрла, не пила, а хлебала, не ела, а жрала, лопала, трескала, не плакала, а скулила, как собаки; других слов для неё не водилось — даже изысканные писатели, приступая к роману из крестьянской жизни, переходили, скрепя сердце, на этот словарь! Иначе не поверят…
— Кольцов М. Е. Алексей Стаханов // Восторг и ярость. - М.: Правда, 1990. — 480 с.
Красноуральская газета «Гигант» сообщала, что рабочие в бараке:

…попадают в болото пьянки, мелкобуржуазной стихии — по существу в лапы кулацкого воздействия. <…> Обслуживающий персонал — сторожихи — являются по существу шинкарями, активно участвуют в попойках, барачные коменданты тоже. Пьяные хулиганы терроризируют рабочих, не желающих участвовать в пьяной компании. <…> Входят в привычку такие вещи — как пьяный вдребезги приходит в другой барак, заваливается с грязными ногами на чужую койку и награждает её пьяной блевотиной
— Надо по-большевистски повернуться лицом к бараку // Гигант. — 1932. — № 263
В «мифологии» соцгорода, транслируемой советскими медиа, героям противопоставлялись злодеи: дезорганизаторы производства (прогульщики, лодыри, бракоделы, рвачи, летуны), хулиганы, распутники и совершающие домашнее насилие, шовинисты, вредители. Самыми страшными «злодеями» становились «предатели»: закономерный результат стигматизации «ренегатов», «уклонистов» и «оппортунистов» по мере усиления внутрипартийной борьбы.

Первостроители
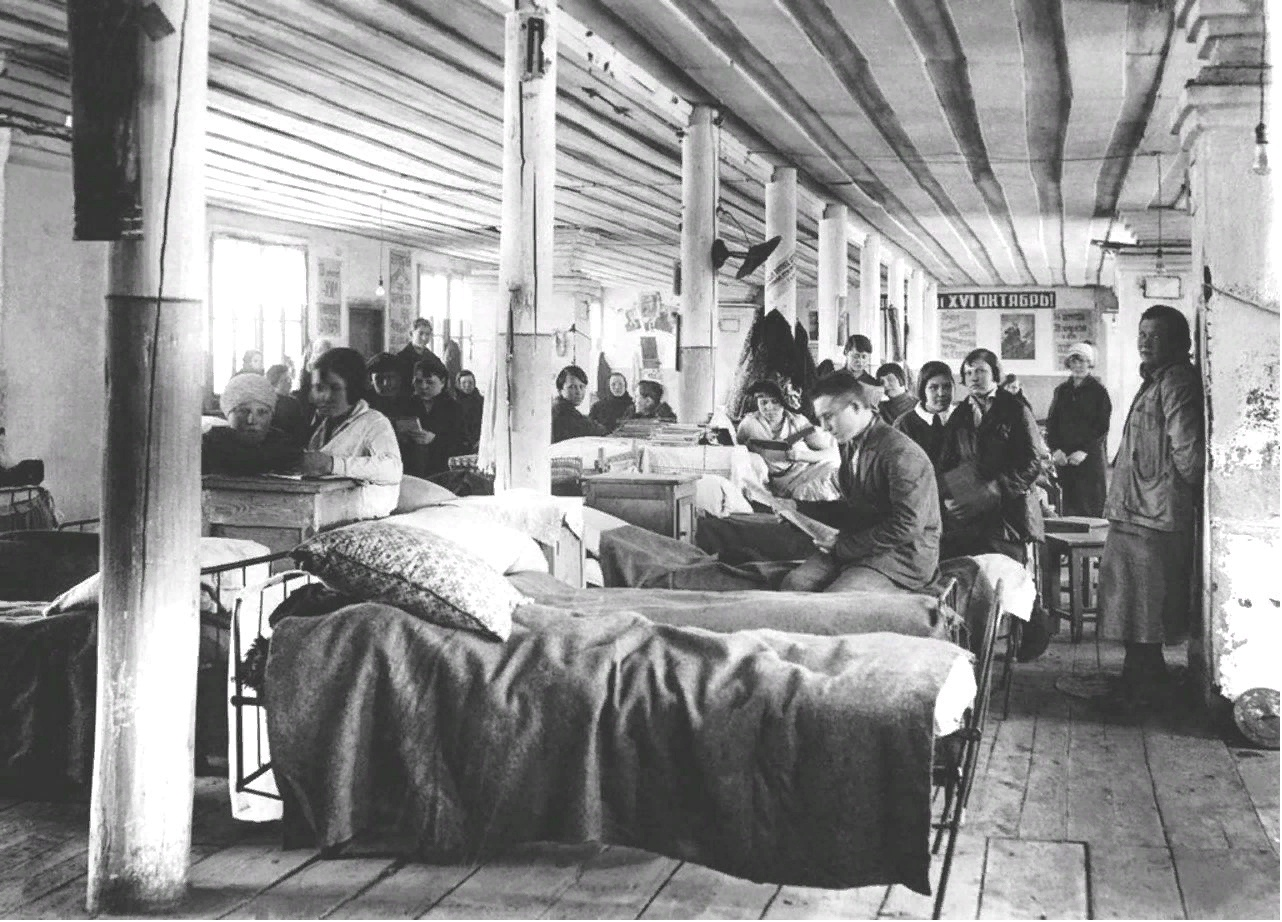
Магнитогорск. Обитатели барака.  1933 г.
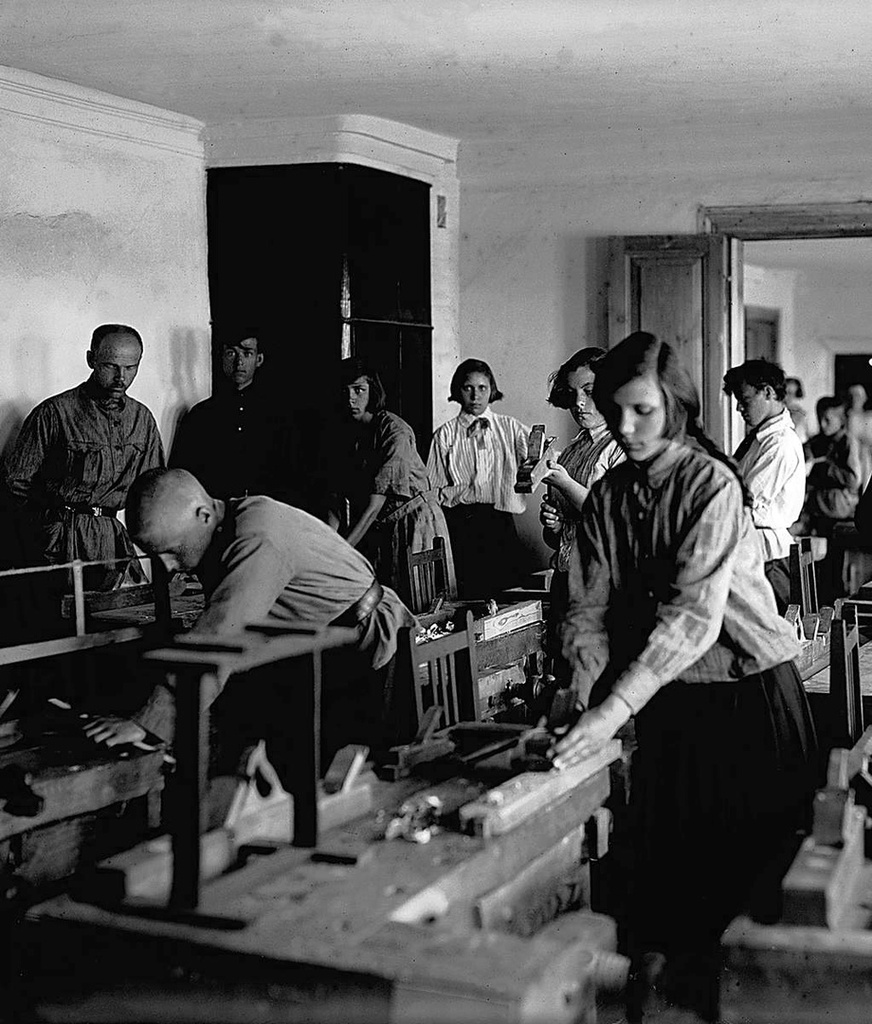
Челябинск. Железнодорожная ФЗС № 2 с оформлением особых договоров между школой и предприятием. Столярная мастерская.
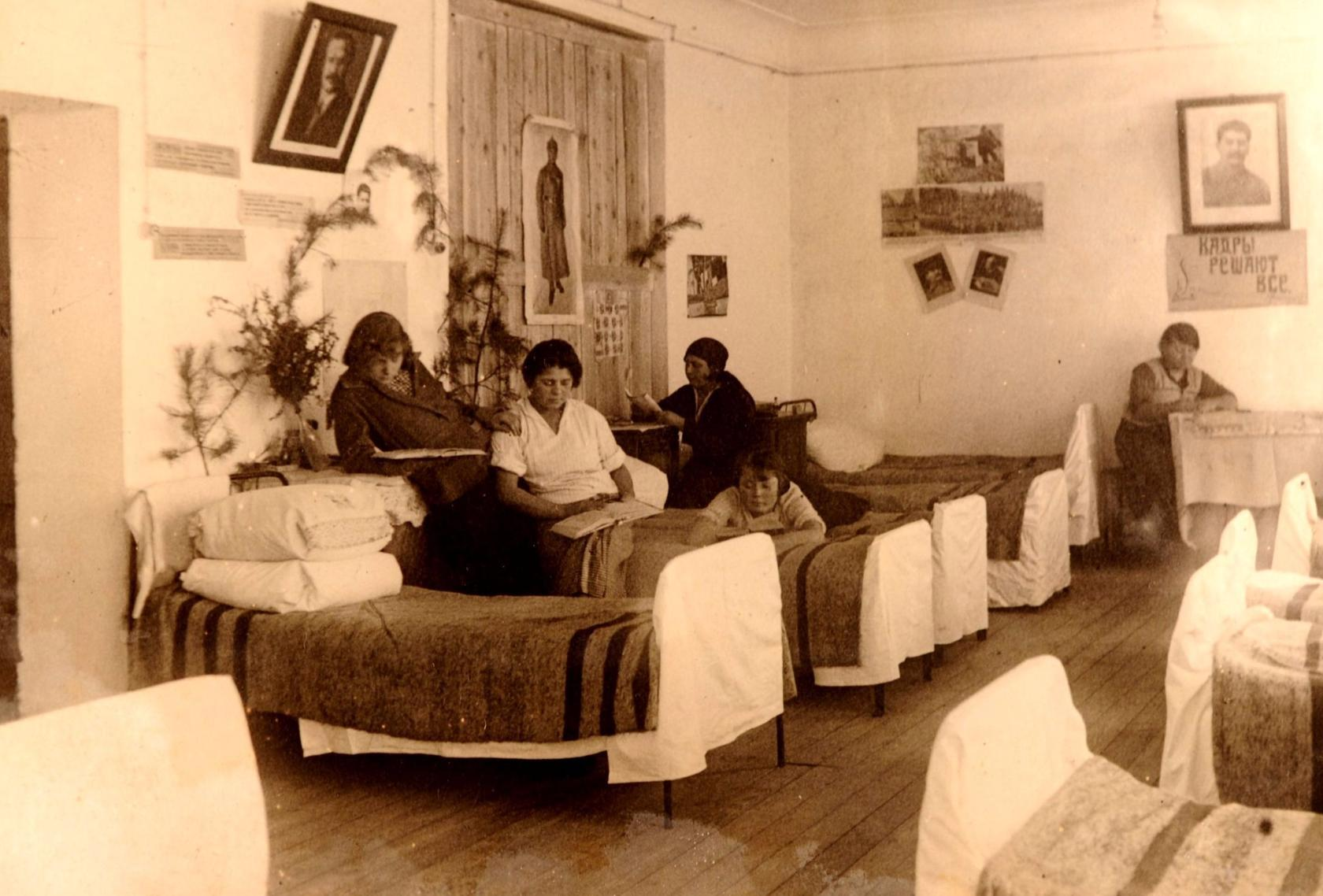
Каменск (Каменск-Уральский). Общежитие строительниц Уральского алюминиевого завода. 1935 г.
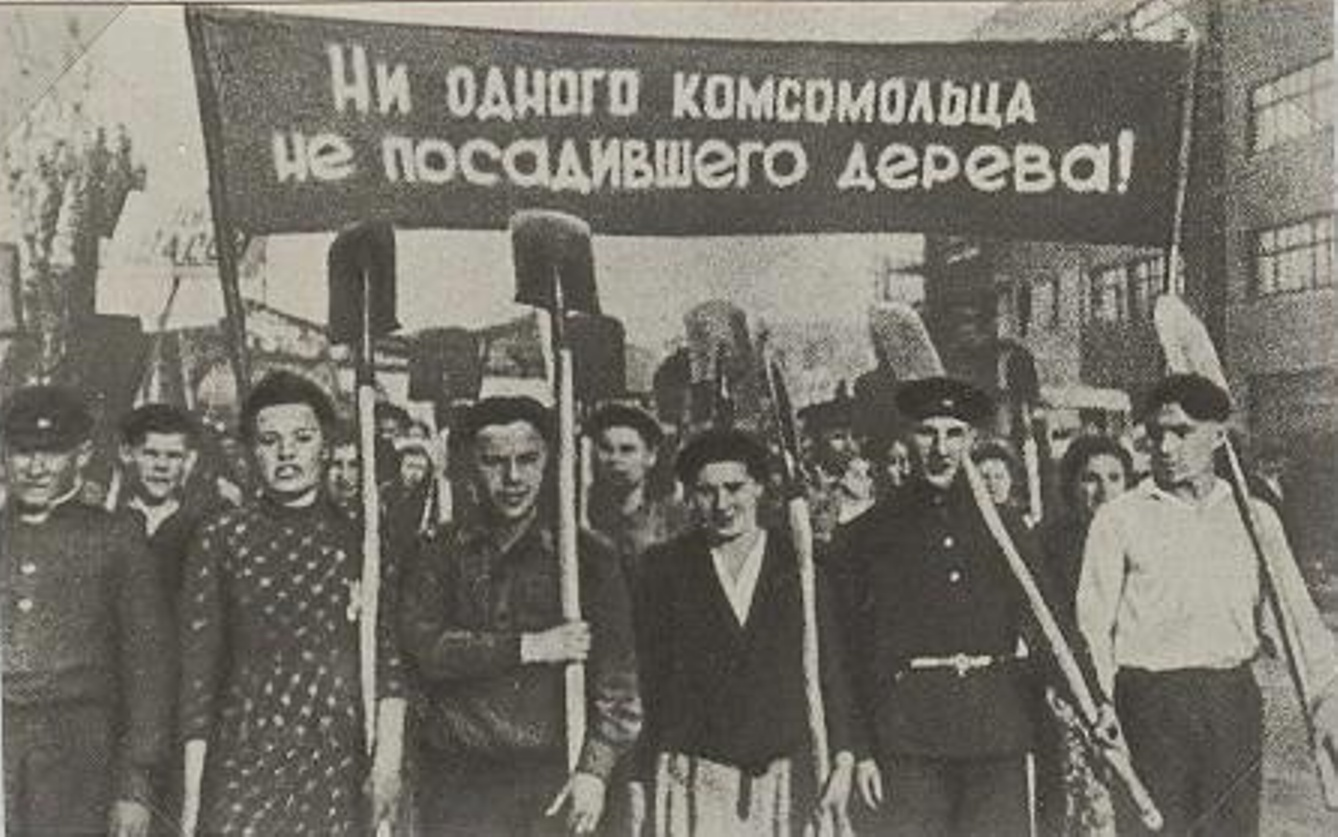
Сталинград. Комсомольцы на субботнике по озеленению.
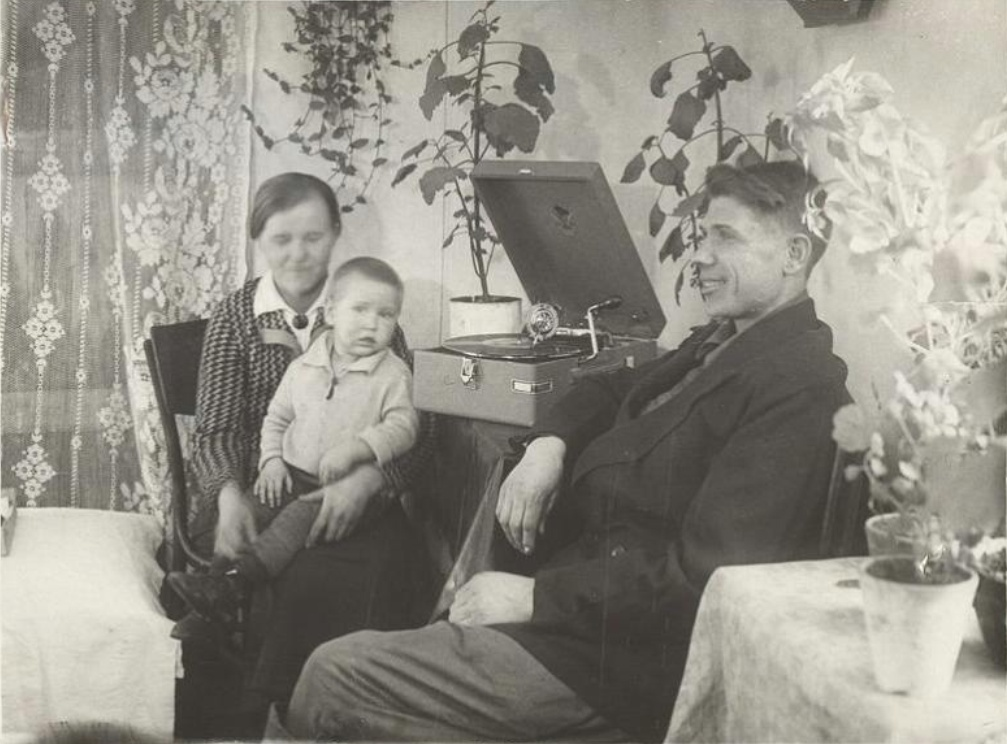
Магнитогорск. Семья стахановца В. Н. Бардакова слушает патефон в новом доме. 1936 г.

### Культпросвет
Соцгород, строившийся вблизи существующего населённого пункта, воспринимался как отдельный от него город, отказавшийся от прошлого ради создания будущего. Например, «старой, купеческой, мещанской, пьяной „Челябе“ спекулянтов, лавочников, лабазников» противопоставлялся «новый, ударный, индустриальный Челябинск, город социалистического труда, невиданных темпов строительства». Ключевая роль в формировании нового советского рабочего отводилась культурно-просветительной работе («культпросвет»).

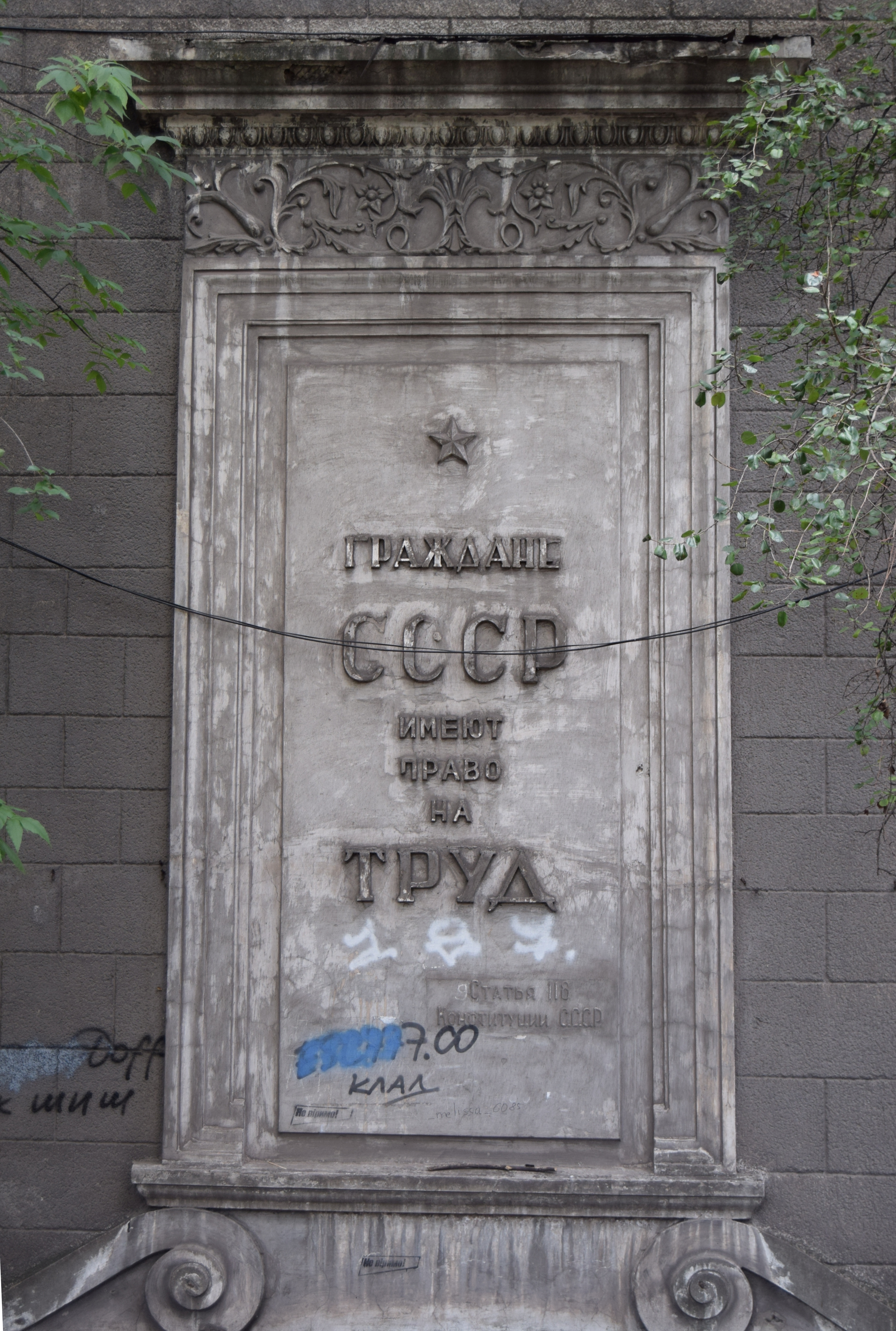
Соцгород Запорожья. Барельеф с цитатой из ст. 118 Конституции СССР 1936 г. на стене дома

В антирелигиозном движении основное влияние имел Союз воинствующих безбожников. На Автострое безбожники проводили антирелигиозные курсы, устраивали субботники, освобождали город от царских эмблем, надписей, крестов и икон, вовлекали сезонников в соцсоревнование, организовывали «безбожные ударные бригады» и сбор денег на «безбожную подводную лодку». Однако, по признанию самих безбожников, их работа оказалась малоэффективна.
Ряд мероприятий проводился библиотеками: беседы, громкие читки, кружки, пропаганда чтения. В соцгородах предполагалось создать разветвлённую сеть дошкольных и школьных учреждений, которые брали на себя часть функций института семьи по воспитанию детей и передаче им трудовых навыков. На Урале уровень грамотности национальных меньшинств был ниже, чем среди русских, что требовало особого внимания к ликвидации безграмотности в их среде. Интенсивному процессу культурной революции способствовала инфраструктура клубных учреждений, киноконцертных залов и «баз культурного отдыха». Интерес среди рабочих вызывали встречи с писателями и художниками. В 1934 году на встрече с автозаводцами писатели А. С. Новиков-Прибой, В. Г. Лидин и А. Г. Малышкин читали отрывки из своих произведений, рассказывали о творческих планах, отвечали на вопросы. Разговор с А. С. Новиковым-Прибоем продолжался до поздней ночи.
Одним из центров пролетарской литературы, которая должна была «транслировать нормы идеологии в массовое сознание», планировалось сделать Урало-Кузбасс, и с этой целью в Свердловске была создана газета «За Магнитострой литературы». Однако, по мнению исследовательницы литературы Ю. С. Подлубновой, идеологический диктат газеты не способствовал появлению шедевров.

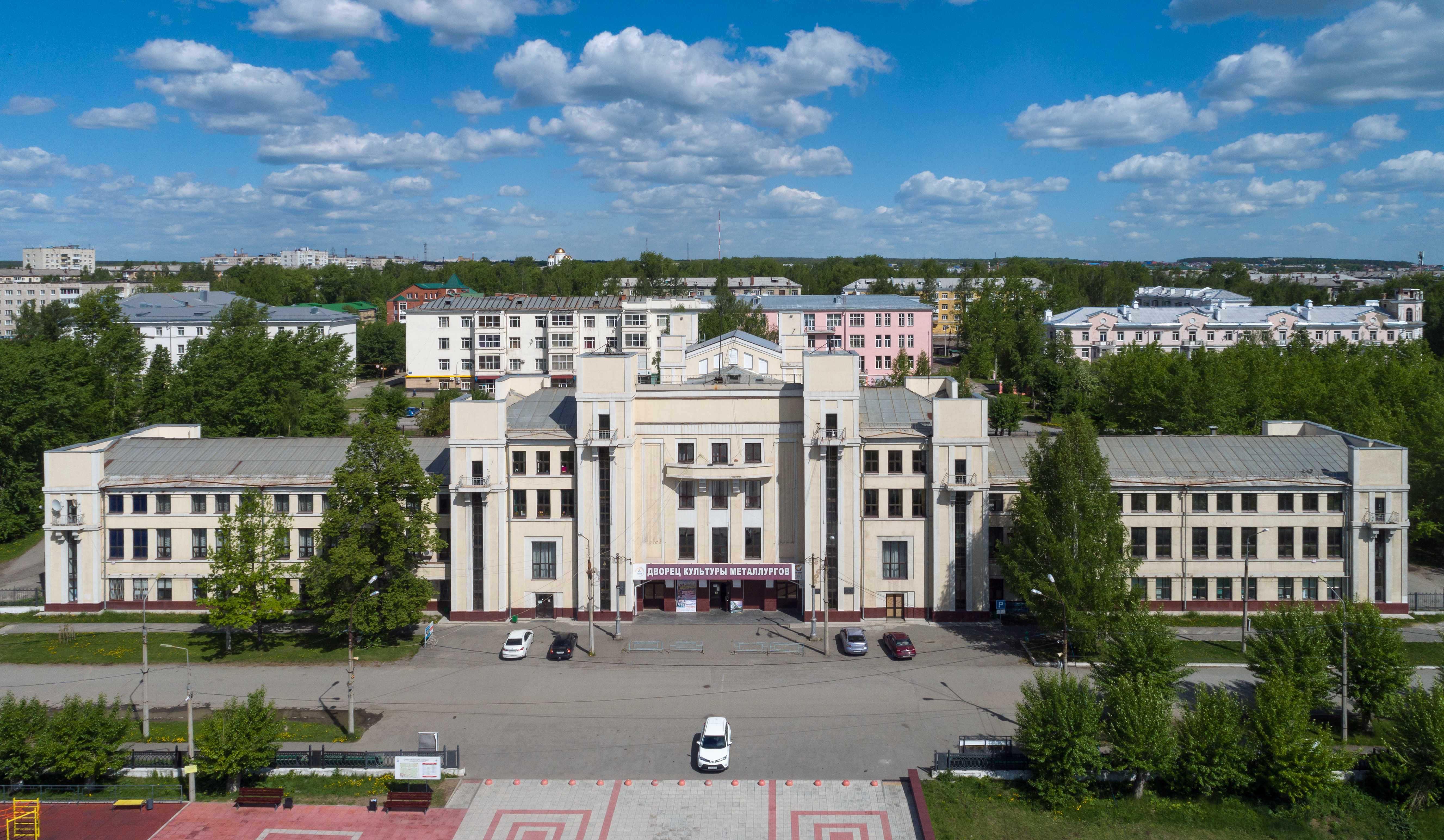
Надеждинск (Серов). ДК металлургов 1930 г.

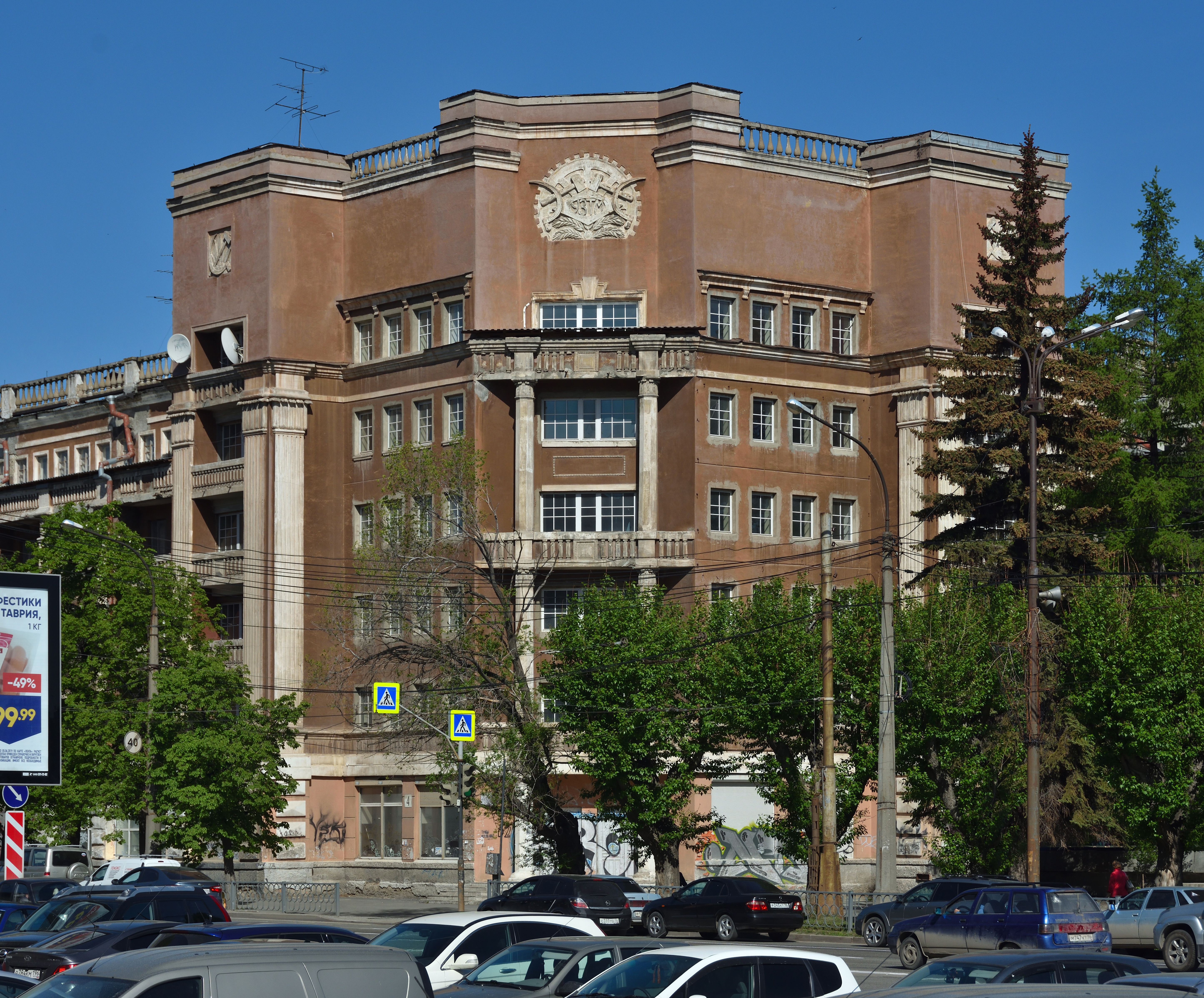
Уралмаш (Екатеринбург). Гостиница «Мадрид», названная в память обороны Мадрида от фашистов. 1937 г.

Широкую известность на Урале получило магнитогорское пролетарское литобъединение «Буксир», созданное В. А. Макаровым. В него входили Б. А. Ручьёв, М. М. Люгарин, А. Ворошилов, А. О. Авдеенко, М. С. Гроссман, В. И. Дробышевский, Л. К. Татьяничева и другие авторы. Поэты собирались в особом писательском бараке, прозванном «чудищем». Свои стихи, наполненные ритмом стройки, они читали прямо на стройплощадках, считая, что поэзия должна вдохновлять на ударный труд. Многие из них были предсказуемо репрессированы. Так, В. А. Макаров был расстрелян в 1938 году, о чём его родственники узнали лишь в 1990-х годах.
В 1937 году на двух жителей Автозаводского района (в который вошёл Автострой) приходился один экземпляр газеты. Пресса активно освещала неудовлетворительный барачный быт рабочих соцгородов. Рабочие и сами со страниц газет жаловались на свои трудности, указывали начальству на конкретные недоработки, требовали строить социально значимые объекты. Суровый быт казался временным явлением перед подъёмом благосостояния, о чём, как пишет Е. Н. Ефремова, свидетельствуют соседствующие в прессе с неотложными нуждами предложения рабочих создать аэродром, вечернюю рабочую консерваторию. Корреспонденты винили в бытовых проблемах как бюрократов и «головотяпов», так и самих рабочих, недостаточно заботящихся о порядке в своём жилище.
По мнению К. Д. Бугрова, «новая культурность» 1930-х годов предполагала, что более интенсивный труд на рабочем месте и за его пределами приведёт к перемене бытовых привычек и росту требовательности к организации досуга. Кроме того, «новая культурность» предполагала ликвидацию того социального разрыва между культурной элитой и бескультурной массой, который был унаследован от дореволюционной «старой Расеи».
В середине 1930-х годов на страницах газеты «За тяжёлое машиностроение», издававшейся на Уралмаше, вырисовывался образ соцгорода на стыке «первой» и «второй» утопий. В газетных лозунгах это был цветущий город счастья: «Шефствуйте над деревьями!», «Мы и зимой должны жить среди цветов», «Радостные и счастливые встречаем мы женский праздник». Вся жизнь города «нового мира» выстраивалась вокруг Уральского завода тяжёлого машиностроения. Было введено даже новое летоисчисление с момента пуска завода. Со страниц газеты сообщалось о новой роли женщины в обществе. Из «неграмотной, вечно всем и всеми недовольной» домохозяйки-сплетницы она превращалась в женщину, которая должна уметь управлять государством и овладевать техникой. Ряд статей был посвящён ущемлению прав женщин в капиталистических странах. Не меньше, чем женщины, на страницах газеты счастливы уралмашевские дети, для которых Уралмаш должен был стать «родовым гнездом». Дети представлялись целью, ради которой строители города счастья без устали работали в нечеловеческих условиях. В 1935 году в газете «За тяжёлое машиностроение» опубликовано письмо «Моя страна и Уралмаш в 1950 г.» Г. Уэллсу. В нём будущий Уралмаш — это зелёный город со своей Красной площадью, с огромными проспектами, фруктовым садом и «авиапортом». В этом городе на улицах работают газоуловители. Начальник цеха общается с мастерами при помощи специального стекла на стене, на котором появляется изображение говорящего и слышен его голос. Завершает картину «первый полёт ракетного корабля на Марс». В 1937 году после расстрела Л. Л. Авербаха упоминания социалистического города счастья в газете прекратились.
Несмотря на определённый сдвиг в области развития просвещения, создание культурной инфраструктуры, которая затем в военные годы сыграет свою роль в поддержке населения и мобилизации масс, качественное развитие этой инфраструктуры, городского образа жизни, адаптация к городу вчерашних крестьян не поспевали за стремительными темпами роста населения. За редкими исключениями, собственная самодостаточная культура в соцгороде так и не возникла. Не сложилась в соцгородах и практика самоуправления. Не способствовала культурному развитию людей крайняя стеснённость жилищ, в которых приходилось 3—5 м² жилой площади на человека.
В результате соцгорода стали переходным типом между деревенскими обычаями и городской культурой.

### Революция
В дискурсе международных отношений соцгорода занимали особое место: казалось, что именно их гиганты находятся в авангарде борьбы за мировую революцию. Так преодолевалось провинциальное самосознание. Соцгорода посещали иностранные коммунисты. Поэт Л. Арагон по мотивам посещения Магнитогорска, Челябинска и Надеждинска (ныне Серов) в составе литераторской делегации создал поэму «Ура, Урал!». О тяжелейших условиях быта рабочих она умалчивает: Л. Арагон не хотел «обидеть героический и страдающий народ».
Дизайнер Л. Паттерсон привёз в Надеждинск красное знамя нью-йоркских рабочих для передовиков конкурса металлургов. В ответ надеждинцы отправили в Нью-Йорк своё красное знамя для тех американских трудящихся, которые лучше «развернут массово-политическую работу». К. Д. Бугров считает, что среди переходящих красных знамён, прибывших на Урал в начале 1930-х годов, наиболее ценное — знамя «Рот Фронта», полученное механическим заводом Златоуста. Как утверждалось, оно реяло над баррикадами Веддинга во время восстания сторонников Коммунистической партии Германии в 1929 году.
Мотивировать на труд были призваны имена вождей партии. В годы первых пятилеток в их честь стали массово называть города, заводы, отдельные цеха и даже доменные печи.

## Судьба соцгородов

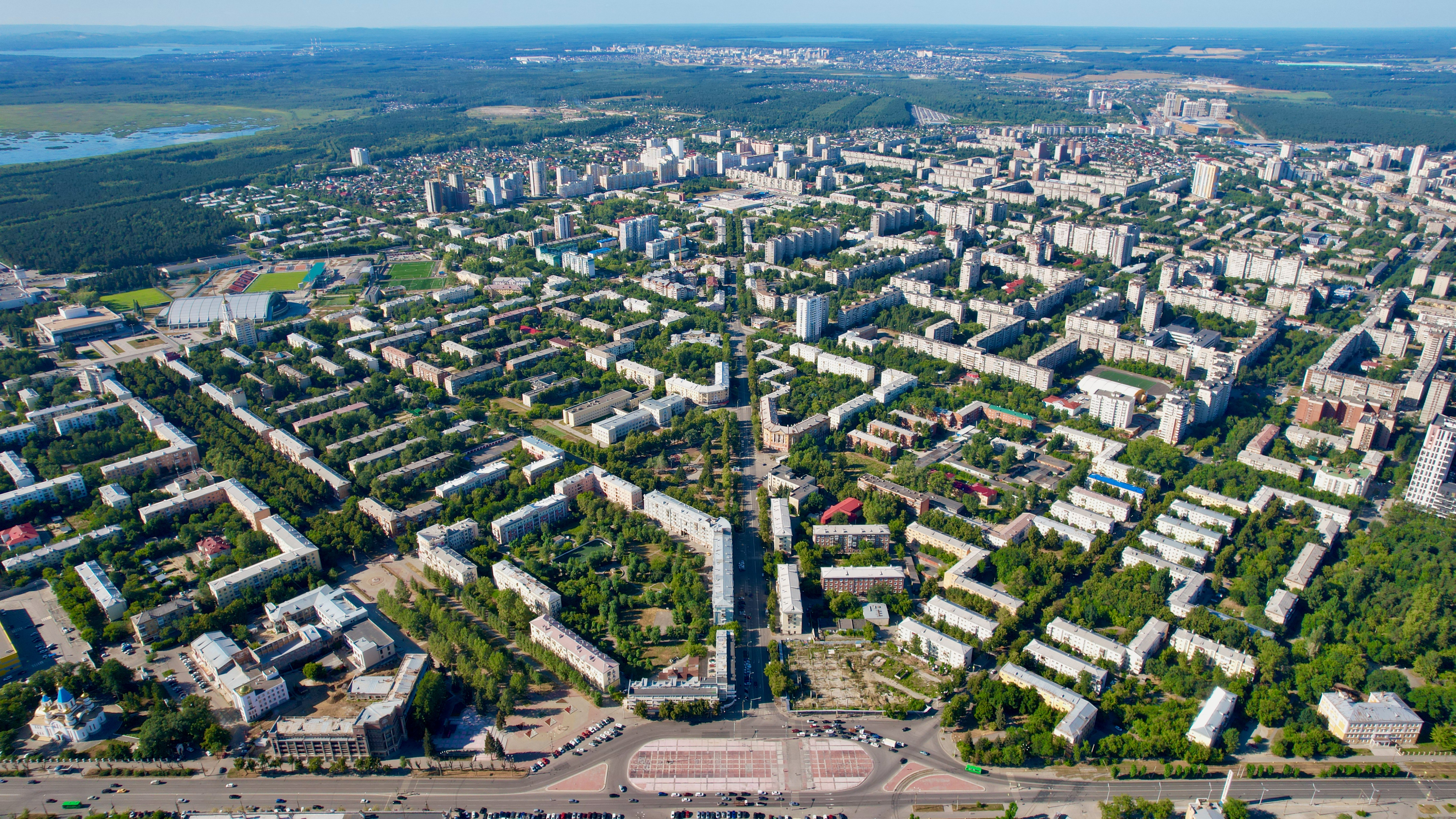
Уралмаш (Екатеринбург).
Внизу — площадь 1-й Пятилетки перед УЗТМ

### Соцгорода после «великого перелома»
К. Д. Бугров отмечает, что сформировавшаяся в начале 1930-х годов «мифология» соцгородов (перевыполняющие план ударники, знамёна Веддинга и Нью-Йорка, «семиэтажные гиганты» Свердловска и Челябинска и т. д.) к концу десятилетия по мере завершения «великого перелома» начала́ уходить в прошлое, поскольку перестала играть мобилизационную роль в городе, который уже построен. Непоправимый ущерб дискурсу о соцгороде нанёс период сталинского террора. «Вместо поиска оригинальных ходов дискурс соцгорода превратился в бесконечно повторяемый набор клише о счастливой и зажиточной жизни», — пишет К. Д. Бугров. На фоне нового благоустройства Москвы построенные наспех жилые районы первой пятилетки из символов прорыва превратились в памятники ошибкам реконструктивного периода и маркеры прошлого. Все больши́е градостроительные проблемы стали списываться на происки «троцкистско-бухаринских агентов фашизма».

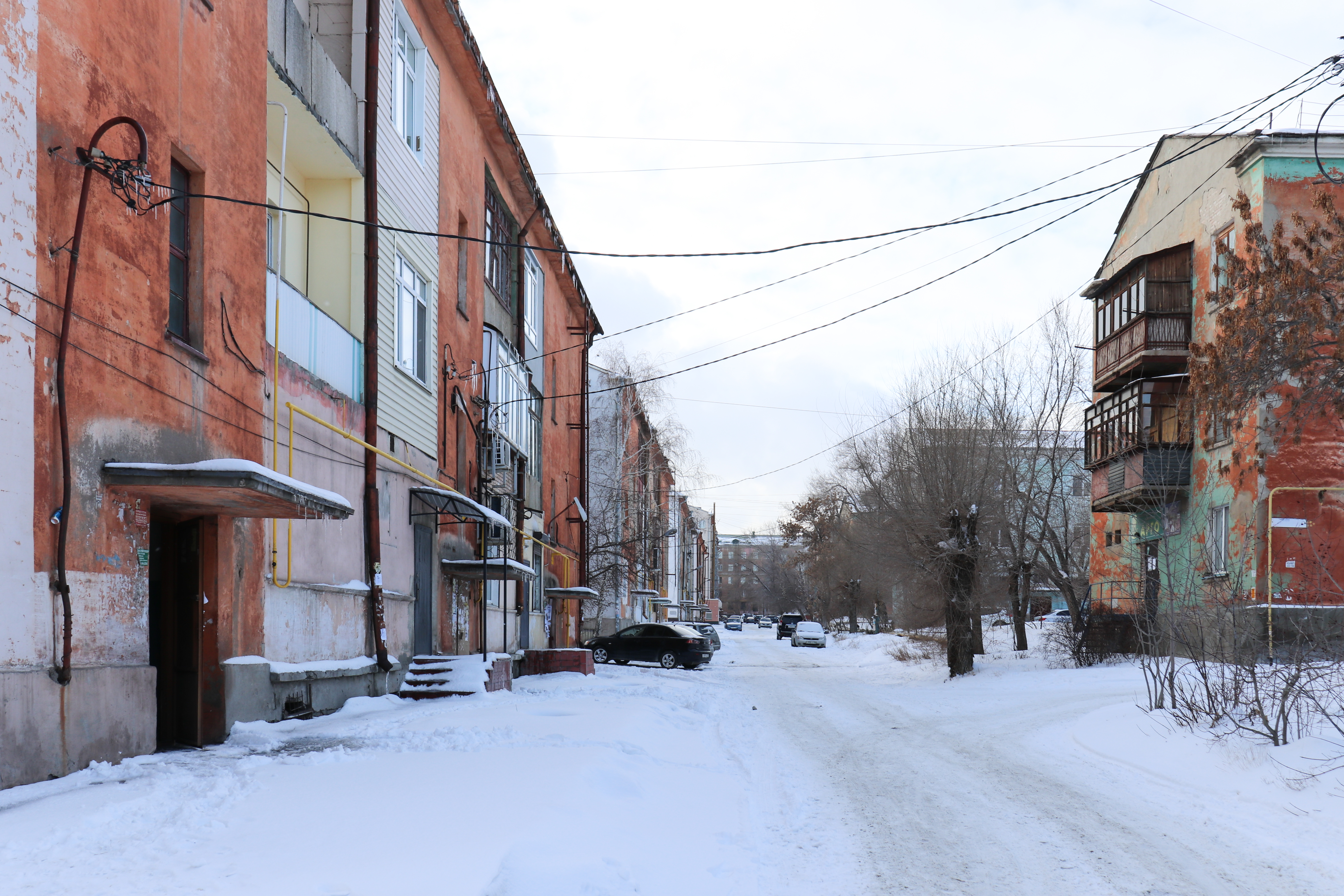
Новый Орск (Орск)

Соцгорода оказали огромное влияние на всё дальнейшее советское градостроительство, в том числе на сельское. Ключевыми аспектами были небольшой размер городов, плановое и коллективизированное обслуживание, градостроительное начало советской архитектуры, специфика проектирования (желание охватить проектной волей максимально широкую территорию; план как директивный документ; генеральный план города, регламентирующий все параметры на определённую точку во времени). Хотя жилкомбинаты остались только проектами, они повлияли на формирование концепции квартала со значительной ролью обслуживающего сектора, рассчитанного на полный охват жителей, и понимание его как «замкнутого целого».
Термин «соцгород» окончательно перестал употребляться в градостроительной теории с 1950-х годов.
Многие из соцгородов, которые создавались на неосвоенной территории, в настоящее время рассматриваются как примеры моногородов. С распадом СССР и установлением новых рыночных экономических реалий социально-экономическое развитие таких городов отличали негативные тенденции. В начале 1990-х годов они столкнулись с разрывом производственных цепочек, неконкурентоспособностью продукции, сокращались заработные платы.

### Осмысление ценности соцгородов

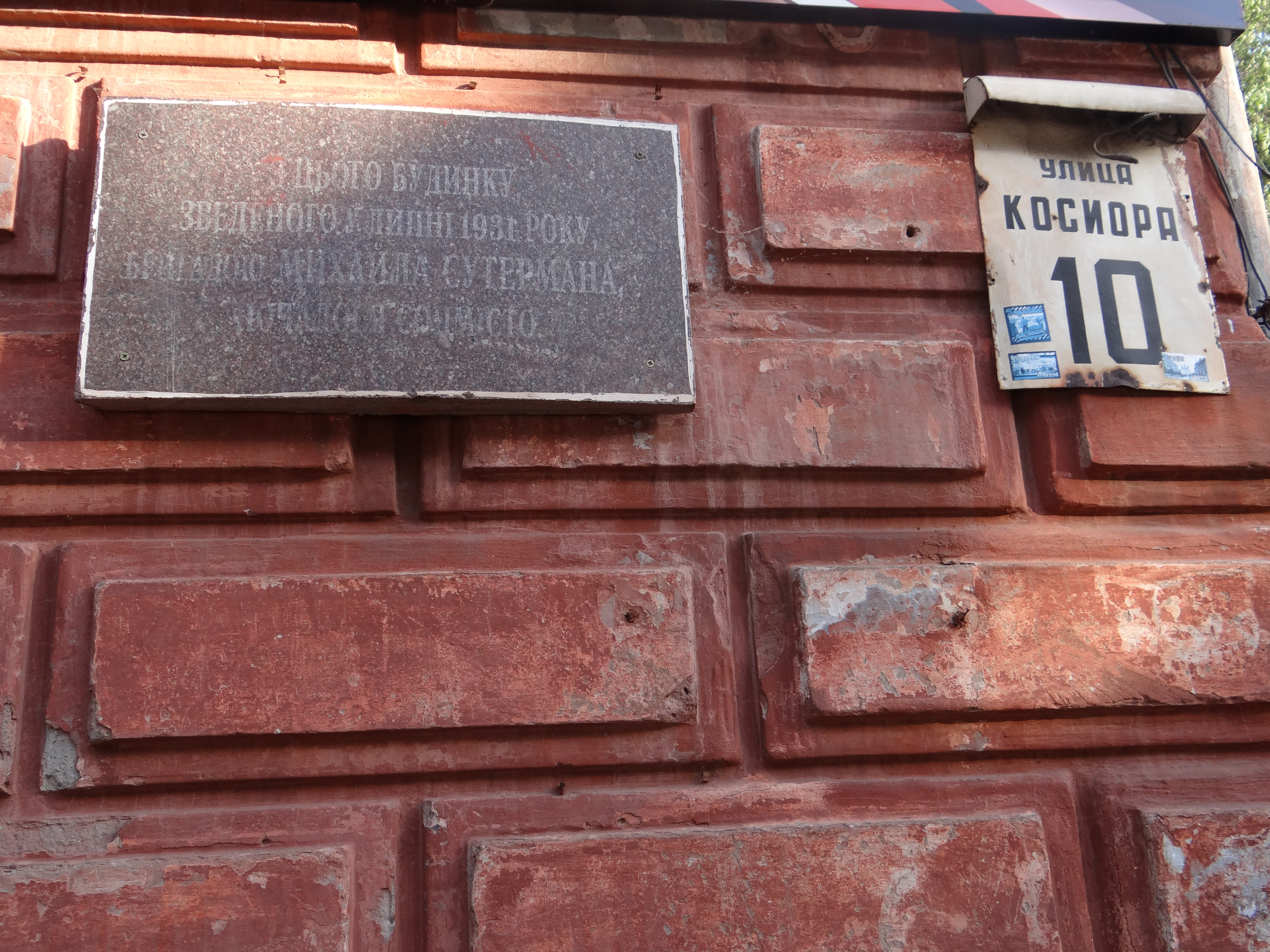
Мемориальная доска на первом доме соцгорода Кривого Рога

Дошедшие до нашего времени постройки соцгородов стремительно ветшают, хотя некоторые из них имеют статусы объектов культурного наследия. Разглядеть замыслы архитекторов мешают многочисленные перестройки, искажения фасадов и интерьеров, изменение функций. В начале XXI века варварски были уничтожены интерьеры Б. Шефлера в уралмашевской школе № 22, интерьеры уралмашевского заводоуправления и т. д. Сохранению наследия мешает пренебрежение со стороны части общества, власти, девелоперского бизнеса. Сложность представляет приспособление памятников к современным функциям.
В обществе постсоветской России отношение к соцгородам различно: они могут восприниматься в контексте авангардного искусства или как элемент ностальгии по СССР, а также как годящиеся только под снос «„хибары“ мрачного „совка“». По мнению К. Д. Бугрова, стараниями искусствоведов и краеведов постепенно закрепляется понимание соцгородов как достойных уважения памятников авангарда, признанных в международном масштабе.
В советской историографии акцент делался на наиболее презентабельных образцах градостроительства. Всестороннему исследованию мешали отсутствие статистических данных, закрытый доступ к источникам, искажение фактов.

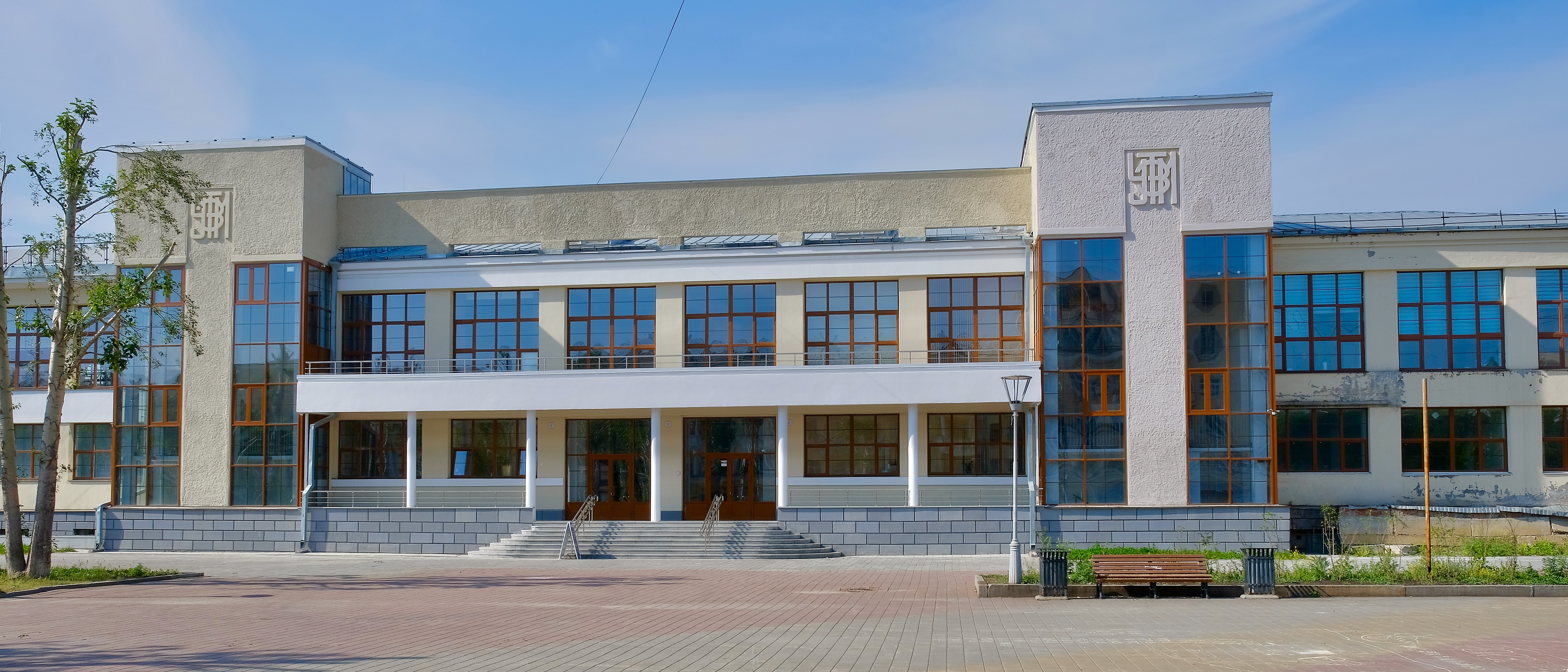
Уралмаш (Екатеринбург). Фабрика-кухня УЗТМ (позднее ДК). 1935 г.

Открытие исследователями баухаусовского советского наследия началось сразу после краха СССР. Искусствоведка Астрид Фольперт вспоминала, что в музее УЗТМ не могли поверить, что на Уралмаше творили выпускники Баухауса. В начале 1990-х годов было создано Урало-Сибирское отделение Docomomo — международной организации по сохранению наследия модернизма. В 1995 году вышел нидерландский документальный фильм «Соцгород — Города утопии», рассказывающий об истории создания и современности соцгородов Магнитогорска, Новокузнецка, Орска и Кемерова. В фильме присутствуют интервью с их проектировщиками.

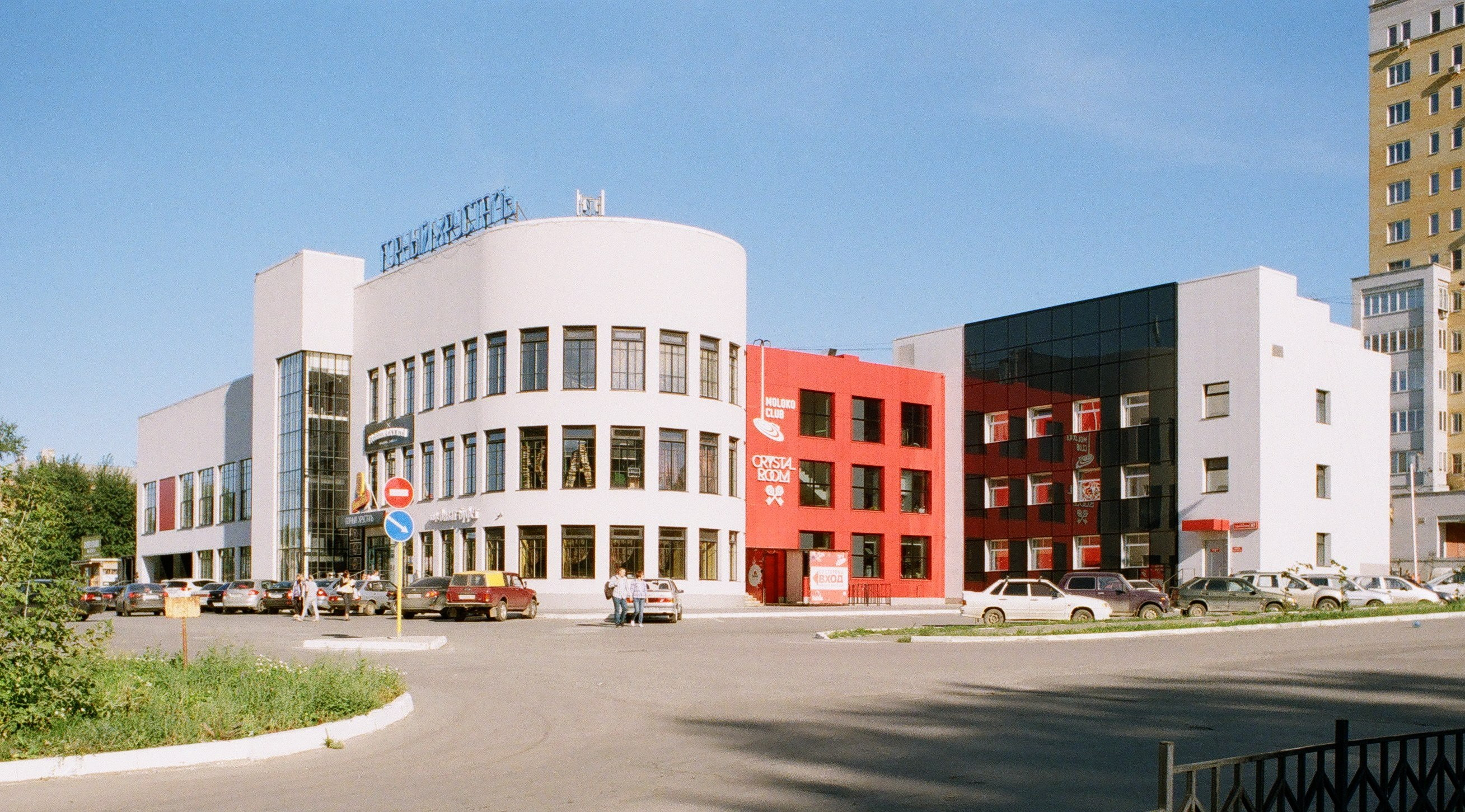
Молотов (ныне часть Перми). Фабрика-кухня Мотовилихинского Центрального Рабочего Кооператива. 1932 г.

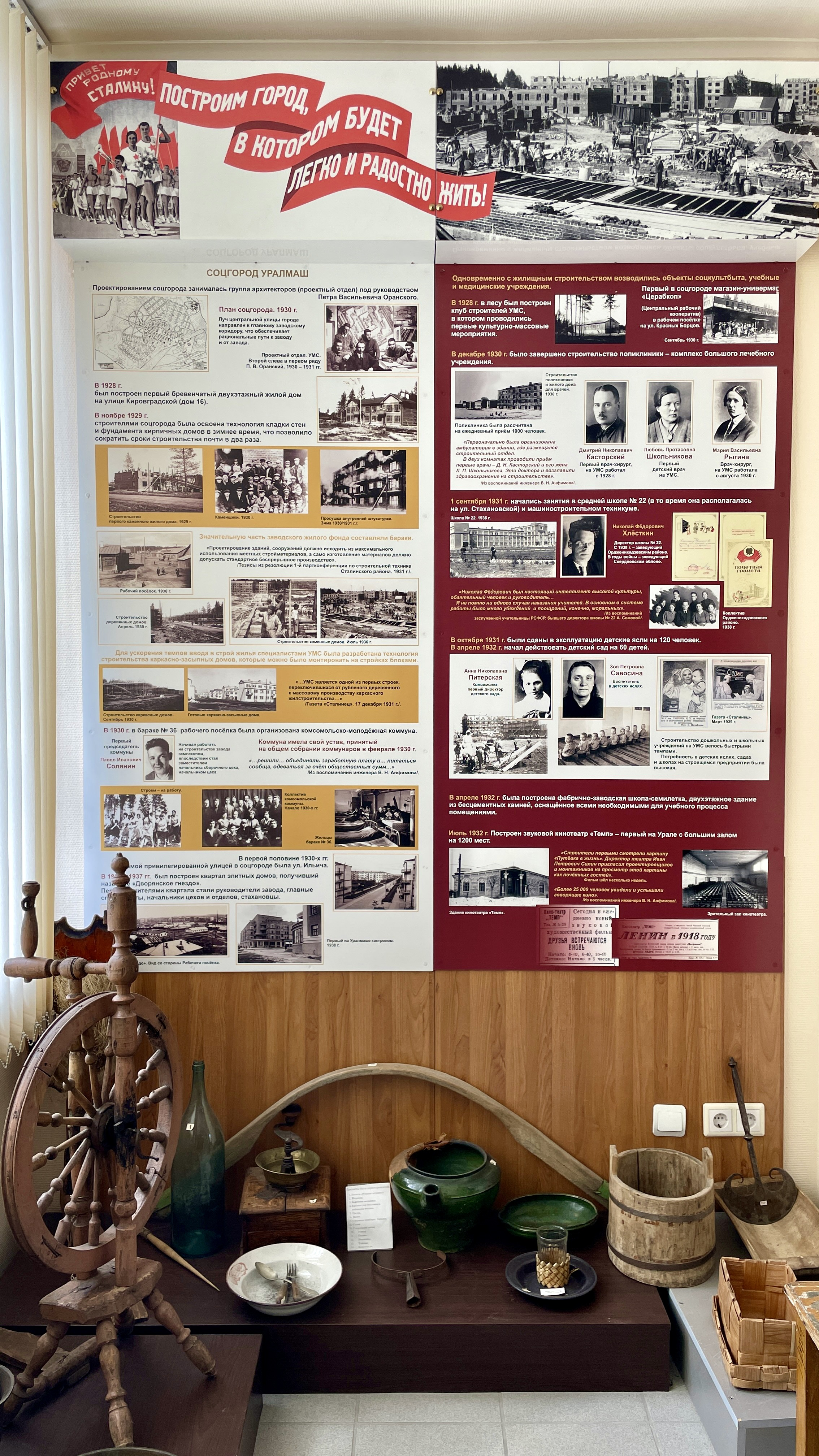
Экспозиция Музея истории УЗТМ, посвящённая строительству соцгорода Уралмаш (Екатеринбург)

Несмотря на плохое состояние магнитогорского Соцгорода, его ценят местные активисты и муниципальные депутаты, выступающие против сноса исторических домов. Неоднократно в его защиту выступал ИКОМОС и его немецкое отделение. Специалисты из России, Германии и Нидерландов призывают включить магнитогорский Соцгород в список объектов ЮНЕСКО как совместное с Германией наследие и одну из первых попыток ввести новую урбанистическую модернистскую эстетику («прямые углы», контрастные цветовые фасадные плоскости), новые типы зданий и общественных пространств.
С аналогичным предложением относительно Соцгорода Новокузнецка выступал общественный активист П. В. Клепиков. Он приложил большие усилия для создания Парка советской скульптуры, сохранения и реставрации исторических зданий Соцгорода. Позднее Клепиков был осуждён по статье о мошенничестве и отправлен в тюрьму. По мнению его сторонников, уголовное дело связано с тем, что его деятельность помешала интересам региональной власти. Совет по правам человека при президенте заключил, что приговор вынесен при отсутствии доказательств вины.
Позитивный пример обращения с наследием — квартал в соцгороде Молотово (ныне часть Перми). Проведена реставрация домов, восстанавливаются малые архитектурные формы и сад с яблоневыми посадками, которые были здесь в 1930-е годы. Восстановление стало возможным благодаря инициативе местных жителей в 2010-е годы.

Культура соцгорода, порождённая идеологией и мифологией первых пятилеток, может изучаться не только как часть предыстории сегодняшней России, но и как самостоятельный исторический феномен, обладающий — подобно древним цивилизациям — колоссальной спецификой, интересный именно своей уникальностью. Пятиэтажка на углу или старое здание клуба кажутся совершенно обыденными, но эта будничность таит загадку: шагая по старым соцгородам Вагонки, Уралмаша или ЧТЗ, мы в действительности шагаем по городам цивилизации, которая была и ушла и которую с каждым уходящим годом будет все сложнее понимать.
— Бугров К. Д. Заключение // Соцгорода Большого Урала. — Екатеринбург : Издательство Урал. университета, 2018. — С. 382. — 472 с.

### Работы современников
- Зальцман А.М., Меерсон Д.С. Архитектура соцгорода и его элементов // Планировка и строительство городов. — 1934. — № 7—8.
- Кожаный П.М. Рабочее жилище и быт. — М. : ВЦСПС, 1924. — 80 с.
- Ларин Ю. Жилище и быт : Жилищный вопрос в реконструктивный период. — М. : Издательство ВЦИК «Власть Советов», 1931. — 127 с.
- Мещеряков Н.Л. О социалистических городах. — М. : Огиз : Молодая гвардия, 1931. — 108 с.
- Милютин Н.А. Соцгород : Проблема строительства социалистических городов. — М., Ленинград : Государственное издательство, 1930. — 82 с.
- Охитович М.А. К проблеме города // Современная архитектура. — 1929. — № 4.
- Охитович М.А. Заметки по теории расселения // Современная архитектура. — 1930. — № 1—2.
- Покшишевский С. Н. Промышленный город, его расчёт и проектирование. — М., Ленинград : Гос. науч.-тех. издательство строит. индуст. и судостроения, 1932. — 112 с.
- Реконструкция городов СССР. 1933—1937 : В 2-х томах / Госплан СССР. — М. : Стандартизация и рационализация, 1933.
- Сабсович Л.М. Социалистические города. — М. : Госиздат РСФСР «Московский рабочий», 1930. — 124 с.
- Сабсович Л.М. СССР через 15 лет. Гипотеза построения социализма в СССР. — М. : «Плановое хозяйство» Госплан СССР, 1929. — 163 с.
- Сабсович Л.М. Города будущего и организация социалистического быта. — М. : Государственное техническое издательство, 1929. — 64 с.
- Склонский А. Социалистический город // Революция и культура. — 1929. — № 21.

### Поздняя советская литература
- Алёшин В. Э. Развитие представления о социалистическом поселении в градостроительстве Украины в 1920-х — начале 1930-х годов. — 1987. — Диссертация на соискание учёной степени кандидата архитектуры
- Алёшин В.Э. Социалистический город в представлениях первых градостроителей Украины // Строительство и архитектура. — 1984. — № 7.
- Глава I. 1917—1932 гг. // Всеобщая история архитектуры в 12 томах / Под редакцией Н. В. Баранова (ответственный редактор), Н. П. Былинкина, А. В. Иконникова, Л. И. Кирилловой, Г. М. Орлова, Б. Р. Рубаненко, Ю. Ю. Савицкого, И. Е. Рожина, Ю. С. Яралова (зам. отв. редактора). — 1975. — Т. Том 12 (первая книга) : Архитектура СССР. — 755 с.
- Хазанова В. Э. Советская архитектура первой пятилетки : Проблемы города будущего. — М. : Наука, 1980. — 373 с.

### Современная литература
- Бугров К. Д. Соцгорода Большого Урала. — Екатеринбург : Издательство Урал. университета, 2018. — 472 с.
- Гордин А. А., Гордина Е. Д. Развитие социокультурной сферы Соцгорода Горьковского автозавода в 1930-е годы // Вестник НГТУ им. Р.Е. Алексеева. Серия «Управление в социальных системах. Коммуникативные технологии». — 2013. — № 4.
- Социалистический город / Под ред. А.А. Гордина. — Нижний Новгород : ННГАСУ, 2012. — 115 с.
- Социалистический город. Феномен социалистического города: социокультурный аспект / А. А. Гордин и др. — Нижний Новгород : ННГАСУ, 2012. — 157 с.
- Социалистический город. — Проект Байкал. — 2021. — № 2 (68). — 172 с.
- Ефремова Е. Н. «Здесь будет город-сад»: утопический образ города в заводской газете Уралмаша // Quaestio Rossica. — 2015. — № 4.
- Мазур Л. Н. Соцгород как исторический феномен раннесоветской эпохи // Город, социум, среда: история и векторы развития. Материалы Всероссийской научно-практической конференции / отв. ред.: О. В. Рыжкова. — Нижний Тагил : Нижнетагильский государственный социально-педагогический институт (филиал) федерального государственного автономного образовательного учреждения высшего образования «Российский государственный профессионально-педагогический университет», 2017. — 280 с.
- Меерович М. Г., Меньковский В. И., Жеребцов И. Л. «Социалистический город»: идея и её воплощение в Советском Союзе 1920−1930-х годов. — Сыктывкар : ИЯЛИ Коми НЦ УрО РАН, 2019. — 72 с.
- Меерович М. Г. Наказание жилищем: жилищная политика в СССР как средство управления людьми (1917—1937 годы). — М. : Российская политическая энциклопедия (РОССПЭН); Фонд Первого Президента России Б. Н. Ельцина, 2008. — 303 с.
- Меерович М. Г., Конышева Е. В. «Берег левый, берег правый»: Эрнст Май и открытые вопросы истории советской архитектуры (на примере проектирования соцгорода Магнитогорска) // Архитектон: известия вузов. — 2010. — № 2 (30).
- Меерович М. Г., Конышева Е. В., Хмельницкий Д. С. Кладбище соцгородов: градостроительная политика в СССР (1928—1932 гг.). — М. : Российская политическая энциклопедия (РОССПЭН); Фонд Первого Президента России Б. Н. Ельцина, 2011. — 270 с.
- Меерович М. Г. Урбанизация 1930-х гг. в Западной Сибири: от города-сада к соцгороду // Региональные архитектурно-художественные школы. — 2015. — № 1.
- Нагорная М.С., Петухова Е.И. Архитектура соцгорода как объект культурного наследия: Европейский опыт и российские перспективы // Управление в современных системах. — 2014. — № 4.
- Расторгуев А. П., Токменинова Л. И., Фольперт А. Наследие эксперимента // Урал. — 2011. — № 6.
- Расторгуев А. П. Наследие эксперимента // Урал. — 2011. — № 8.
- Роговин В. З. Была ли альтернатива?. — М. : Товарищество «Журнал „Театр“», 1993. — Т. 2. Власть и оппозиции. — 398 с.
- Советское градостроительство. 1917—1941: в 2 кн. / отв. ред. Ю. Л. Косенкова. — М. : Прогресс-Традиция, 2018. — Кн. 1.

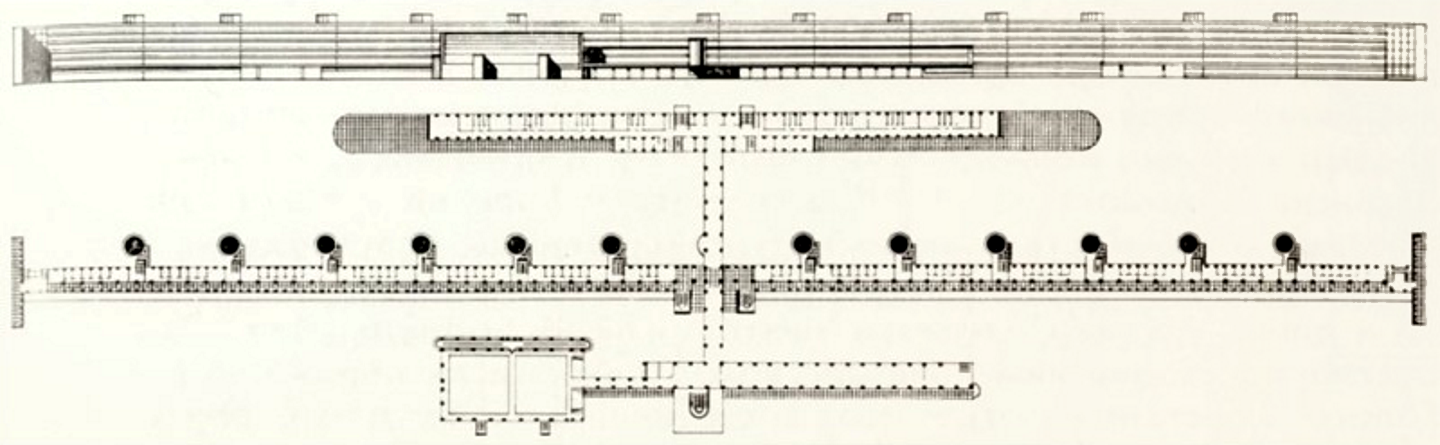
И. А. Голосов. Проект жилкомбината для Сталинграда. Жилой корпус в центре, два общественных корпуса. 1930 г.

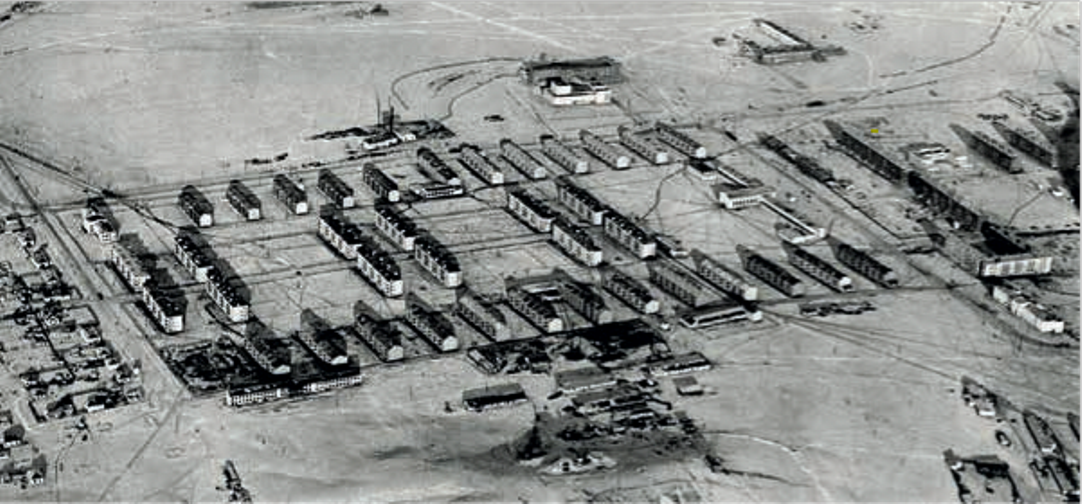
Строчная застройка в Магнитогорске по проекту группы Э. Мая начала 1930-х гг.

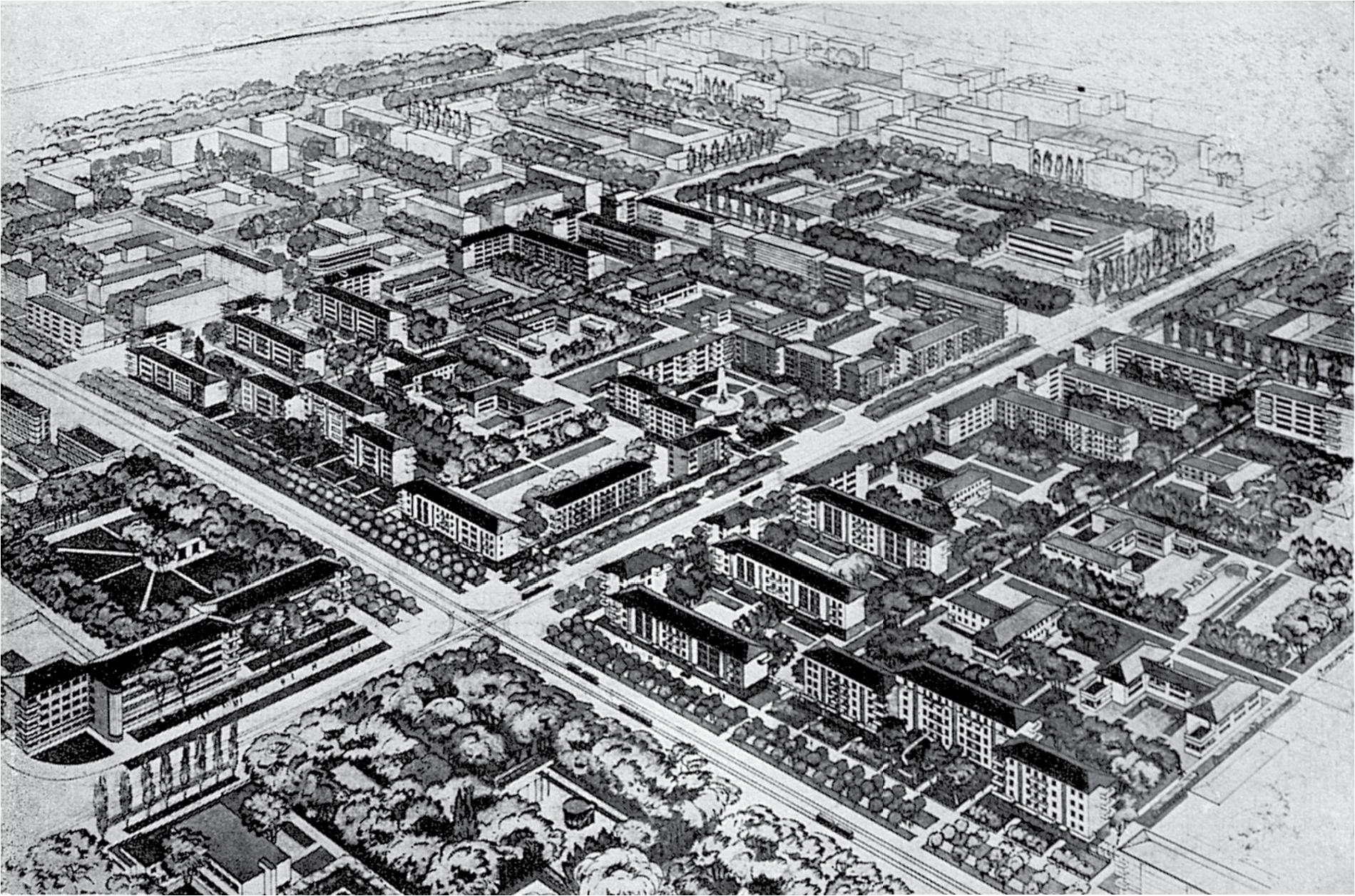
Б. В. Данчич. Проект правобережного Магнитогорска. Кварталы смешанной застройки. 1933 г.

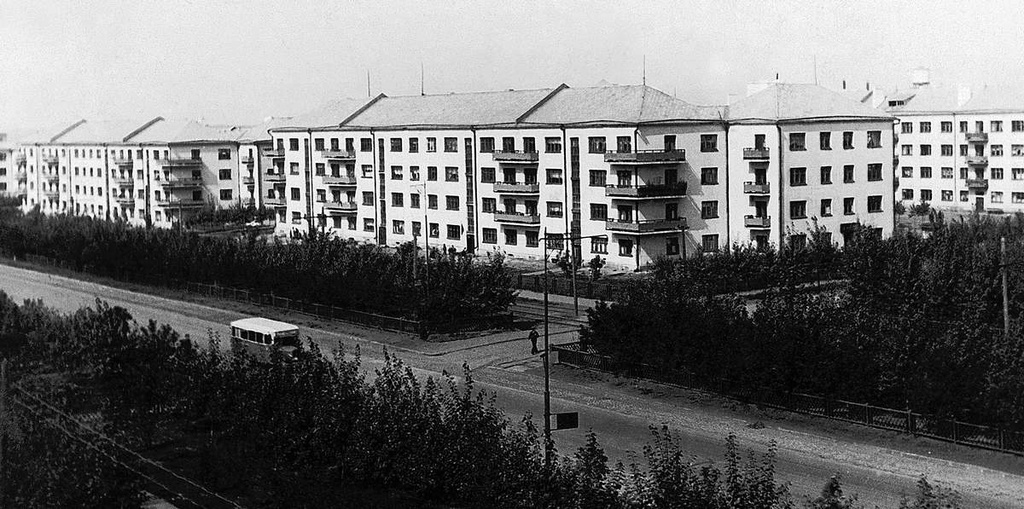
Соцгород Челябинского тракторного завода. 1930-е гг.

Дом-коммуна в соцгороде Сибкомбайна (Новосибирск), позднее
ДК им. Клары Цеткин. 1932 г.

- Фицпатрик Ш. Повседневный сталинизм. Социальная история Советской России в 30-е годы: город. — 2-е. — М. : РОССПЭН, 2008. — 336 с.
- Хан-Магомедов С. О. Архитектура советского авангарда: В 2 кн.. — М. : Стройиздат, 1996. — Кн.1: Проблемы формообразования. Мастера и течения.
- Хан-Магомедов С. О. Архитектура советского авангарда: В 2 кн. : [арх. 22 апреля 2021]. — М. : Стройиздат, 2001. — Кн.2: Социальные проблемы.
- Хмельницкий Д.С. Леонид Сабсович или Кто придумал обобществление быта? // Уваровские чтения — VII: семья в традиционной культуре и современном мире: материалы всероссийской научной конференции. — 2011.
- Чередина И. С. Работа С. Е. Чернышёва для Магнитогорска // Проект Байкал. — 2011. — № 8 (27).
- Янушкина Ю. В. Архитектура Сталинграда 1925—1961 гг. Образ города в культуре и его воплощение : учебное пособие. — Волгоград : ВолгГАСУ, 2014. — 200 с.
- Boosma K. New socialist cities: foreign architects in the USSR 1920—1940 :  [англ.] // Planning Perspectives. — 2014. — Vol. 29, no. 3. — С. 301—328.
- Collier, Stephen J. Post-Soviet social : neoliberalism, social modernity, biopolitics :  [англ.]. — Princeton, New Jersey : Princeton University Press, 2011.
- Kotkin S. Magnetic Mountain: Stalinism as a Civilization :  [англ.]. — Berkeley : University of California Press, 1995. — 639 с.
- Oosterhof Hanneke. ‘Creating Order amid Chaos’:   Architect Lotte Beese in the Soviet Union,  1932–1935 :  [англ.] // MoMoWo: Women Designers, Craftswomen, Architects and Engineers between 1918 and 1945. — Ljubljana : Založba ZRC, ZRC SAZU, 2017. — С. 73—74.